# Liste der Orte in der Gemeinde Bobonaro

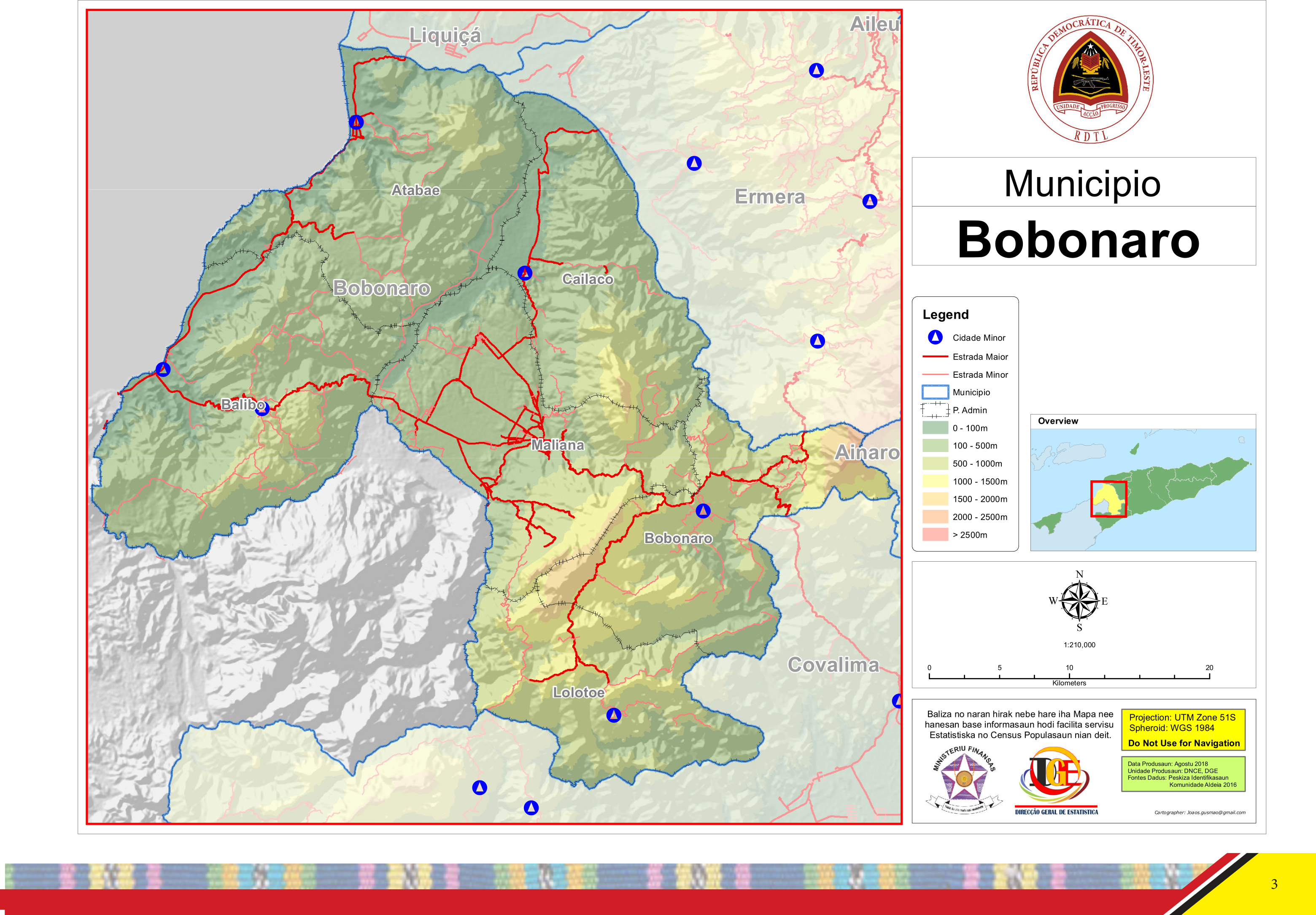
Die Gemeinde Bobonaro in Osttimor

Die Liste der Orte in der Gemeinde Bobonaro gibt an, welche Ortschaften in jedem Suco der osttimoresischen Gemeinde Bobonaro liegen.

## Landkarten der Verwaltungsämter

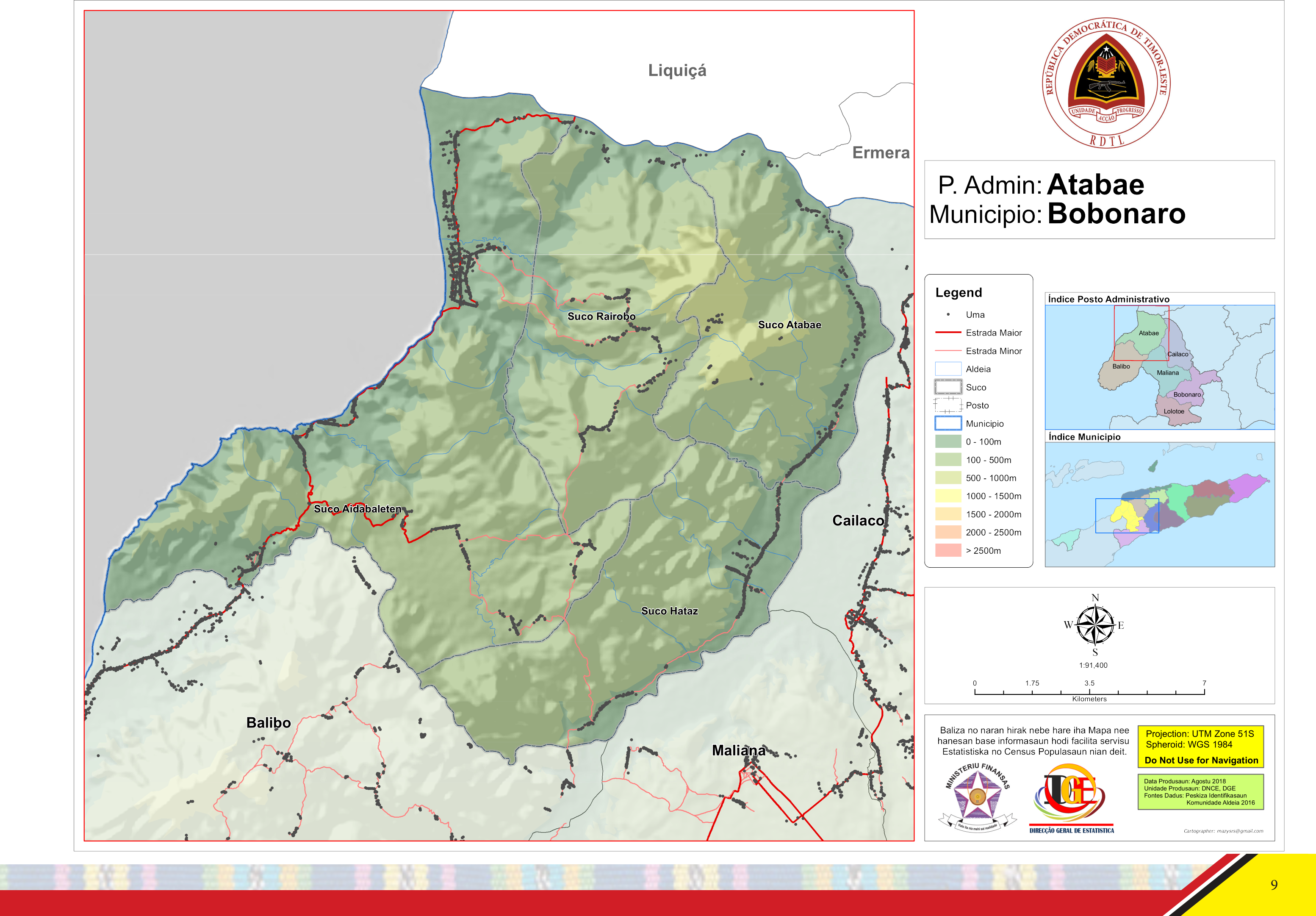
Verwaltungsamt Atabae
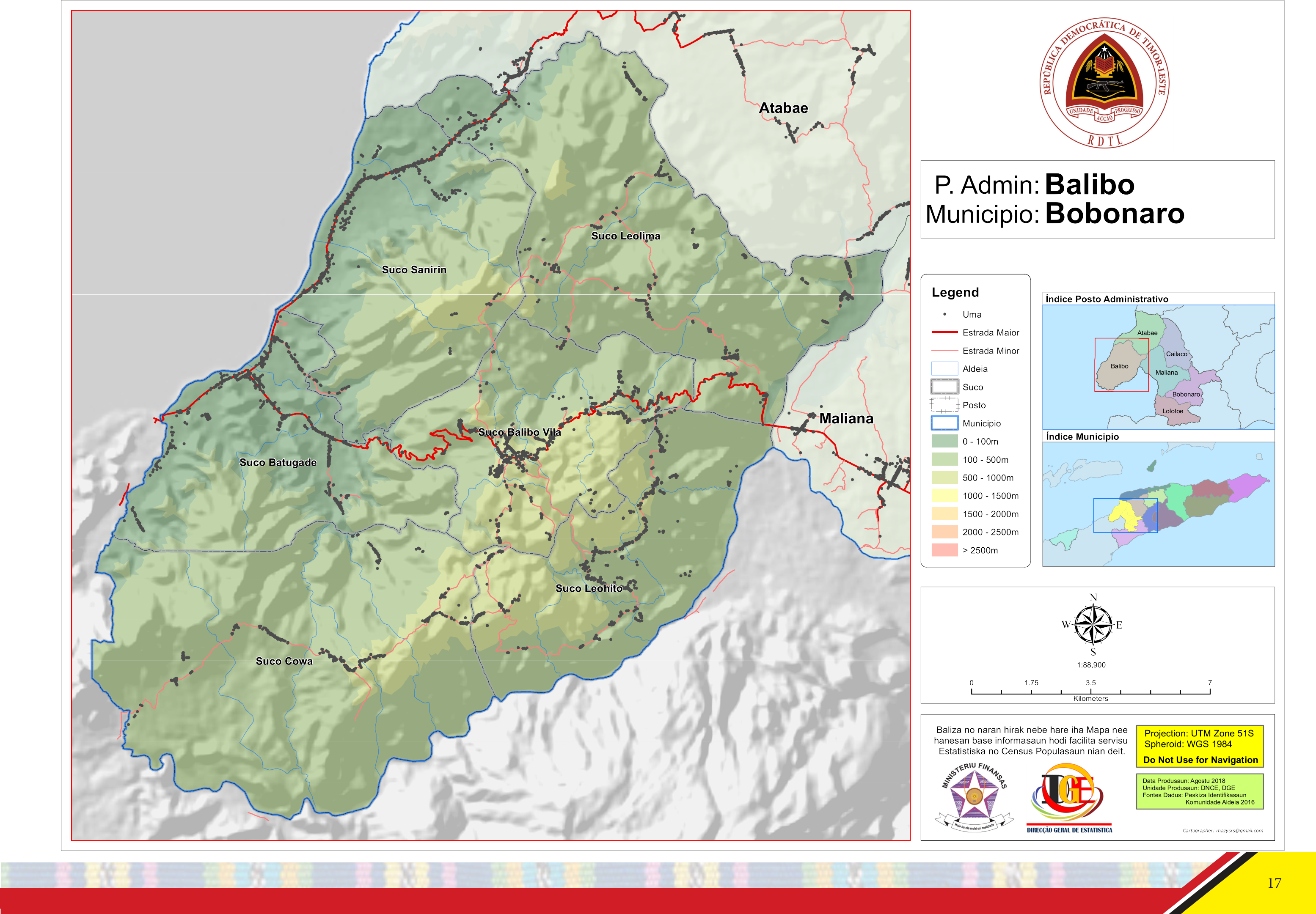
Verwaltungsamt Balibo
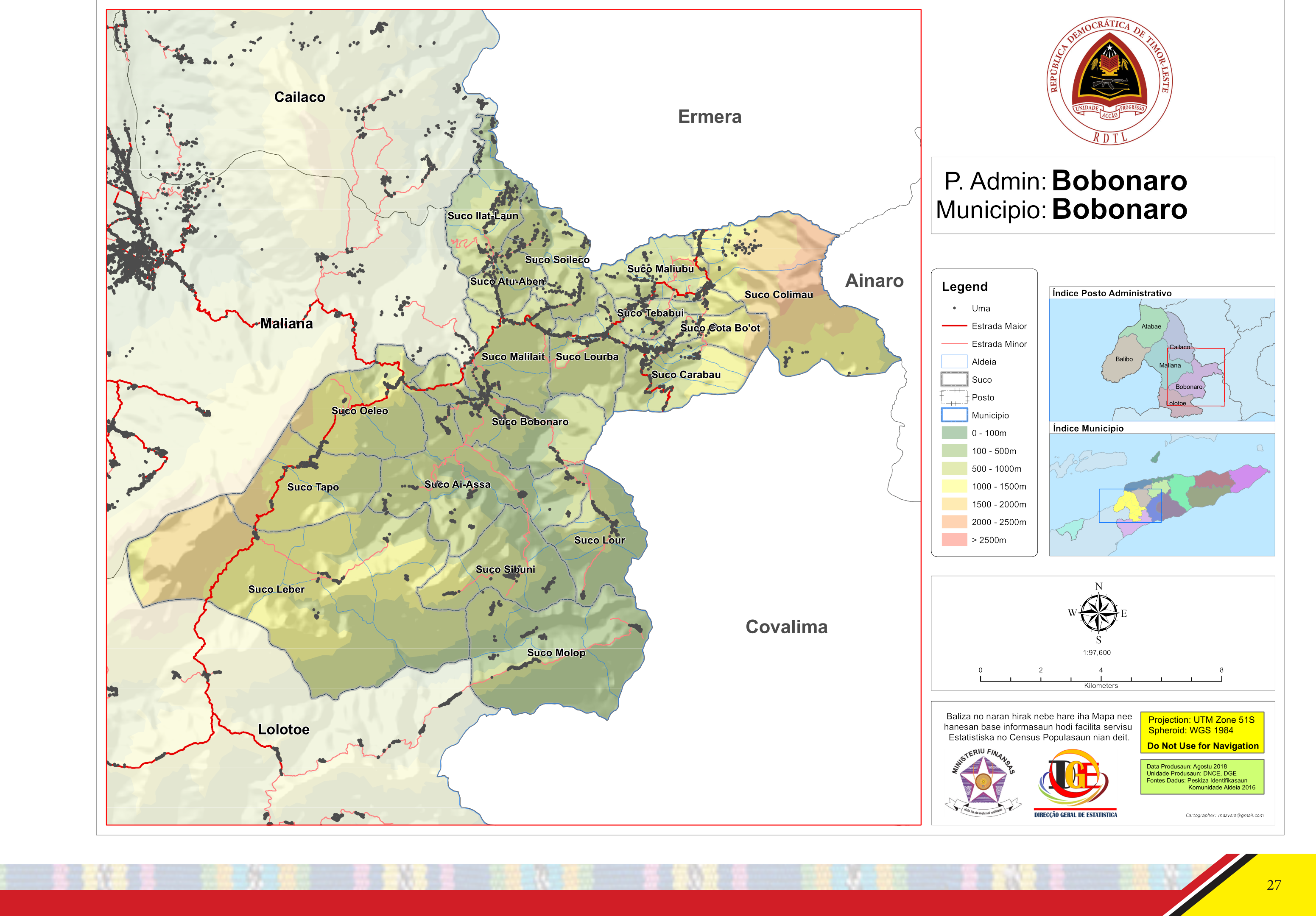
Verwaltungsamt Bobonaro
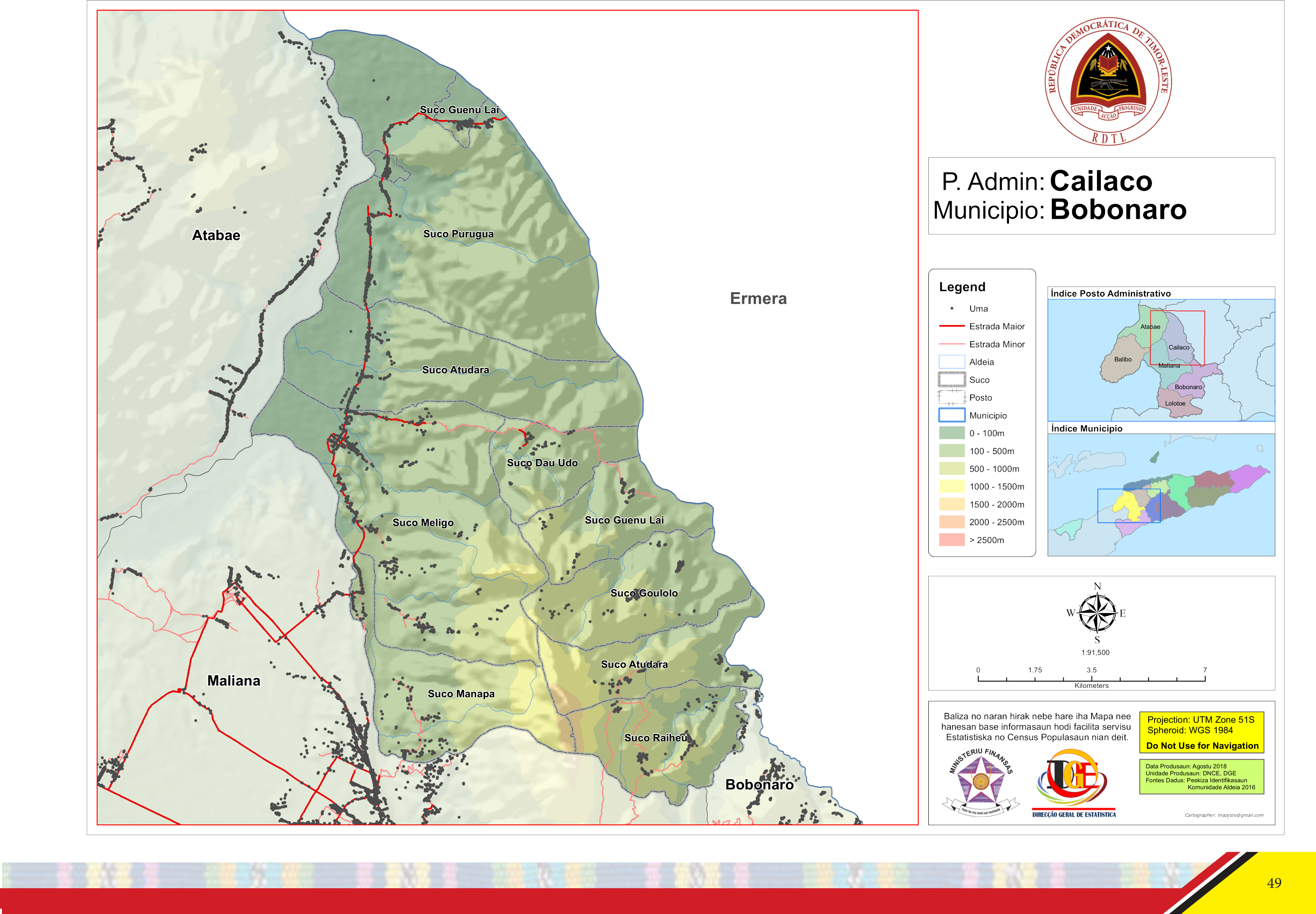
Verwaltungsamt Cailaco
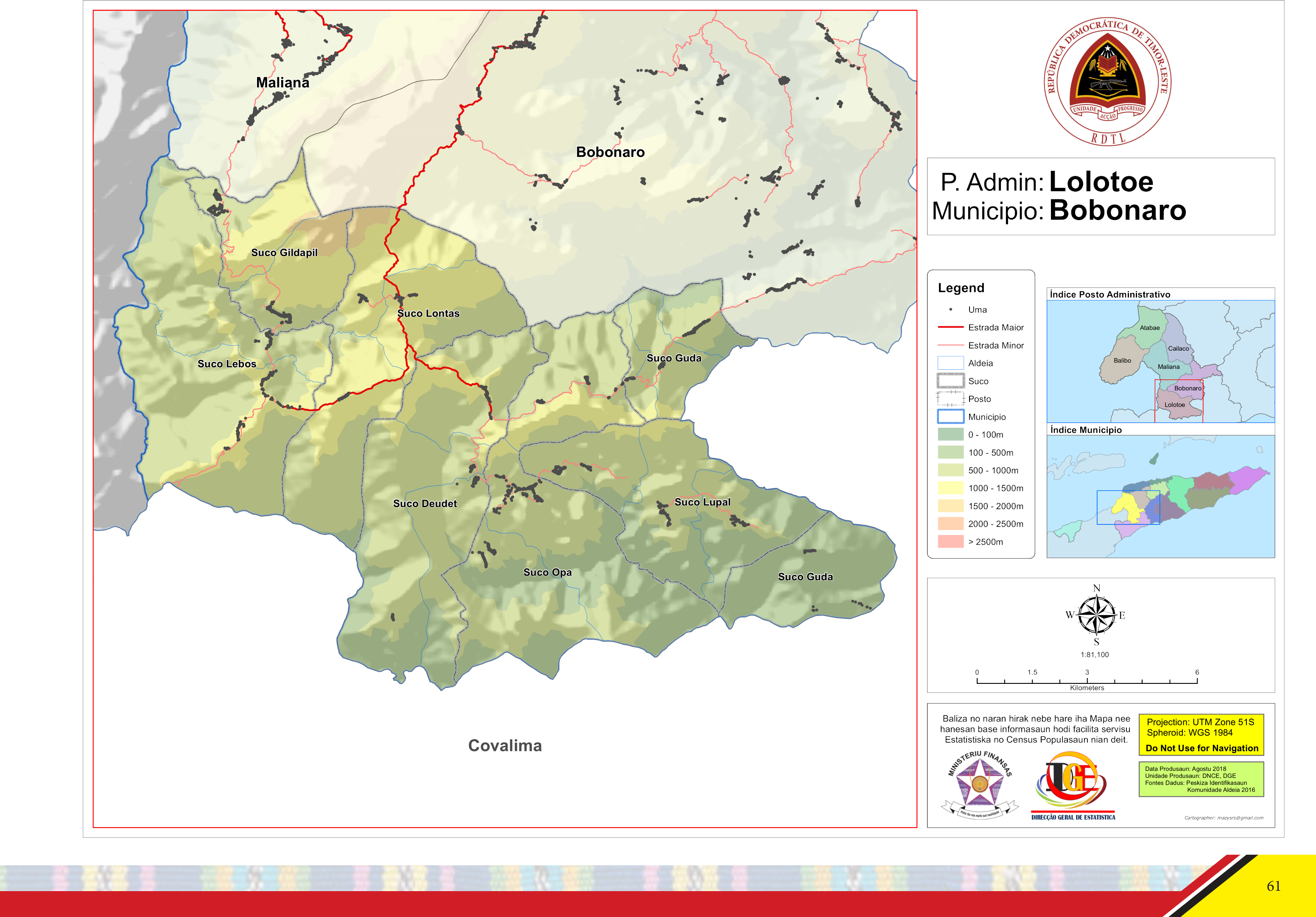
Verwaltungsamt Lolotoe
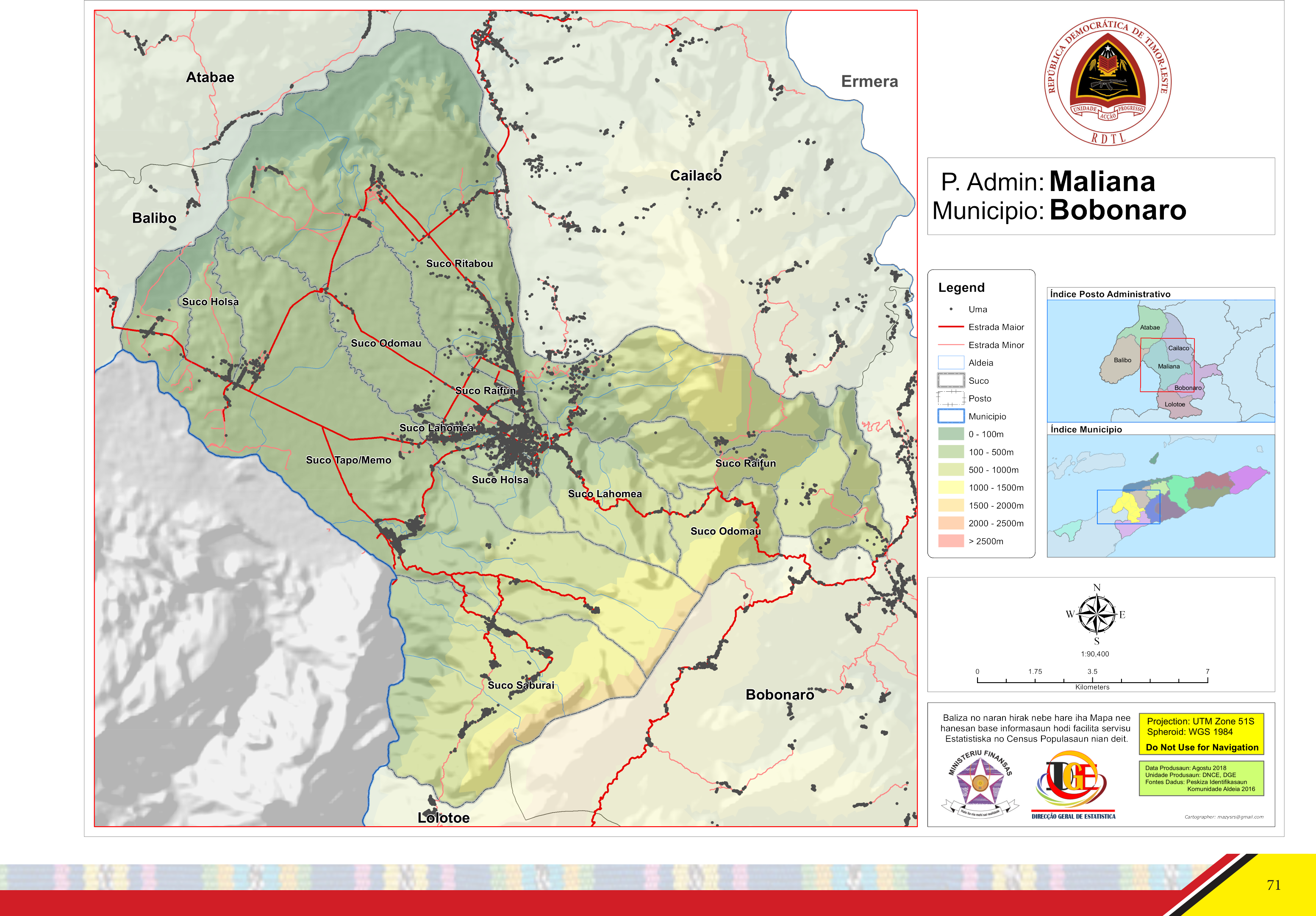
Verwaltungsamt Maliana

## VerwaltungsamtAtabae

### SucoAidabaleten

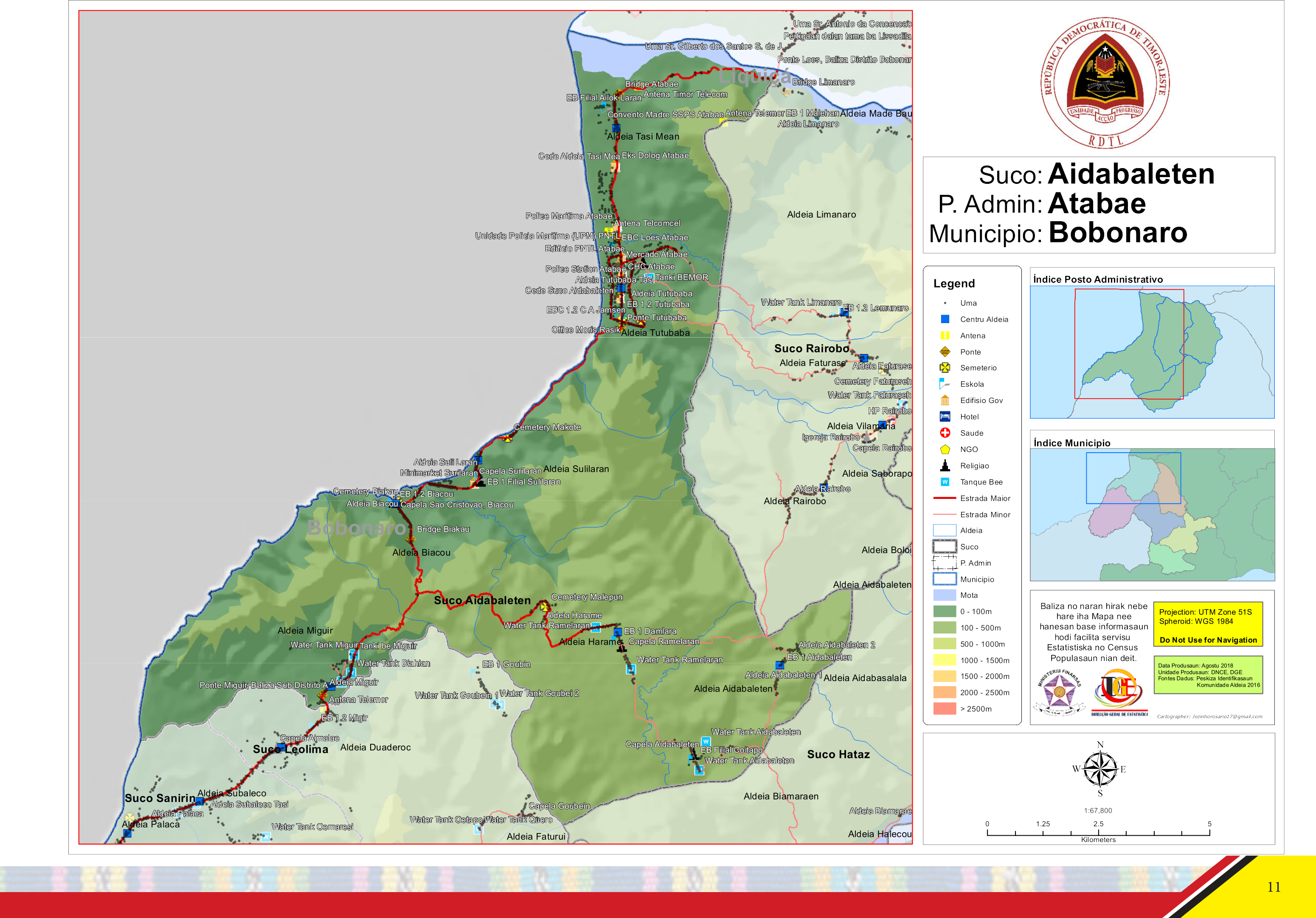
Der Suco Aidabaleten

- Aidabaleten
- Aidabaleten
- Ailok Laran
- Biacou
- Biahian
- Coitapo
- Cotalaran
- Damlaran
- Enelaran
- Farumea
- Fatulagung
- Fatumolin
- Harame
- Kilibain
- Letelaran
- Makote
- Malarara
- Malebauk
- Malepun
- Meguir
- Melelaram
- Merdeka
- Nunagbae
- Ramelaran
- Talilaran

### SucoAtabae

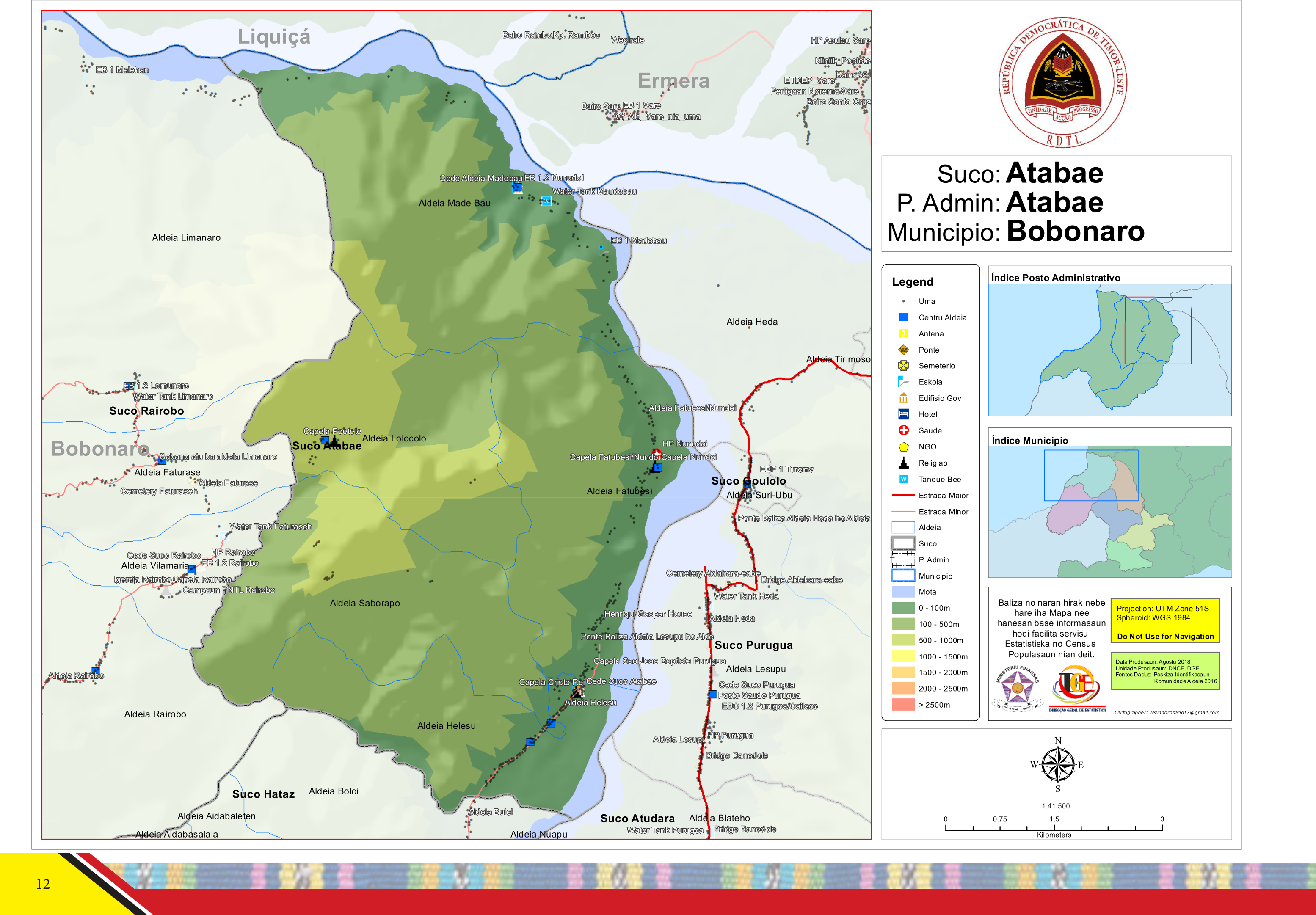
Der Suco Atabae

- Aidabaracabe
- Atumate
- Daarobou
- Dirularan
- Fatubesi/Nunudoi (Nunudoi)
- Hatubou
- Koilima
- Lóis-Nunudoi
- Loumate
- Lugu Teho
- Malete
- Maleteten
- Oekiar
- Poetete
- Saburapo

### SucoHataz

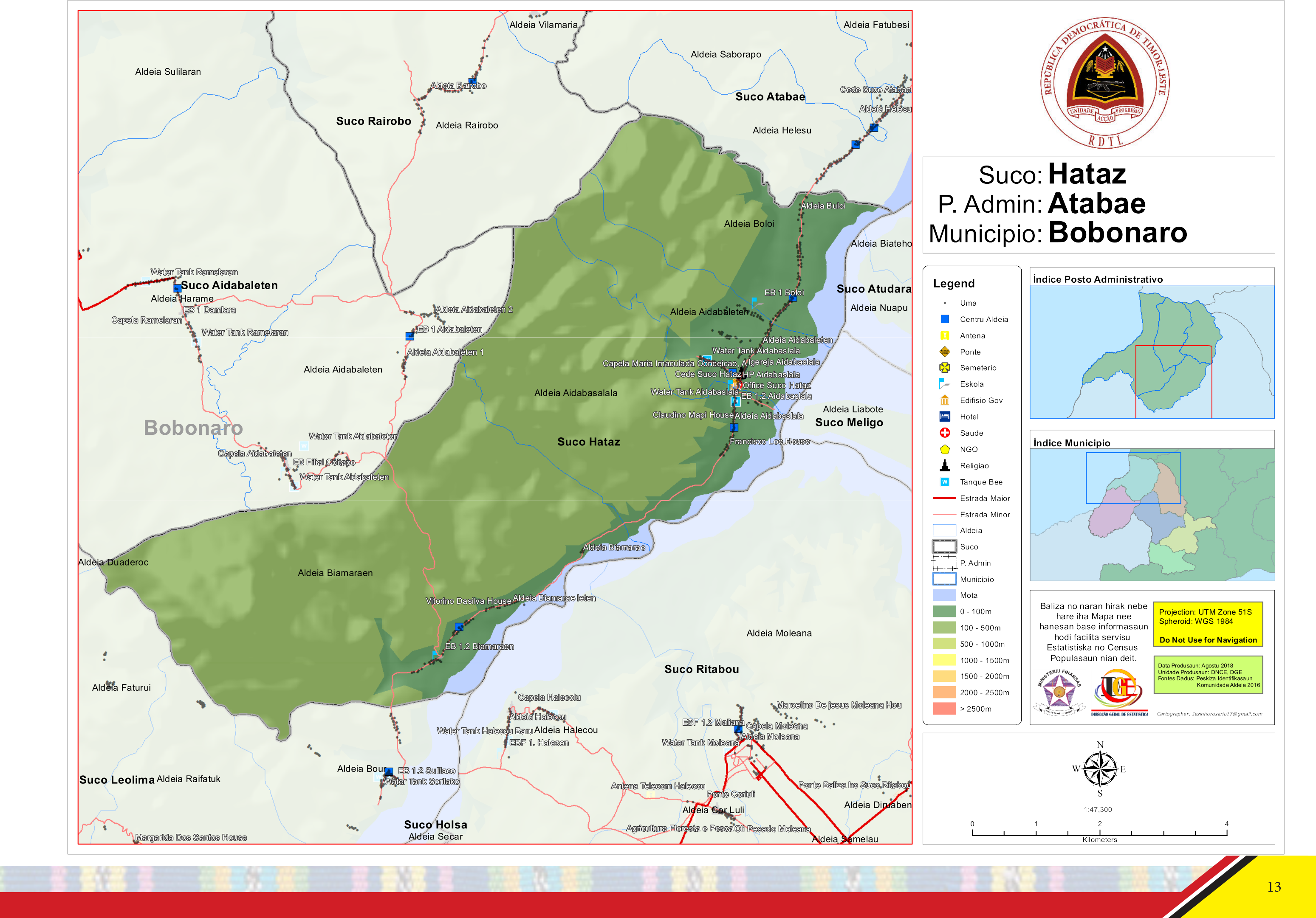
Der Suco Hataz

- Aidabasalala
- Airamasala
- Arlaeben
- Biamarae Leten
- Biamaraen
- Boloi
- Lahuluh

### SucoRairobo

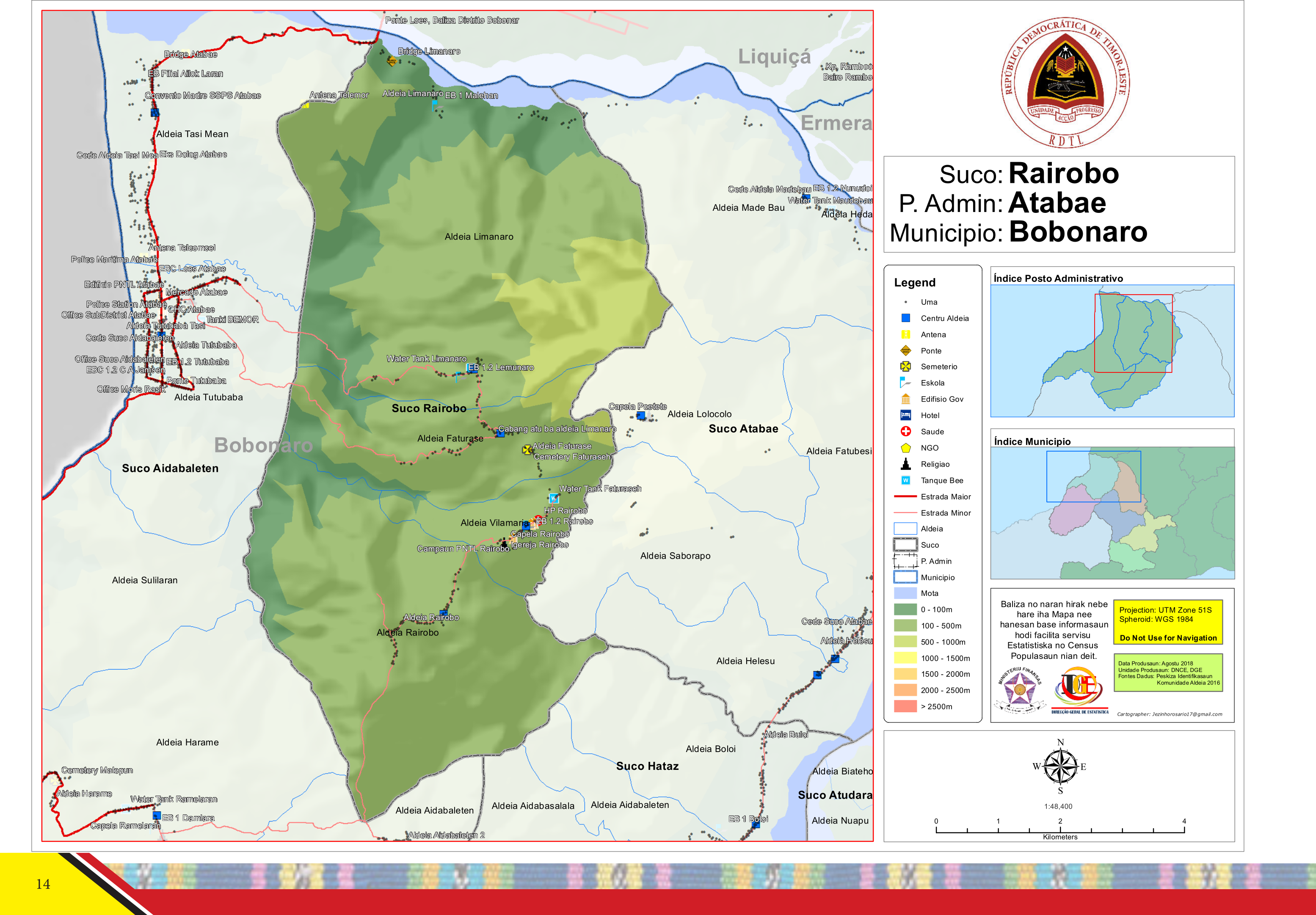
Der Suco Rairobo

- Atabae
- Biarua
- Faturase
- Limanaro
- Malehan
- Rairobo

## VerwaltungsamtBalibo

### SucoBalibo Vila

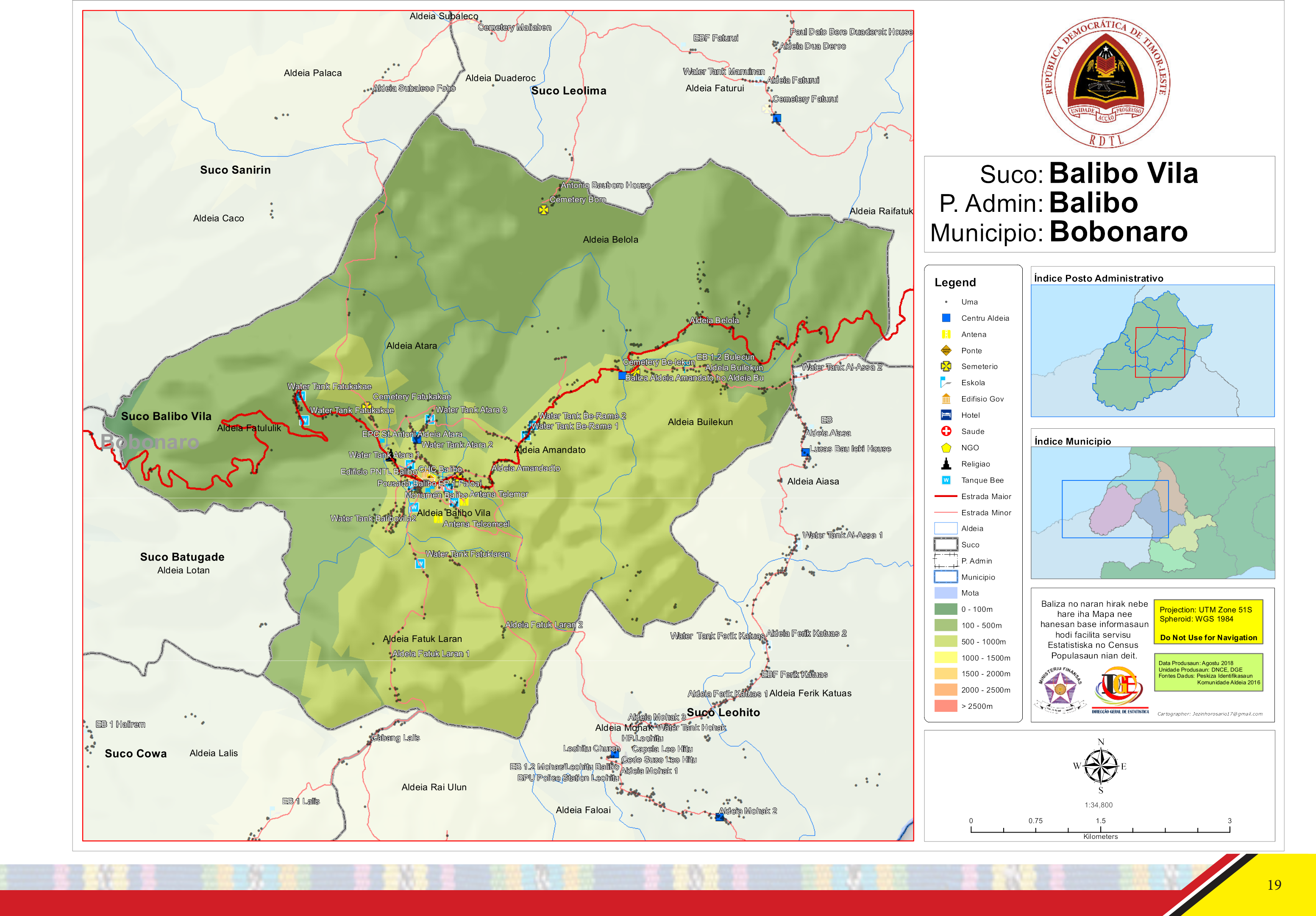
Der Suco Balibo Vila

- Airae
- Aitos
- Amandato
- Atara
- Aube
- Balibo
- Beain
- Belola
- Be-Rame
- Boro
- Builekun
- Fatukakae
- Fatuk Laran 1
- Fatuk Laran 2
- Fatukuak
- Fatululit
- Fatunisin
- Fatuteke
- Fiuren
- Lasuleten
- Malibikan
- Misi
- Nalametan

### SucoBatugade

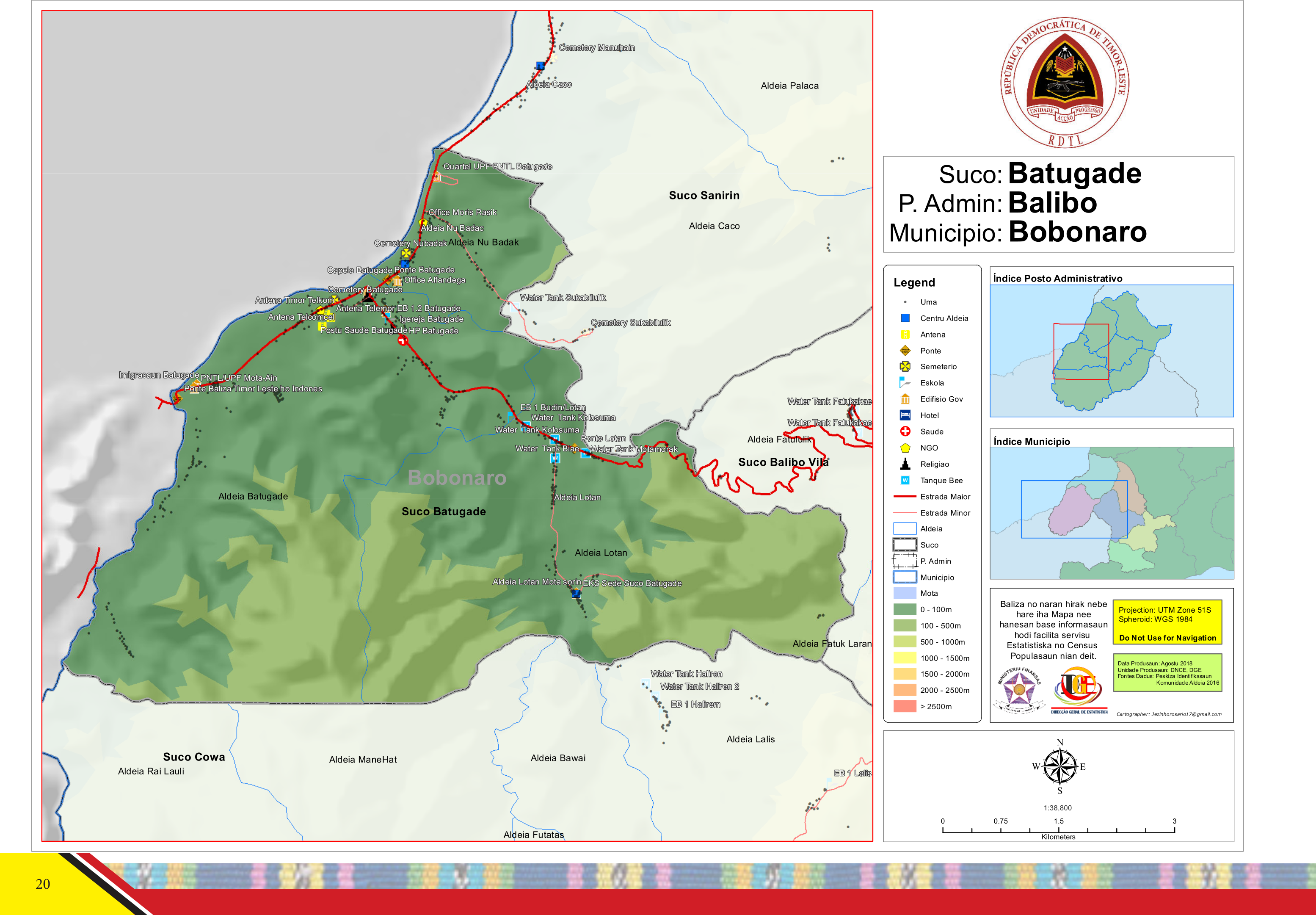
Der Suco Batugade

- Aumodok
- Badutmean
- Batugade
- Biae
- Budin
- Halinsana
- Kolosuma
- Lotan
- Lotan Mota Sorin
- Maudekut
- Mota’ain
- Motamorak
- Nu Badac

### SucoCowa

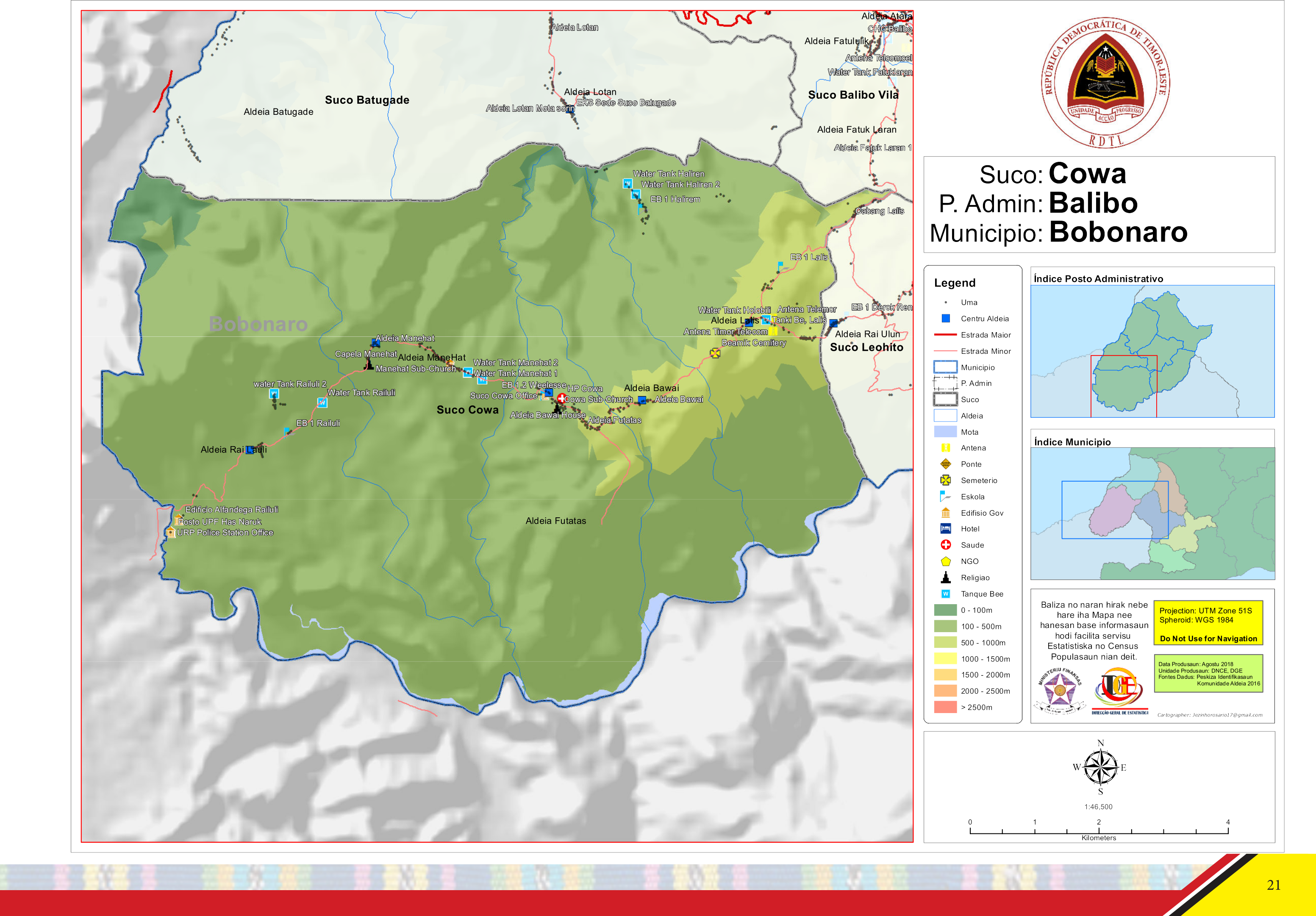
Der Suco Cowa

- Fatukbelak
- Futatas
- Haliren
- Has Naruk
- Holobili (Kolobili)
- Katimuben (Bawai)
- Lalis
- Oepauk
- Mane Hat
- Rai Luli 1
- Rai Luli 2
- Wefau
- Weelesse
- Weono

### SucoLeohito

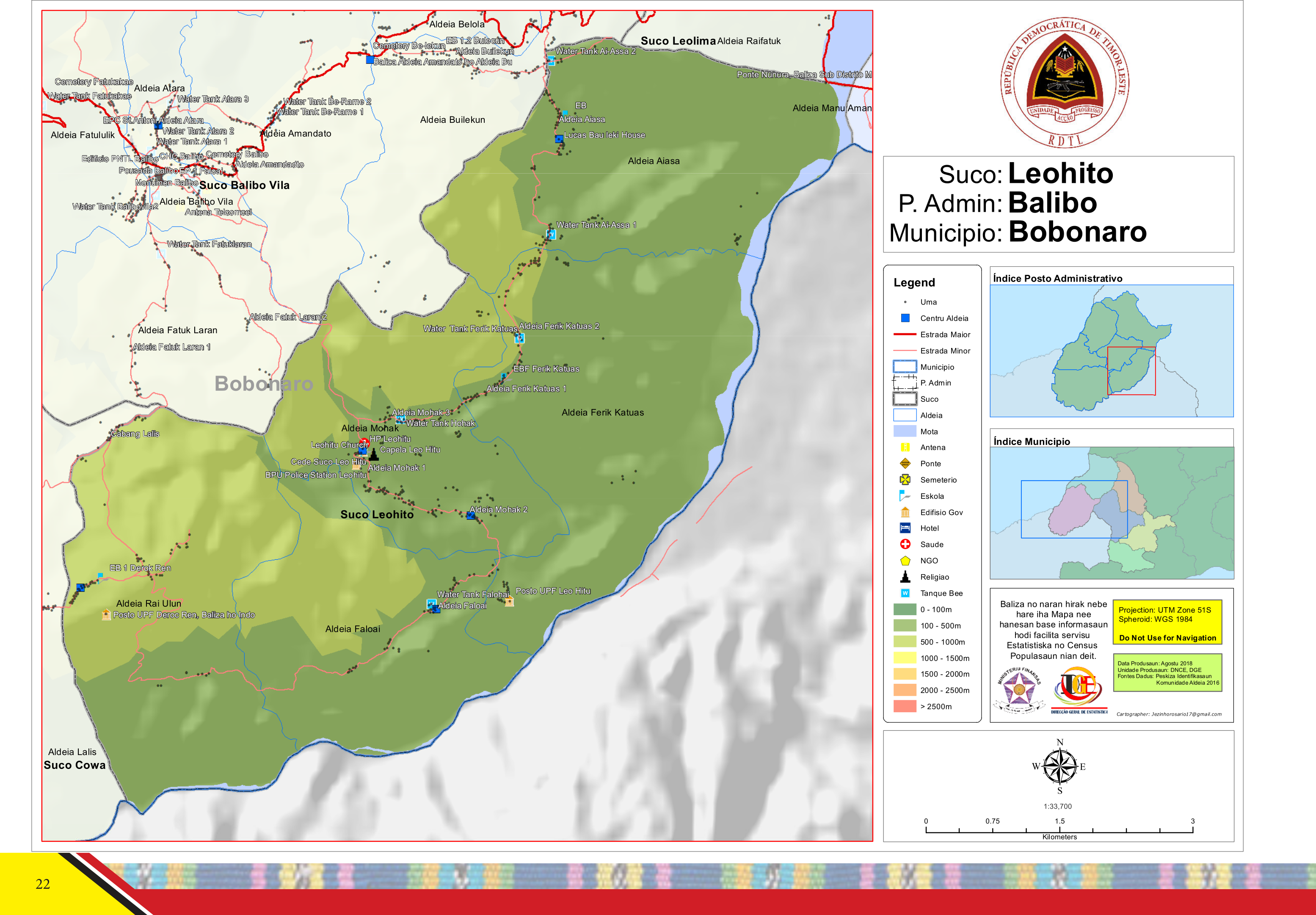
Der Suco Leohito

- Aiasa
- Beremanu
- Derok Ren (Derokren)
- Faloai (Besakren)
- Fauk
- Ferik Katuas 1 (Wiwik)
- Ferik Katuas 2
- Kamileten
- Mauleo
- Mohak 1 (Leohito)
- Mohak 2
- Mohak 3
- Nuren
- Oepauk
- Rai Ulun
- Remian
- Ualeten

### SucoLeolima

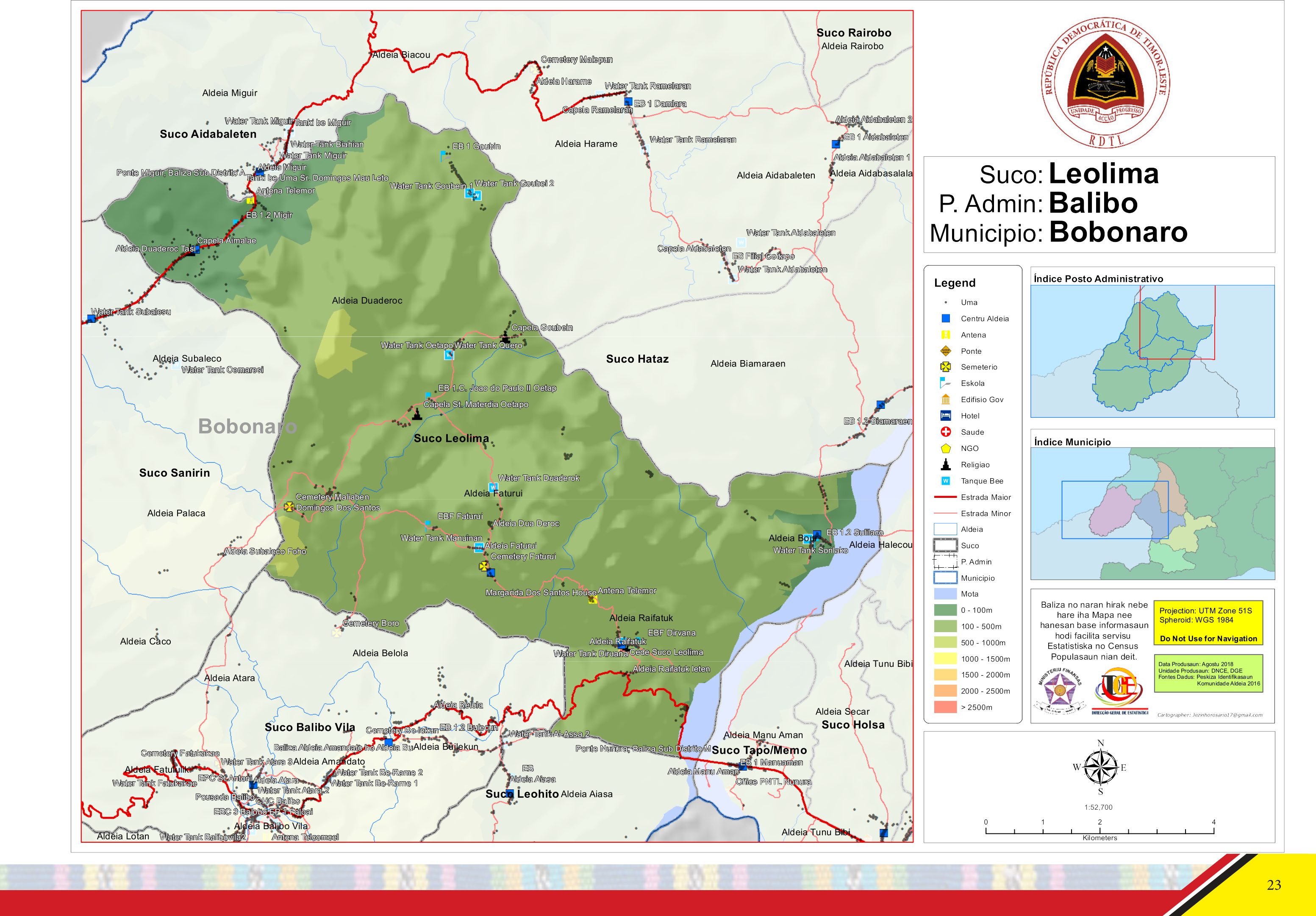
Der Suco Leolima

- Aimalae
- Diruana
- Duaderoc
- Dualanok
- Faturui
- Goubin
- Malileten
- Manuinan
- Megir
- Nunura
- Oetapo
- Quero
- Raifatukleten
- Semautleten
- Sosoana
- Sulilaco
- Taumrian

### SucoSanirin

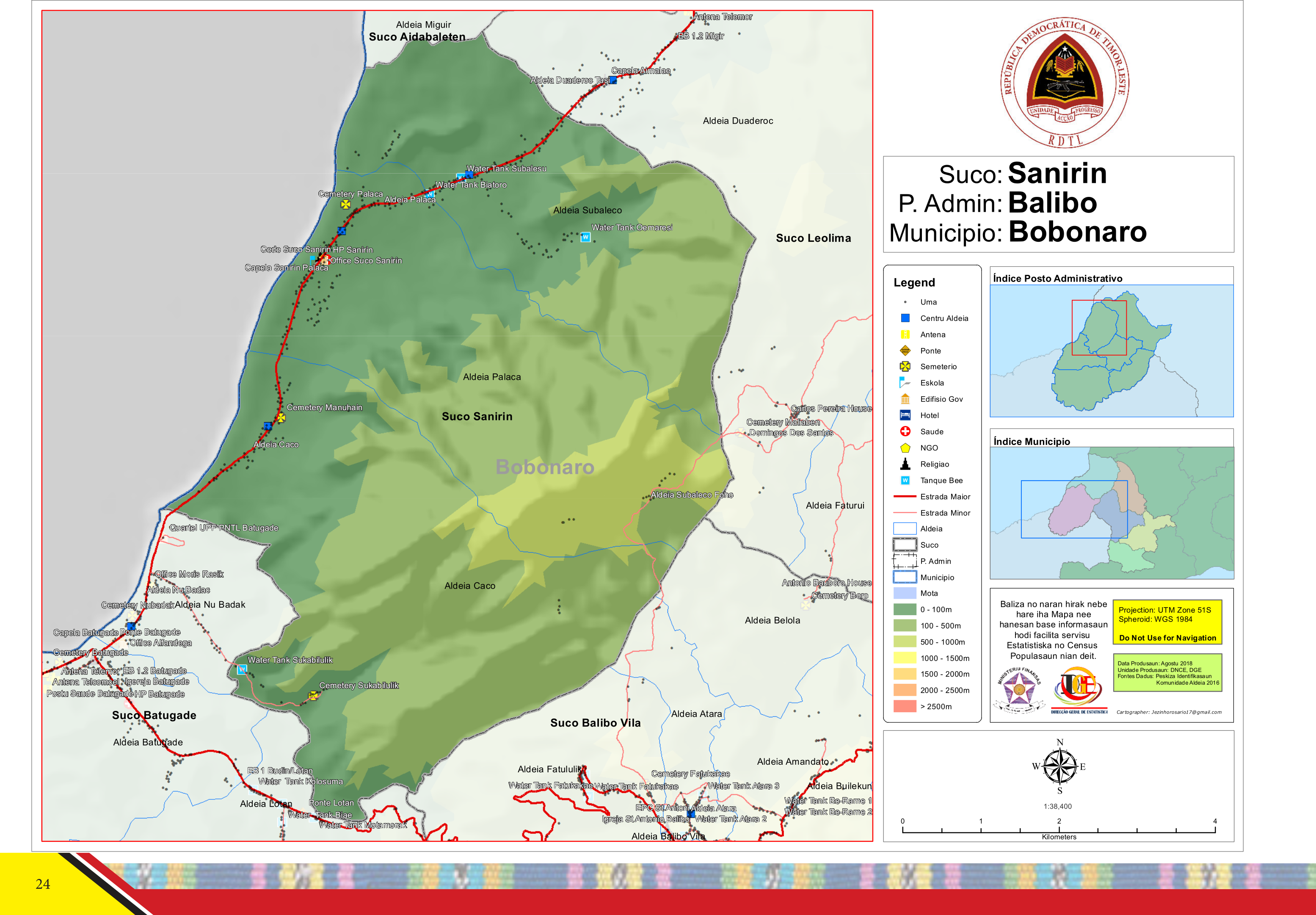
Der Suco Sanirin

- Caco
- Maliaben
- Oemarasi
- Palaca
- Subaleco
- Subaleco
- Subaleco Foho
- Sukabelulik
- Tapo

## VerwaltungsamtBobonaro

### SucoAi-Assa

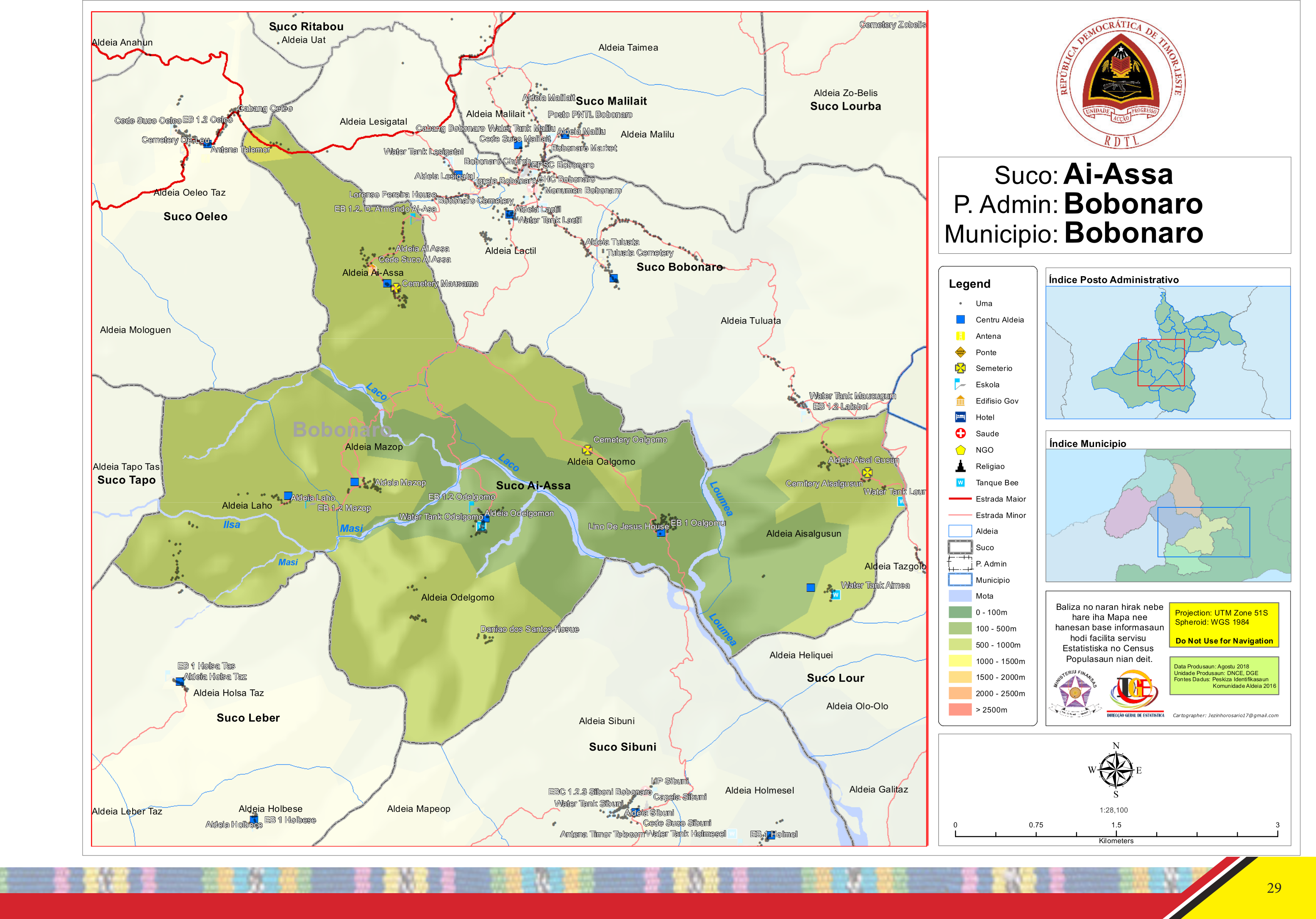
Der Suco Ai-Assa

- Aimea
- Ai-Assa (Aiasa)
- Aisalgusun (Aisal Gusun)
- Hol-Niol
- Laho
- Mausama (Matusama)
- Mazop
- Oalgomo (Oalgomu)
- Odelgomo

### SucoAtu-Aben

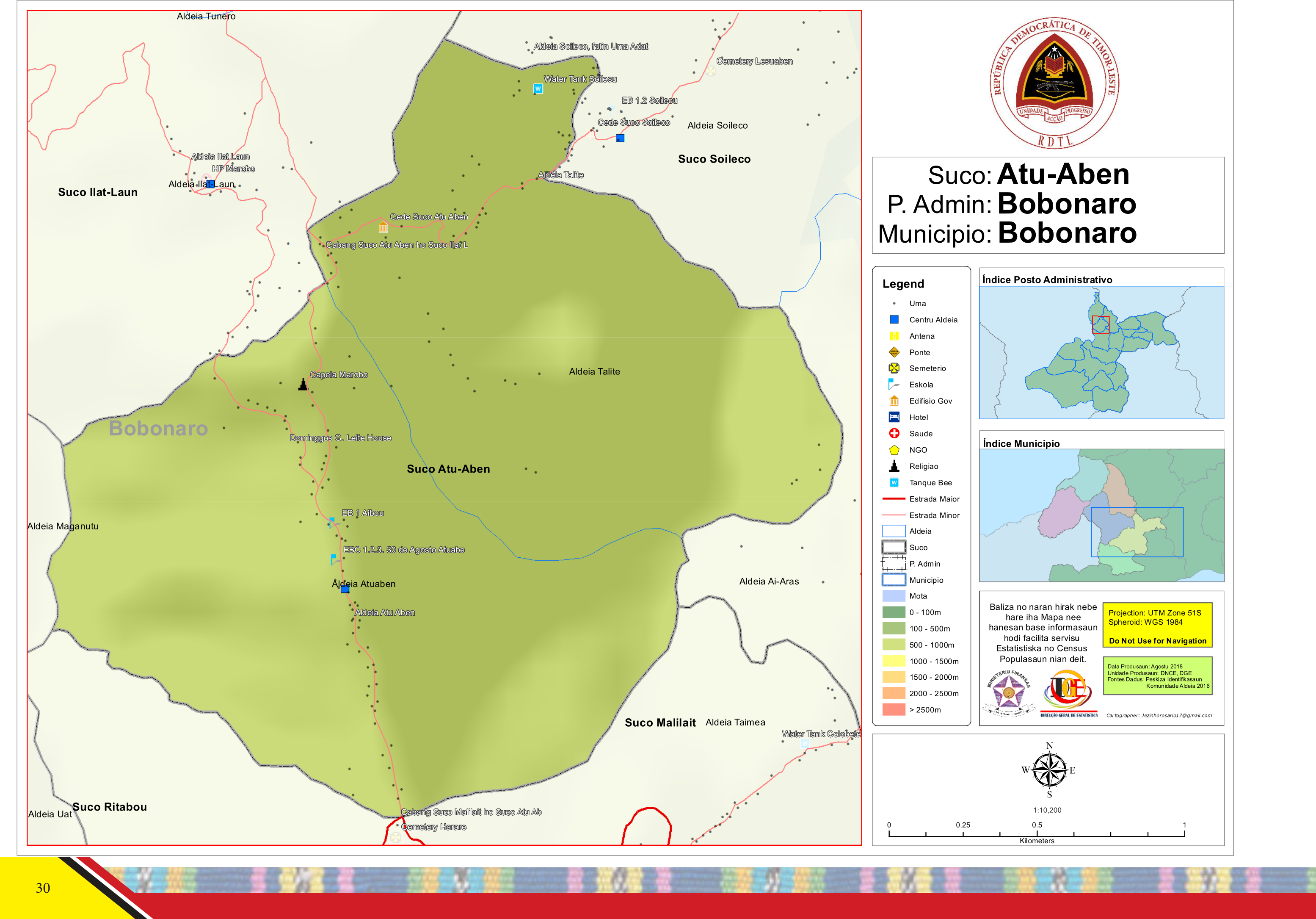
Der Suco Atu-Aben

- Atuaben (Atu Aben, Atu-Aben)
- Belual
- Talite

### SucoBobonaro

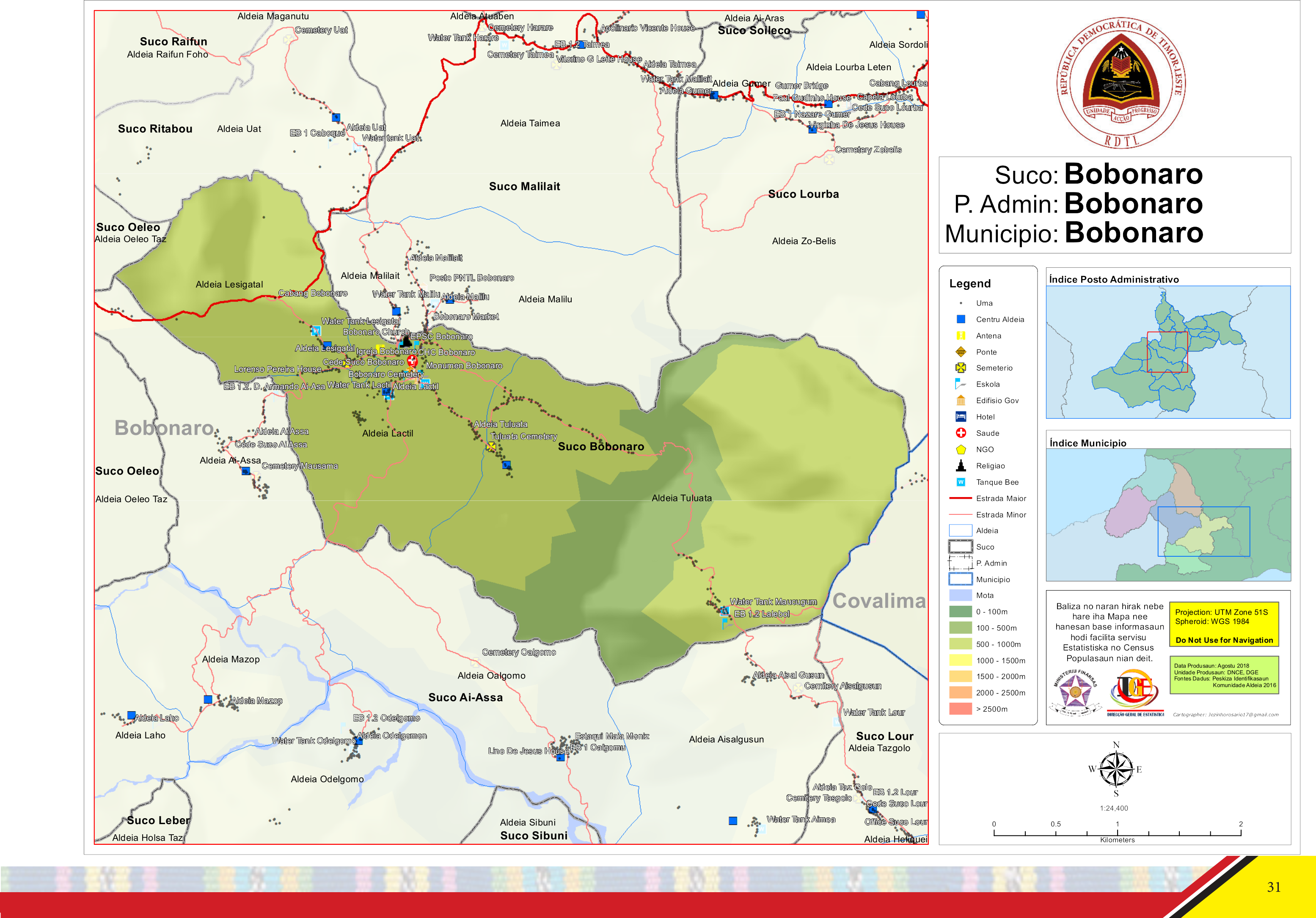
Der Suco Bobonaro

- Bobonaro
- Bok (Hok)
- Buigatal
- Buteri
- Holital (Holtal)
- Kulumba
- Lactil (Laktil)
- Lalebol
- Lesigatal (Lesi Gatal)
- Maucugum (Maucugun)
- Mautaloh
- Tuluata

### SucoCarabau

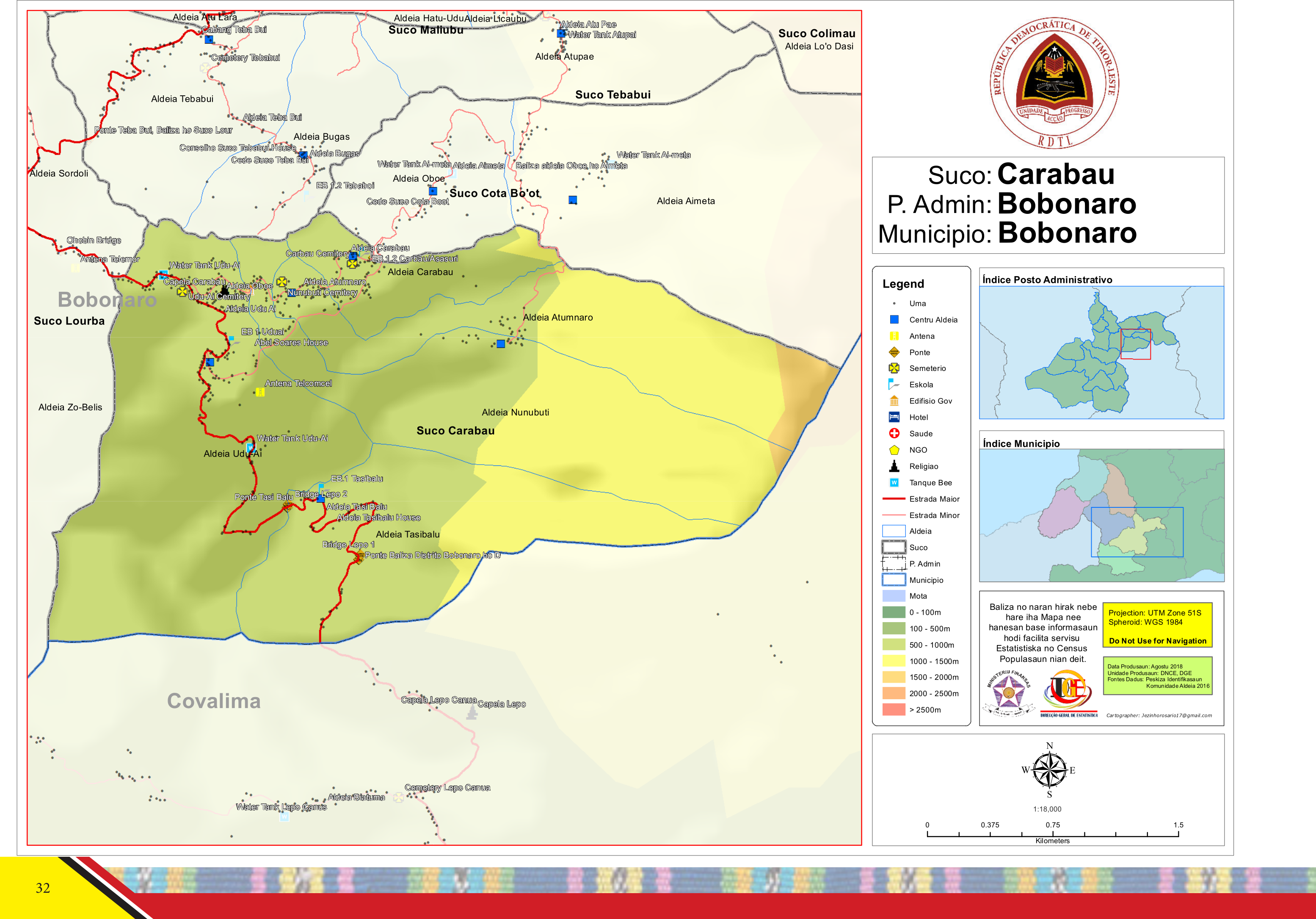
Der Suco Carabau

- Atumnaro
- Carabau
- Nunubuti
- Tasibalu
- Udu-Ai

### SucoColimau

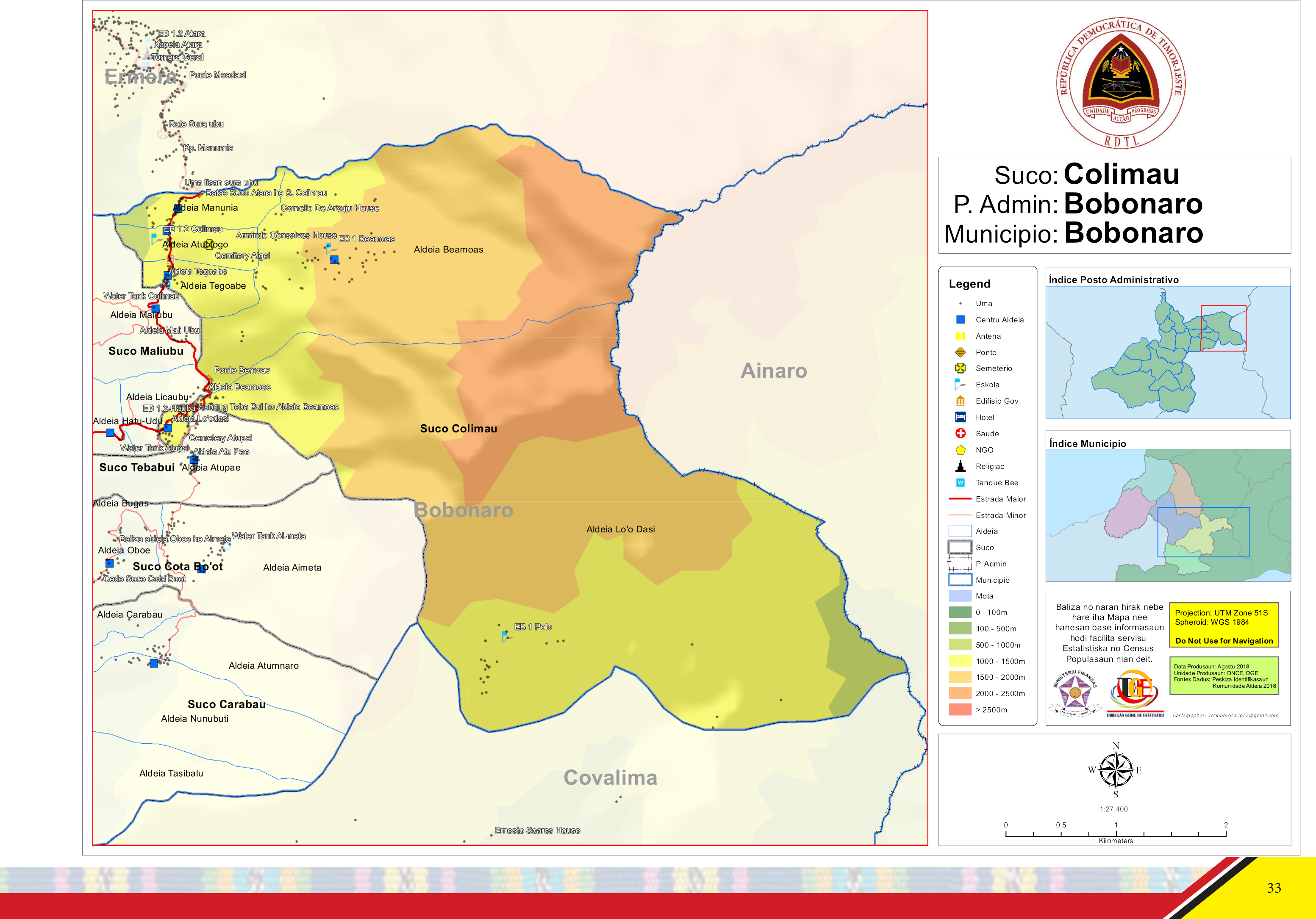
Der Suco Colimau

- Beamoas (Bea Moas, Biamoas)
- Colimau
- Lo’o Dasi (Loodasi)
- Manunia
- Tegoabe

### SucoCota Bo’ot

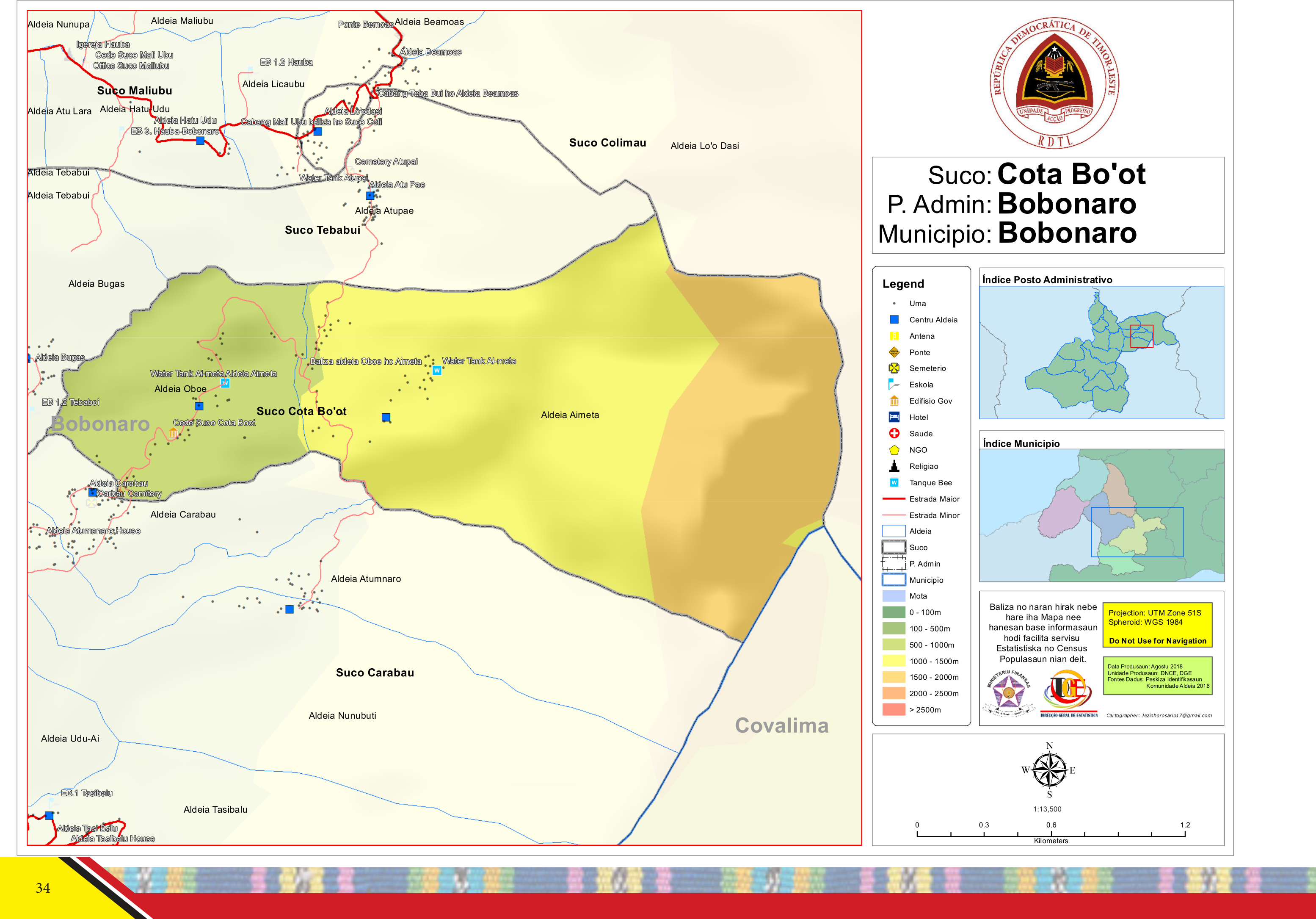
Der Suco Cota Bo’ot

- Aimeta
- Oboe

### SucoIlat-Laun

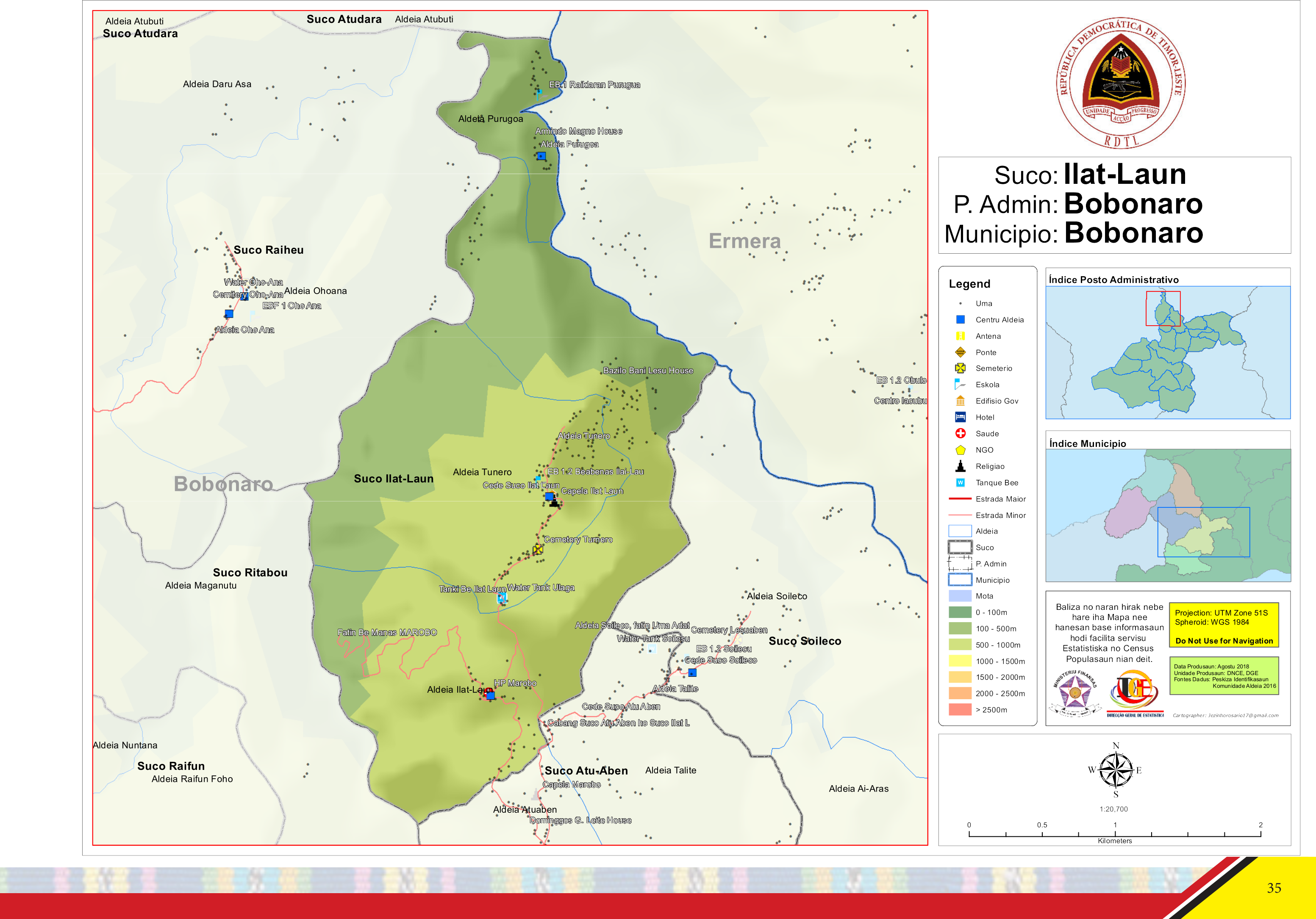
Der Suco Ilat-Laun

- Asubean (Asobea)
- Atuegas
- Borluli
- Purugoa
- Raiklaran
- Tunero (Tunu Ero, Tonero)
- Ulaga

### SucoLeber

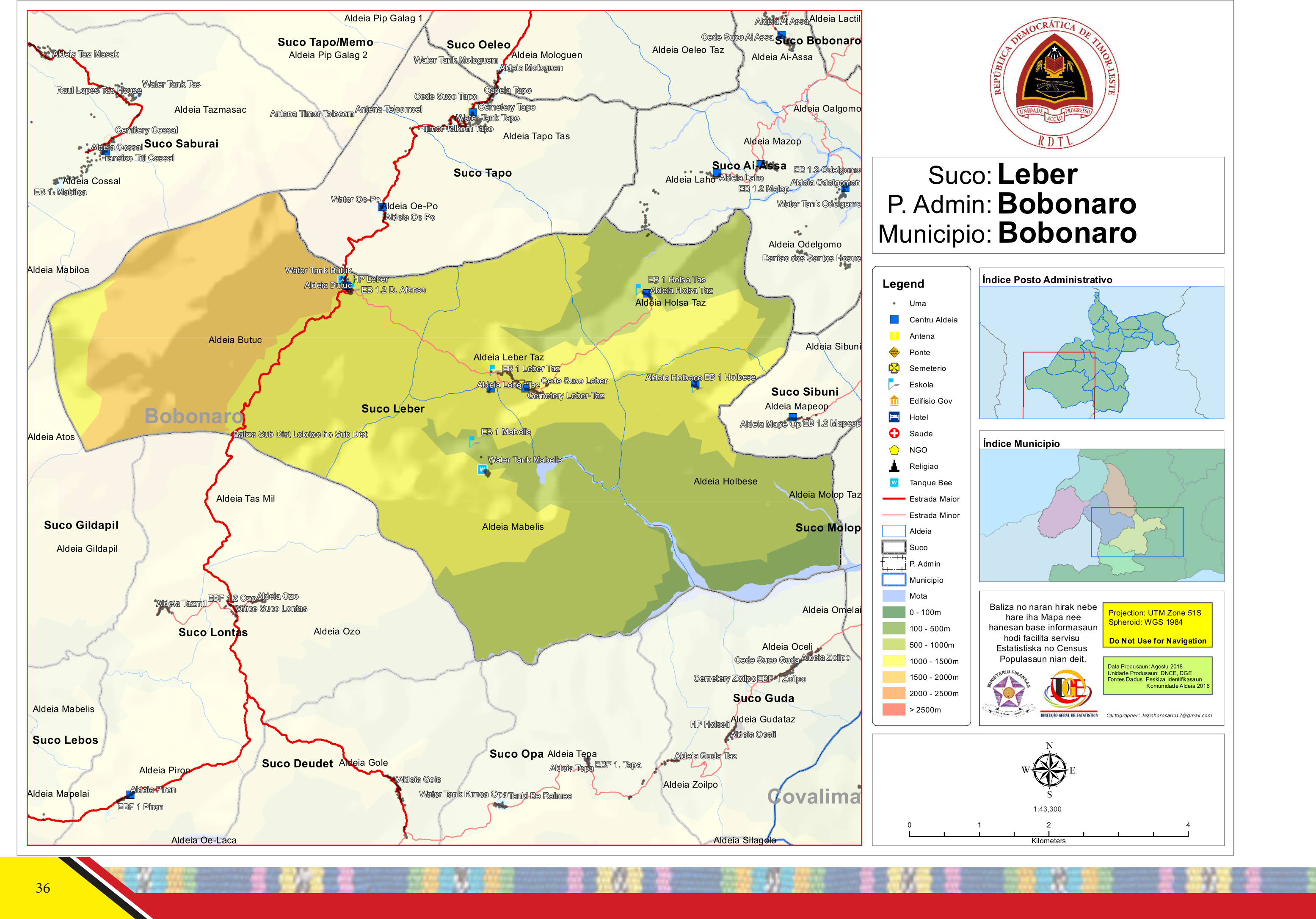
Der Suco Leber

- Butuc
- Holbese
- Holsa Taz
- Leber-Taz
- Mabelis
- Tawaloto

### SucoLour

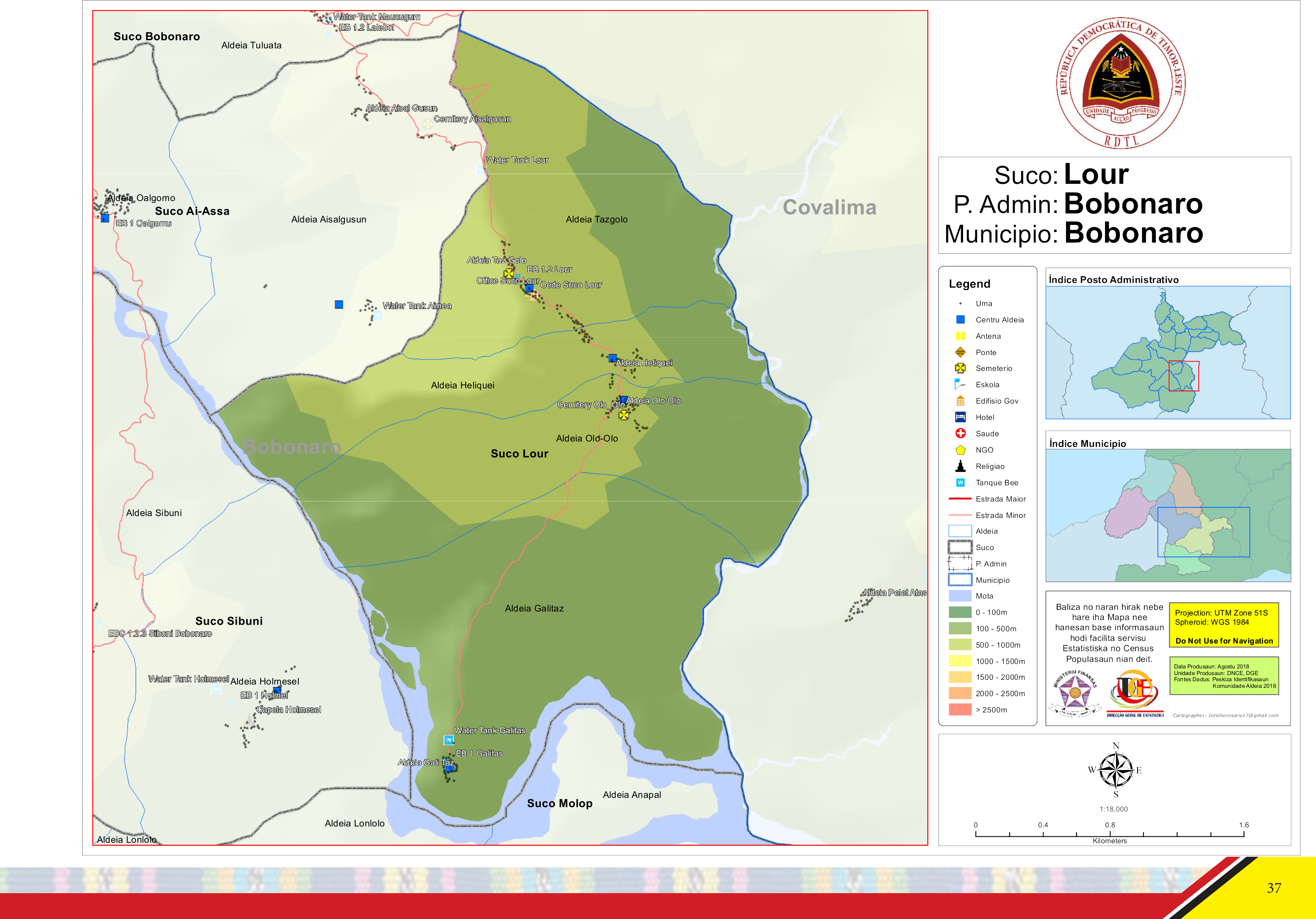
Der Suco Lour

- Galitaz (Galitas, Gali Taz)
- Heliquei (Helikei)
- Olo-Olo
- Tazgolo (Tasgolo, Taz Golo)

### SucoLourba

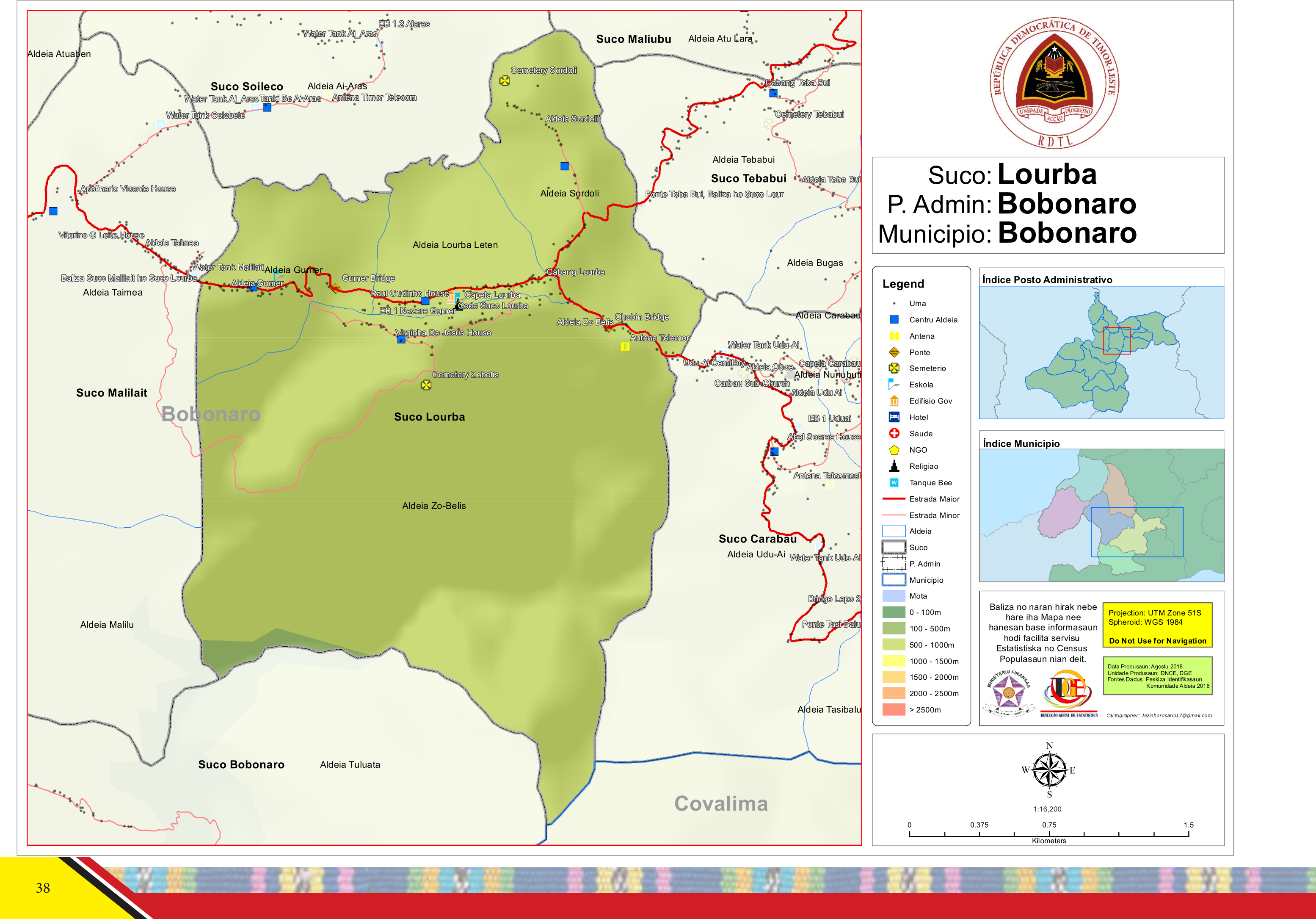
Der Suco Lourba

- Gumer (Ostteil)
- Lourba
- Ohobin
- Sordoli (Sardoli, Saidoli)
- Zo-Belis (Zobelis)

### SucoMalilait

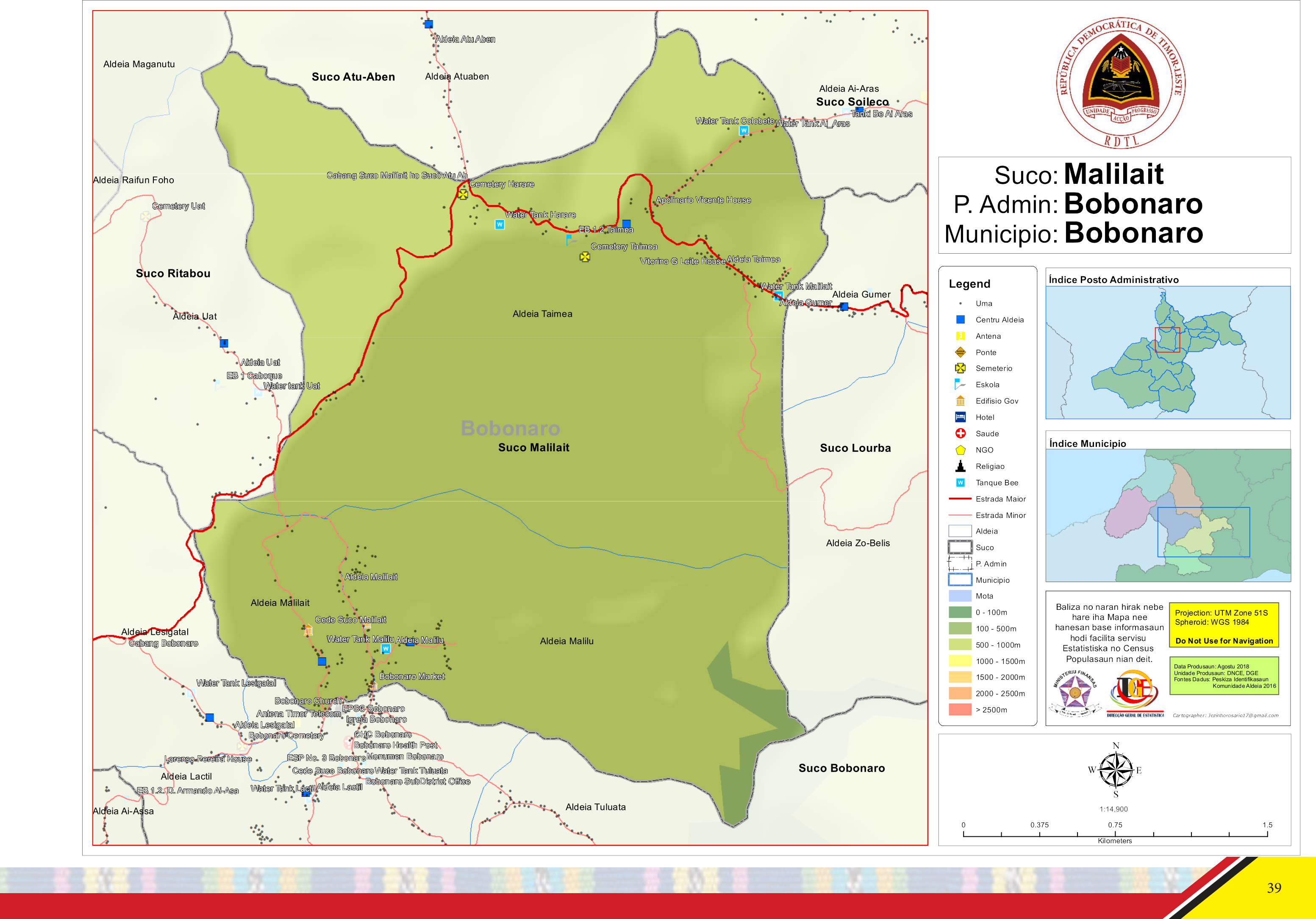
Der Suco Malilait

- Bobonaro (Nordteil)
- Grotu
- Gumer (Westteil)
- Harare
- Malilait
- Malilu
- Taimea

### SucoMaliubu

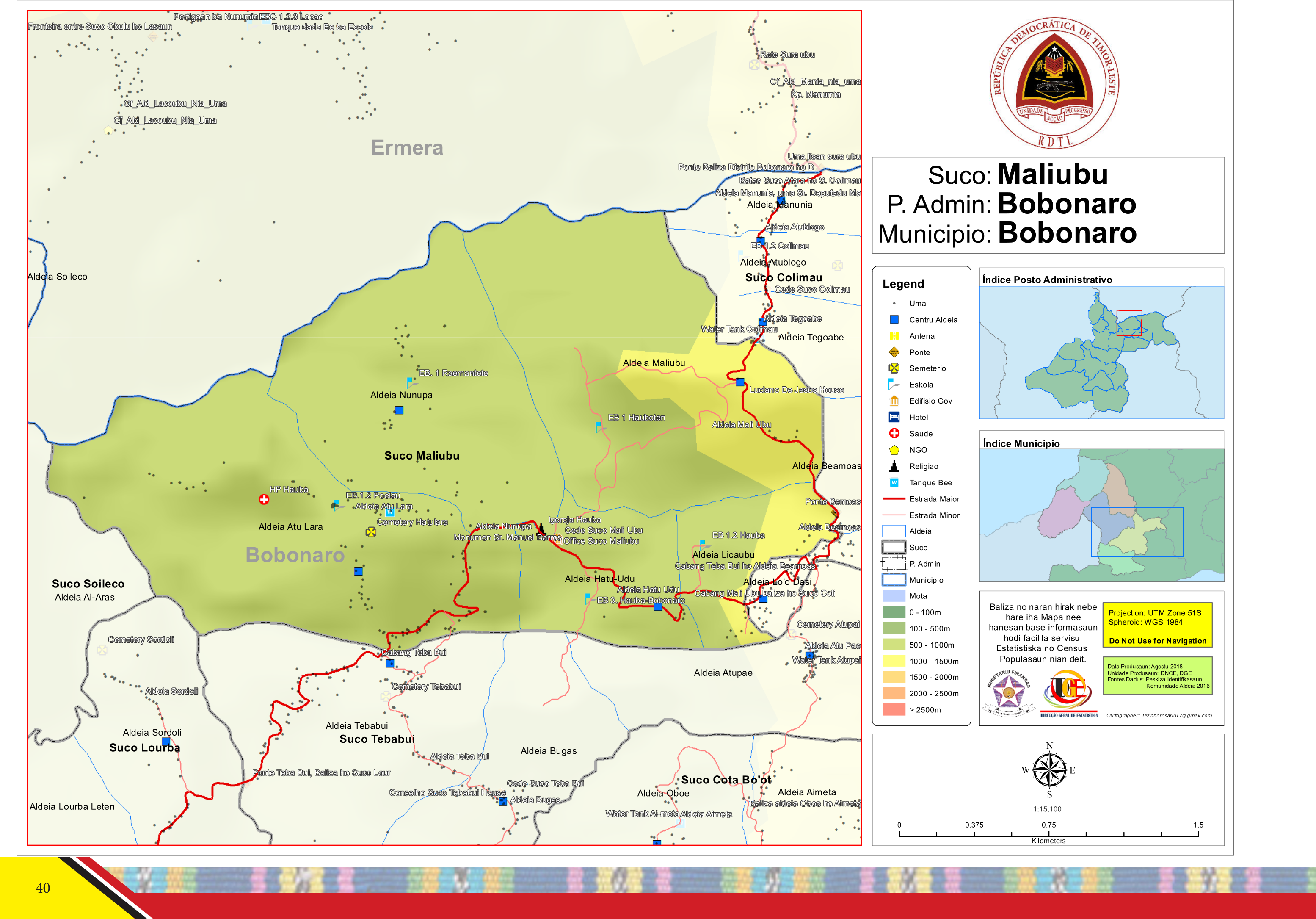
Der Suco Maliubu

- Atu Lara (Atolara)
- Hatu-Udu
- Hauba
- Hauboten
- Maliubu
- Manumea
- Nunupa
- Poelau
- Raemantete (Raemeatete)

### SucoMolop

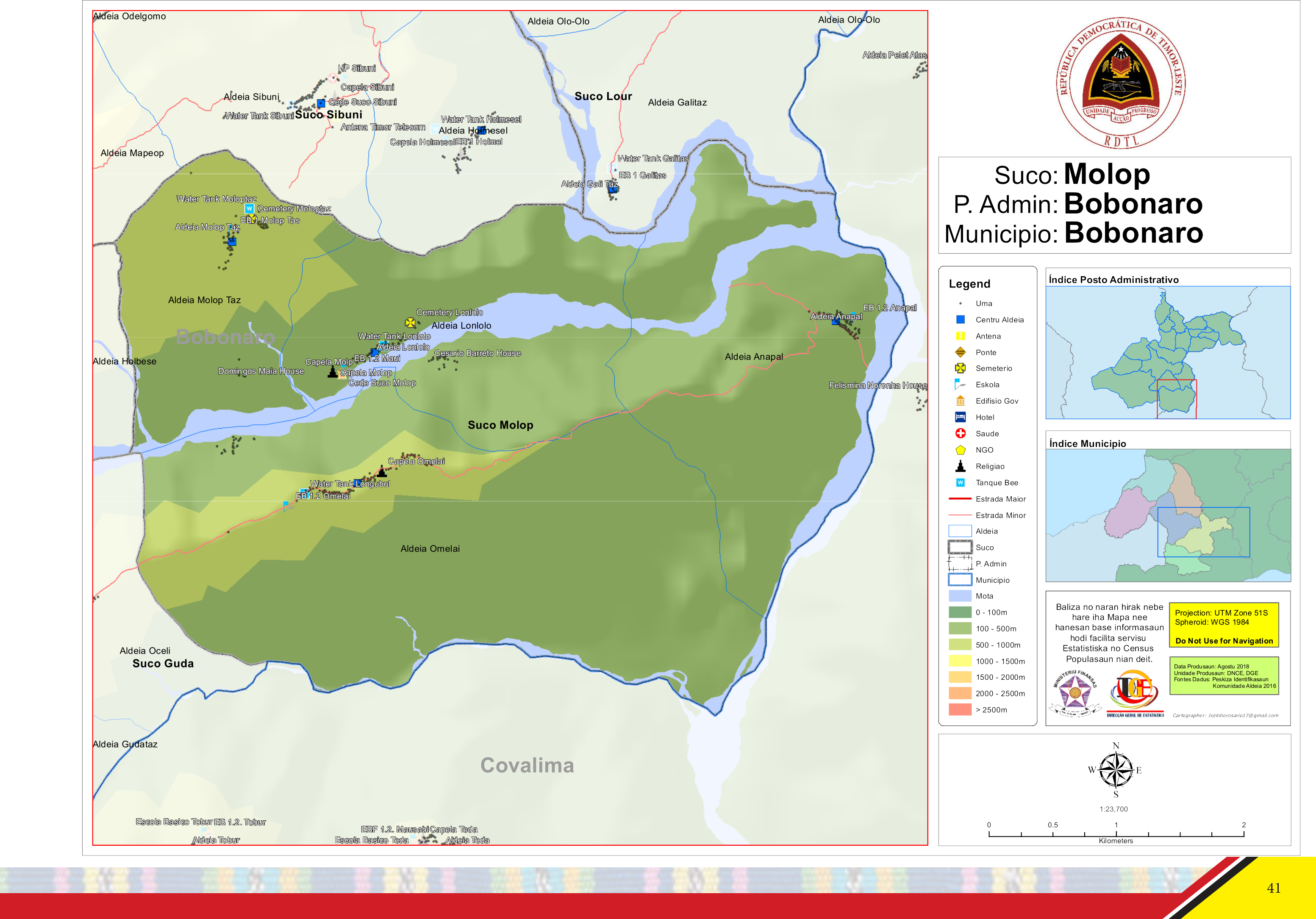
Der Suco Molop

- Anapal
- Bo’o
- Gill
- Ilhago
- Lonlolo
- Molop Taz
- Omelai
- Pieguda

### SucoOeleo

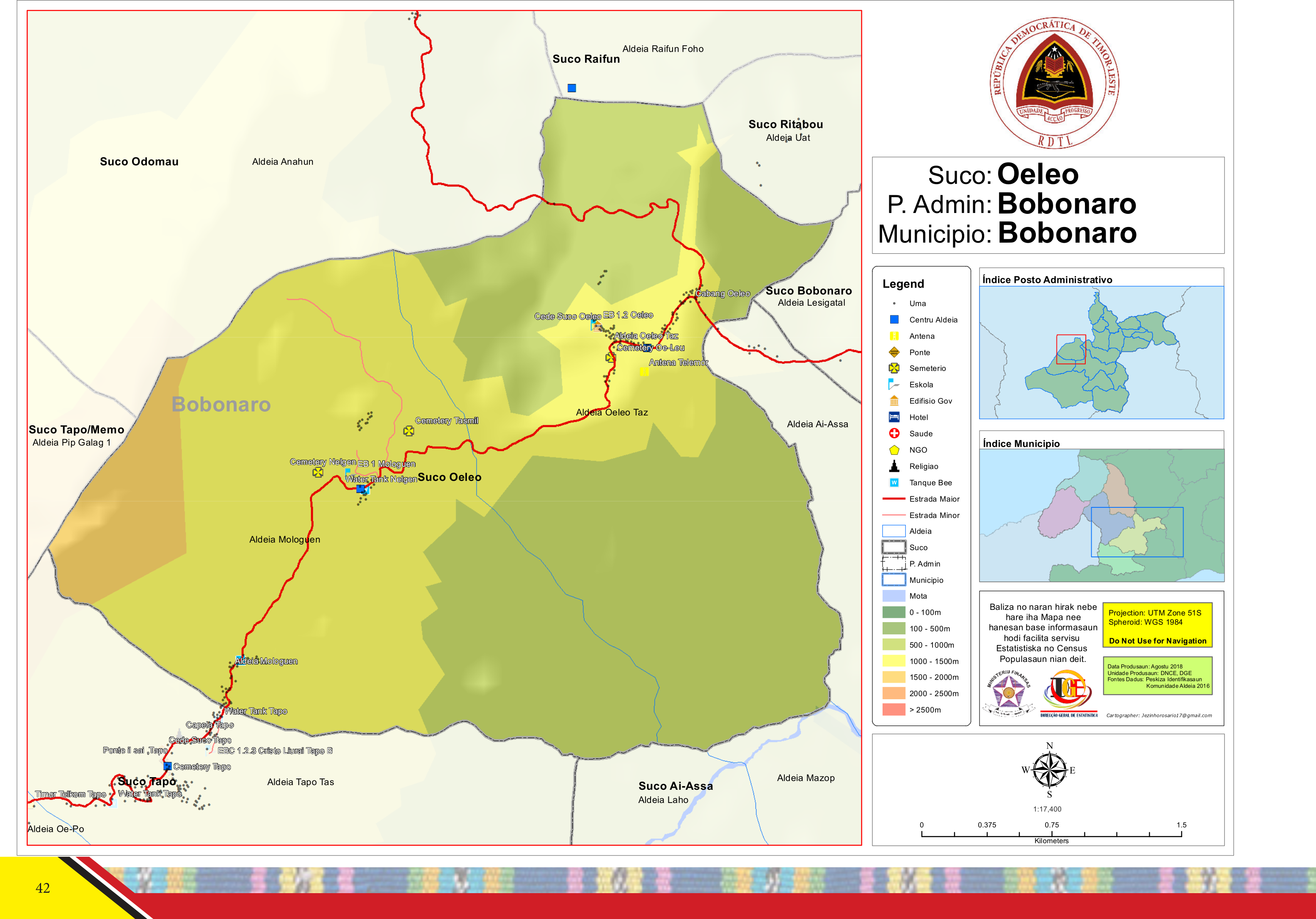
Der Suco Oeleo

- Iligole
- Mologuen
- Nelgen
- Oeleo
- Tasmil

### SucoSibuni

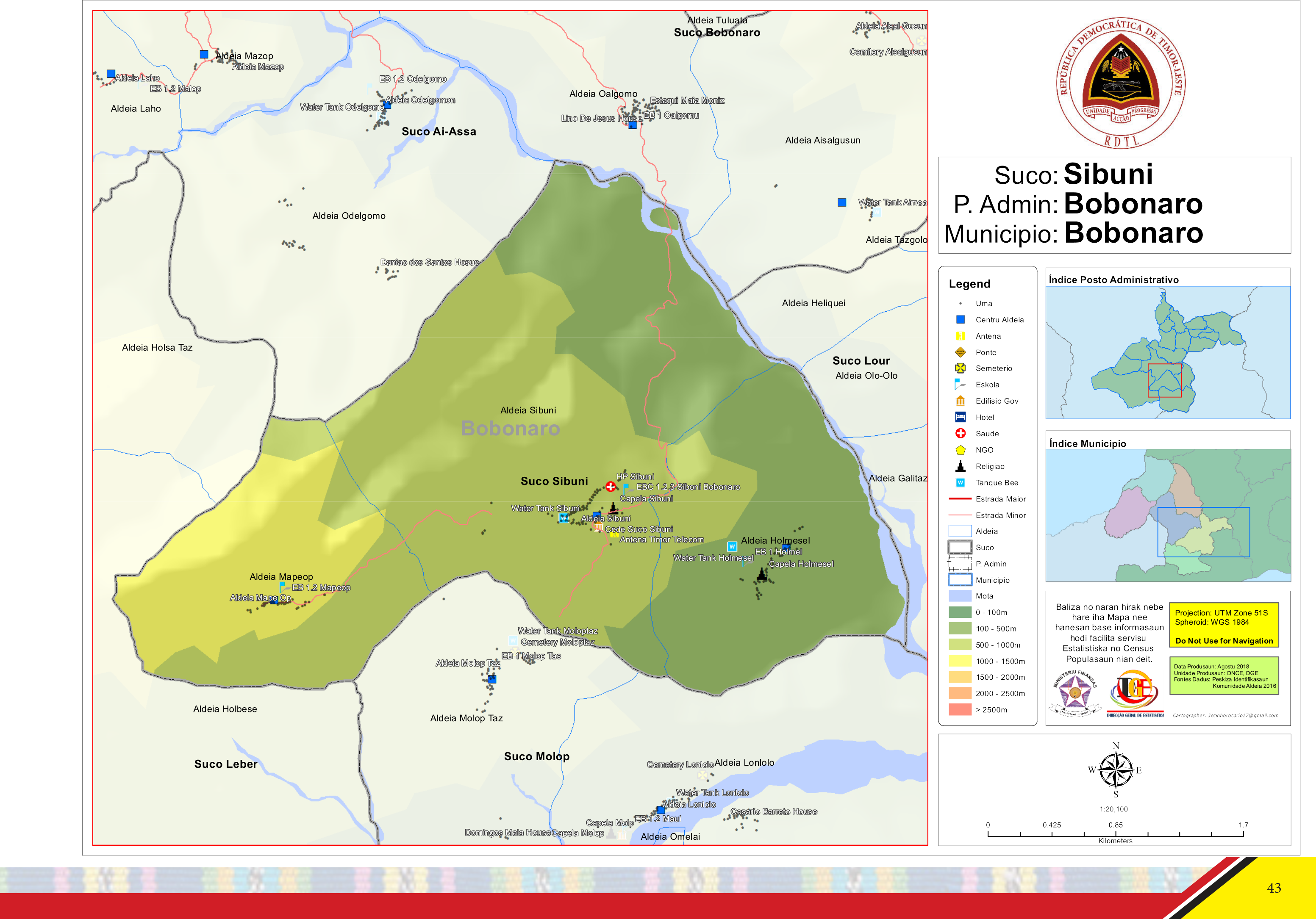
Der Suco Sibuni

- Holmesel
- Mapeop
- Sibuni

### SucoSoileco

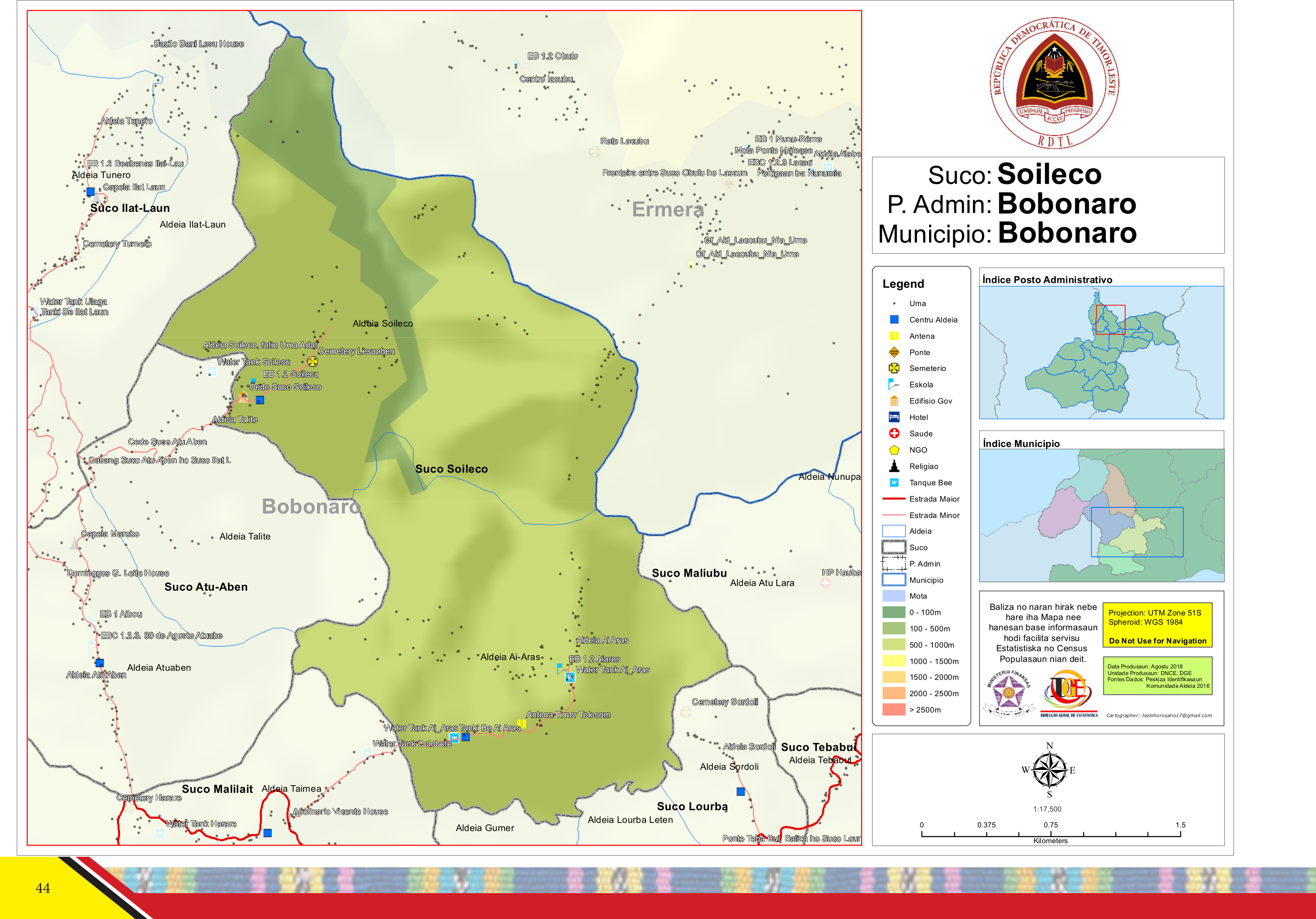
Der Suco Soileco

- Acupun
- Airas
- Atuela
- Bea Buci (Biabusi)
- Dilareman (Ai-Aras)
- Ermori
- Lesuaben
- Nakareman
- Suriubu (Siriubu)
- Talitereman (Soileco)

### SucoTapo

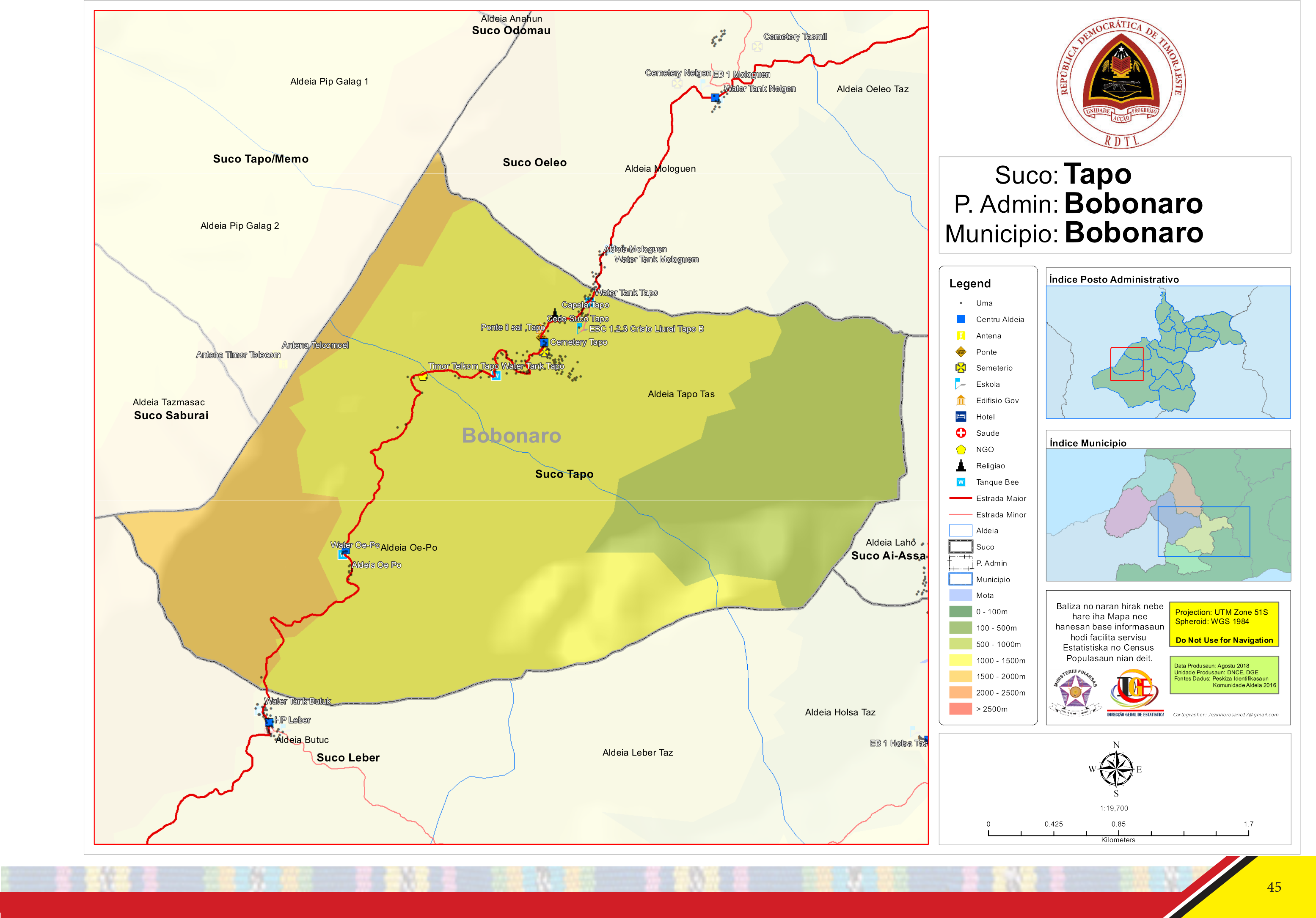
Der Suco Tapo

- Oe-po (Oepo)
- Tapo

### SucoTebabui

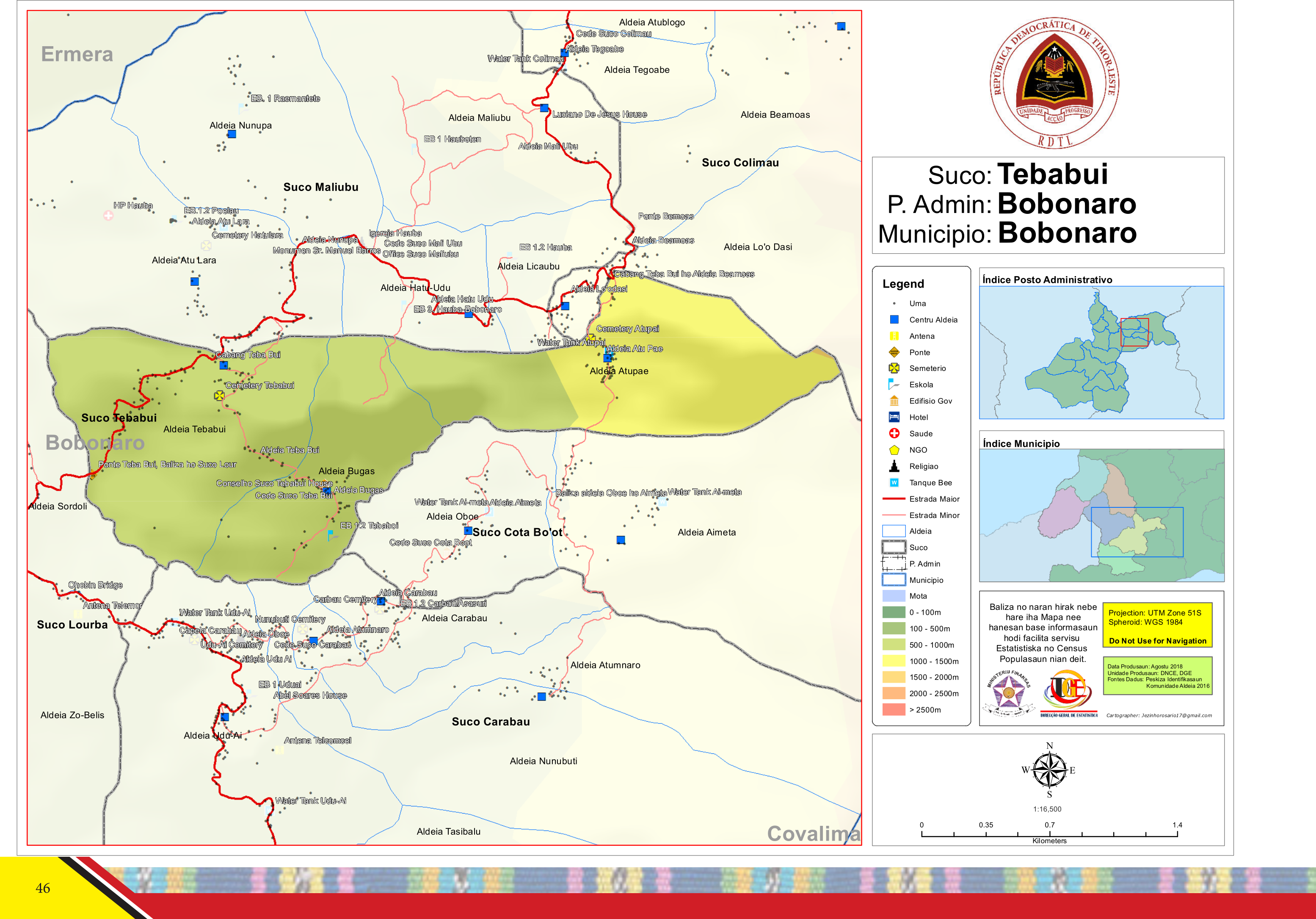
Der Suco Tebabui

- Atupae (Atupai, Atu Pae)
- Bugas
- Tebabui

## VerwaltungsamtCailaco

### SucoAtudara
- Banedole
- Biadila

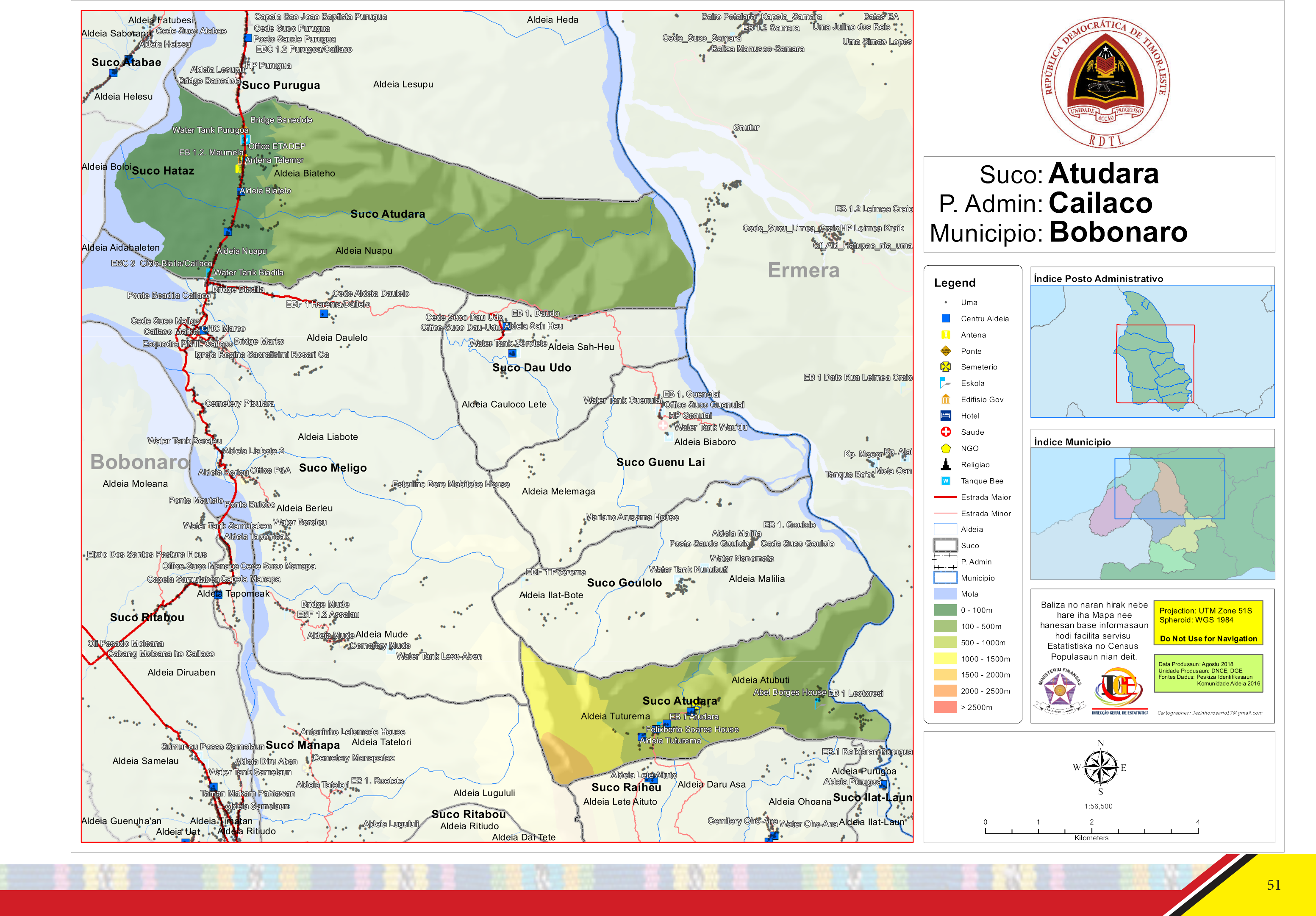
Der Suco Atudara

- Biateho (Biateho, Biateo), in der Aldeia Atubuti
- Leotoresi
- Maumela (Biateho, Biateo), in der Aldeia Biateho
- Nuapu (Noapu), in der Aldeia Nuapu
- Nuapu (Noapu), in der Aldeia Tuturema
- Sabarakalara
- Tuturema

### SucoDau Udo

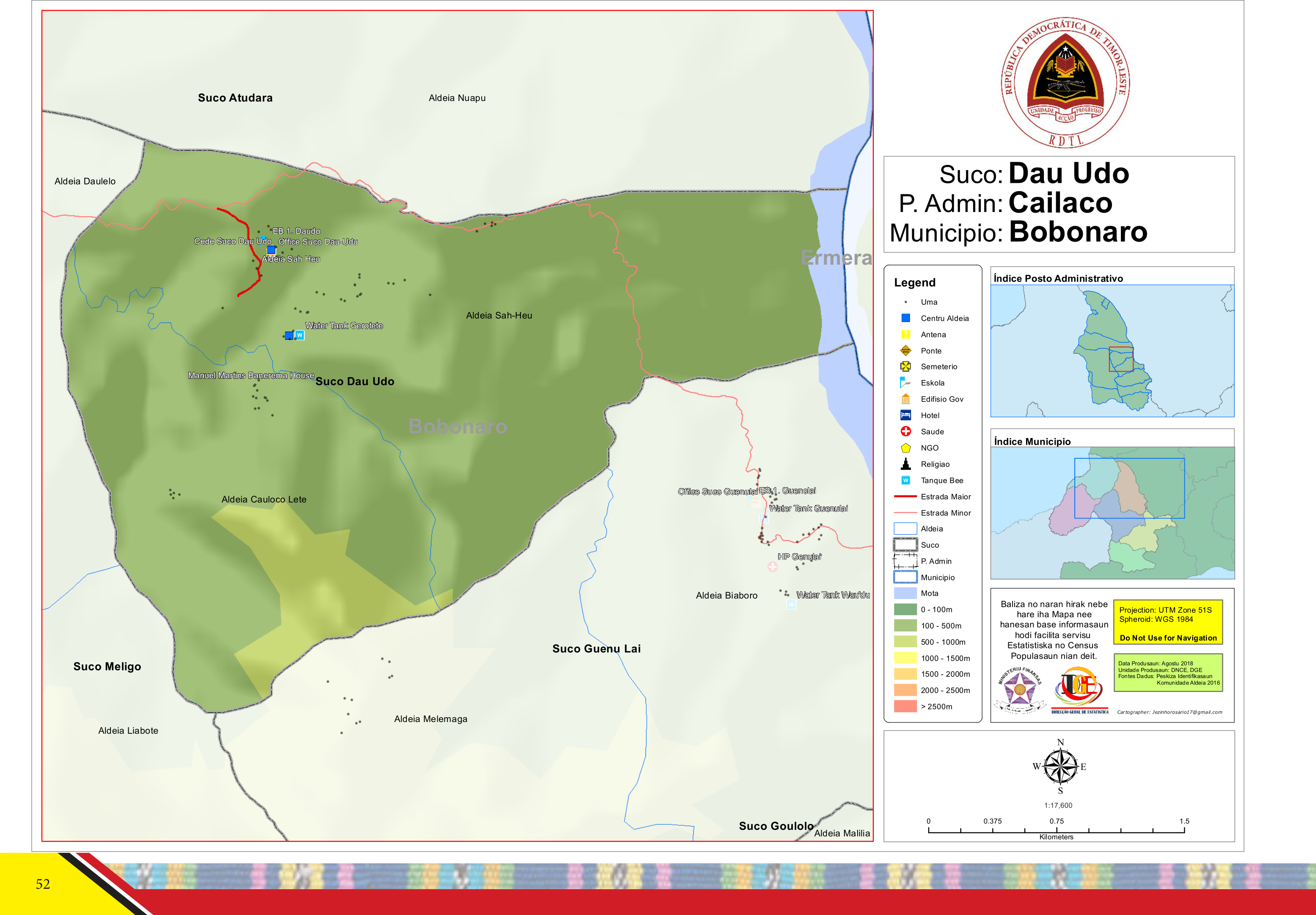
Der Suco Dau Udo

- Banerema
- Gerotete
- Sah-Heu

### SucoGoulolo
- Aitasiabe
- Malilia
- Mubaa
- Pasarema
- Poerema
- Poetete
- Suriubu (Suriuba)

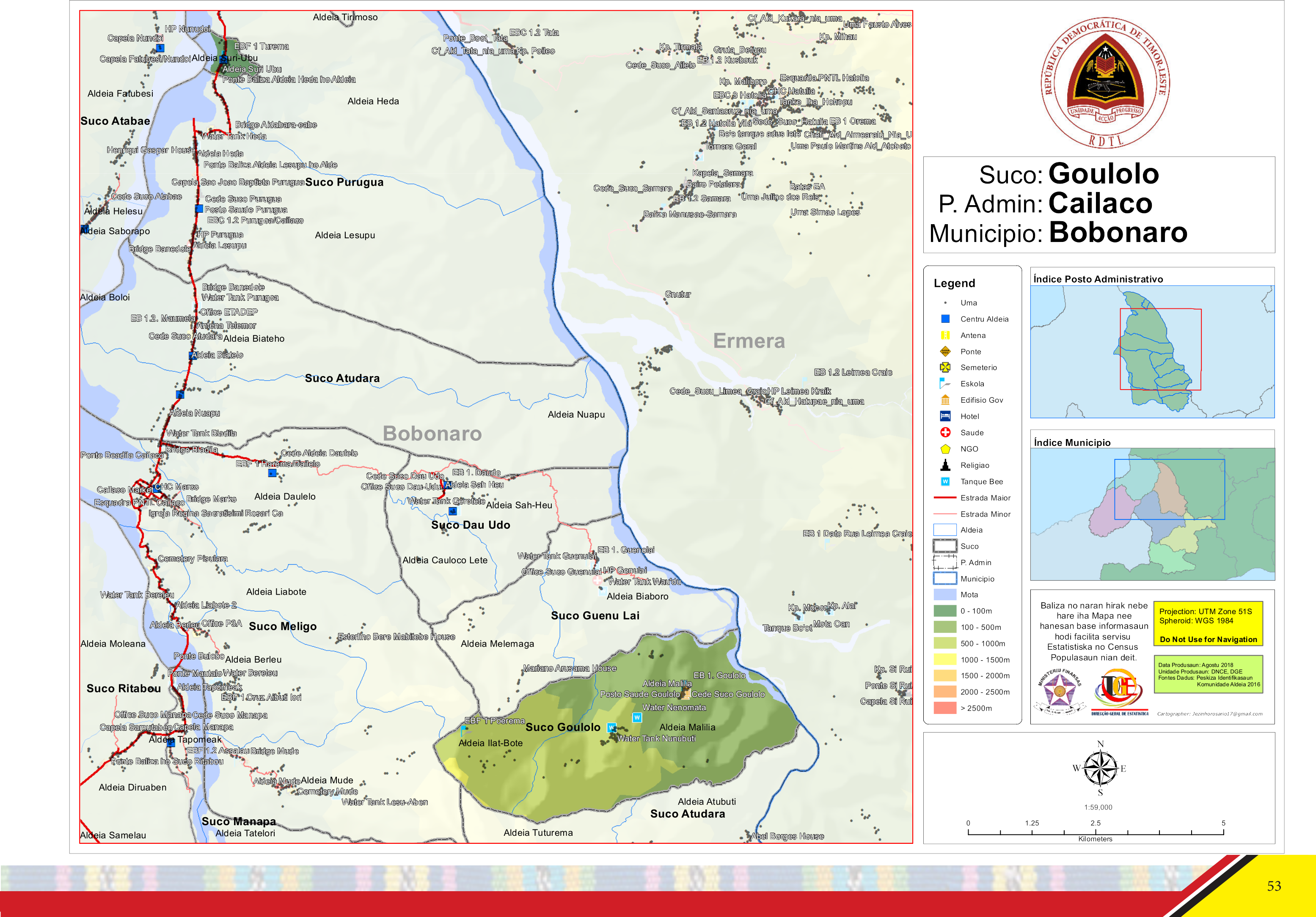
Der Suco Goulolo

- Suriubu Turema (Suribu Turema, Turema)

### SucoGuenu Lai

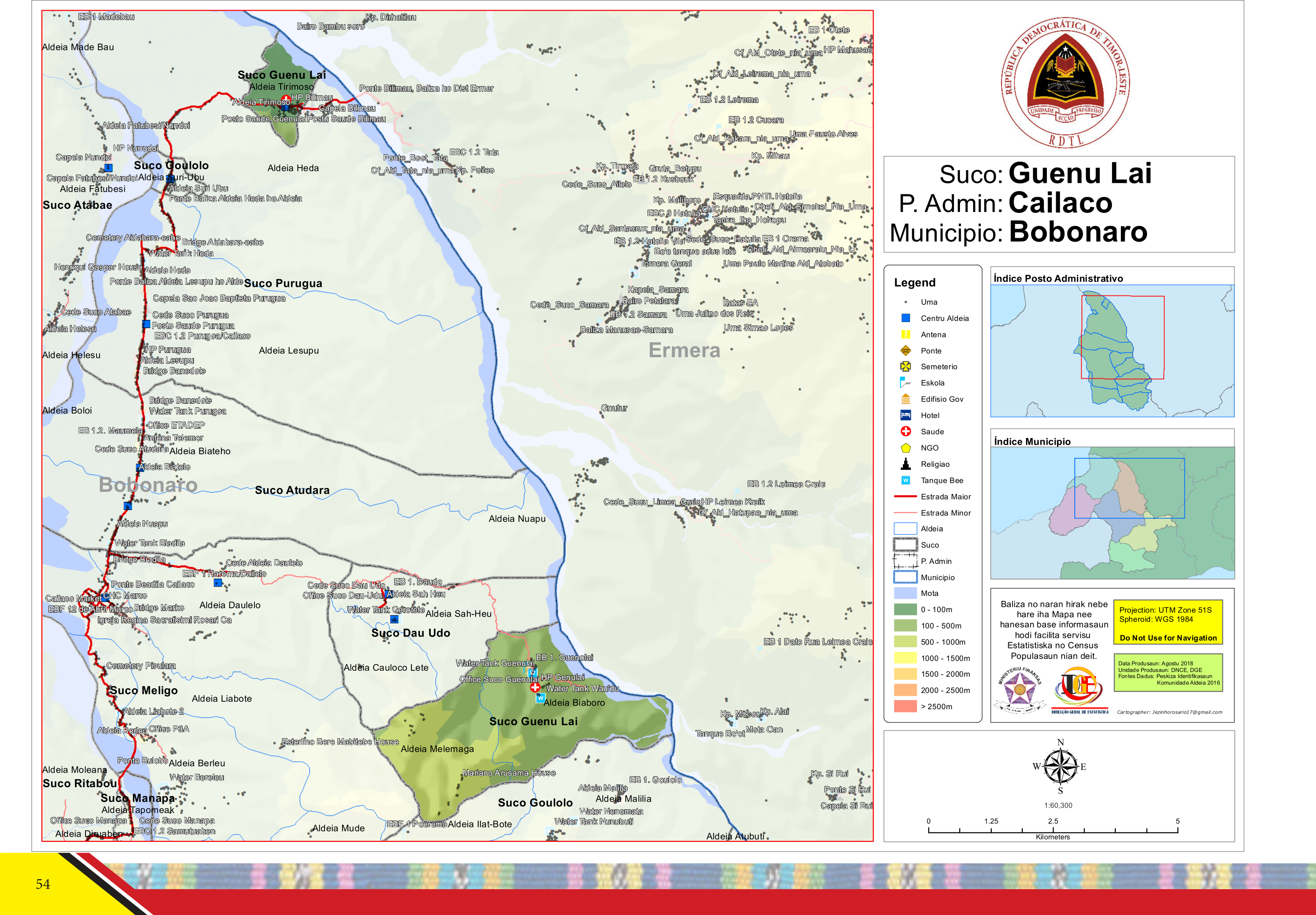
Der Suco Guenu Lai

- Batuubu
- Bilimau (West)
- Melemaga
- Nunulau
- Tegal
- Tirimos
- Waudu

### SucoManapa

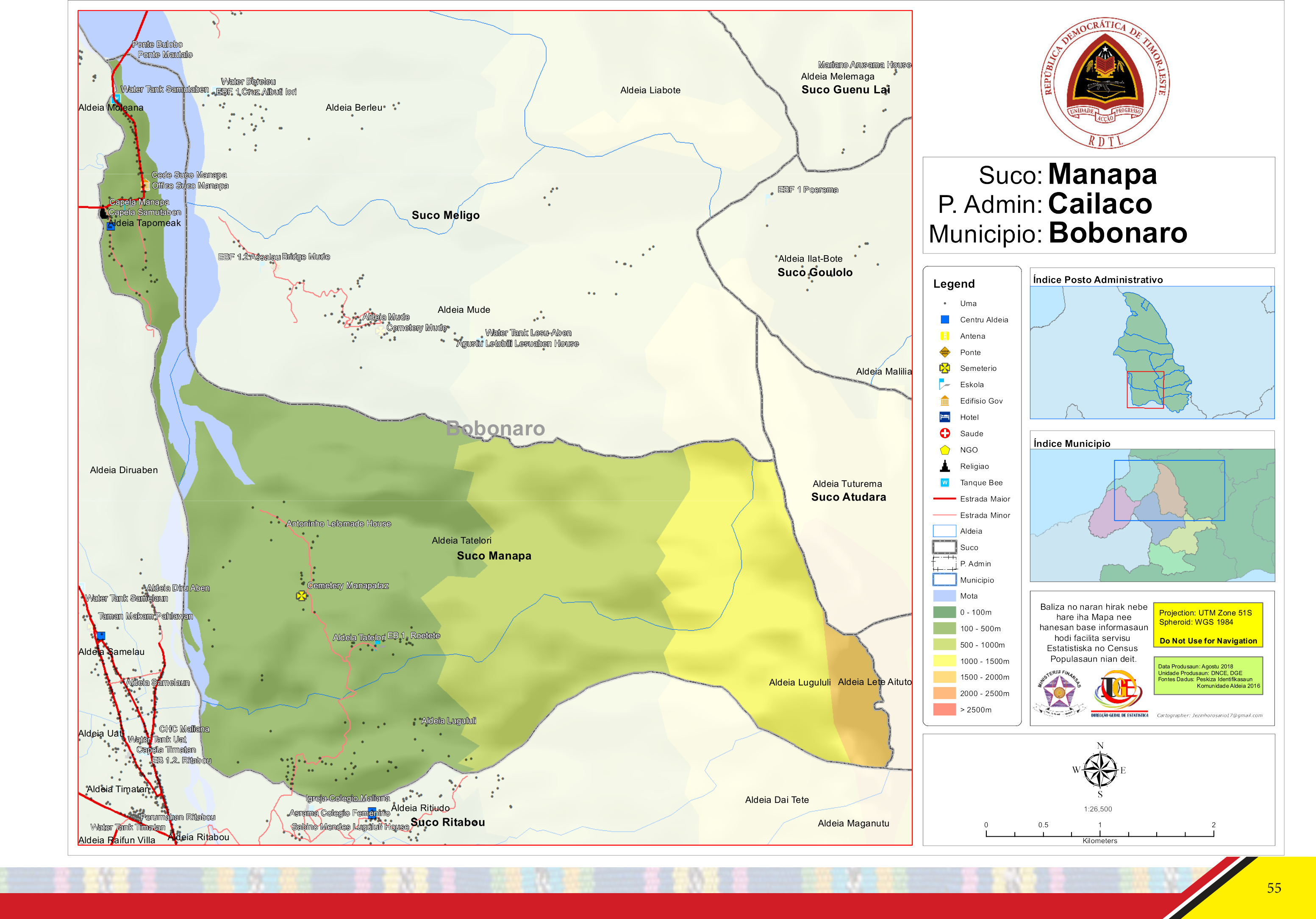
Der Suco Manapa

- Acubira
- Manapaatas (Manapaataz)
- Roetete
- Samutaben

### SucoMeligo

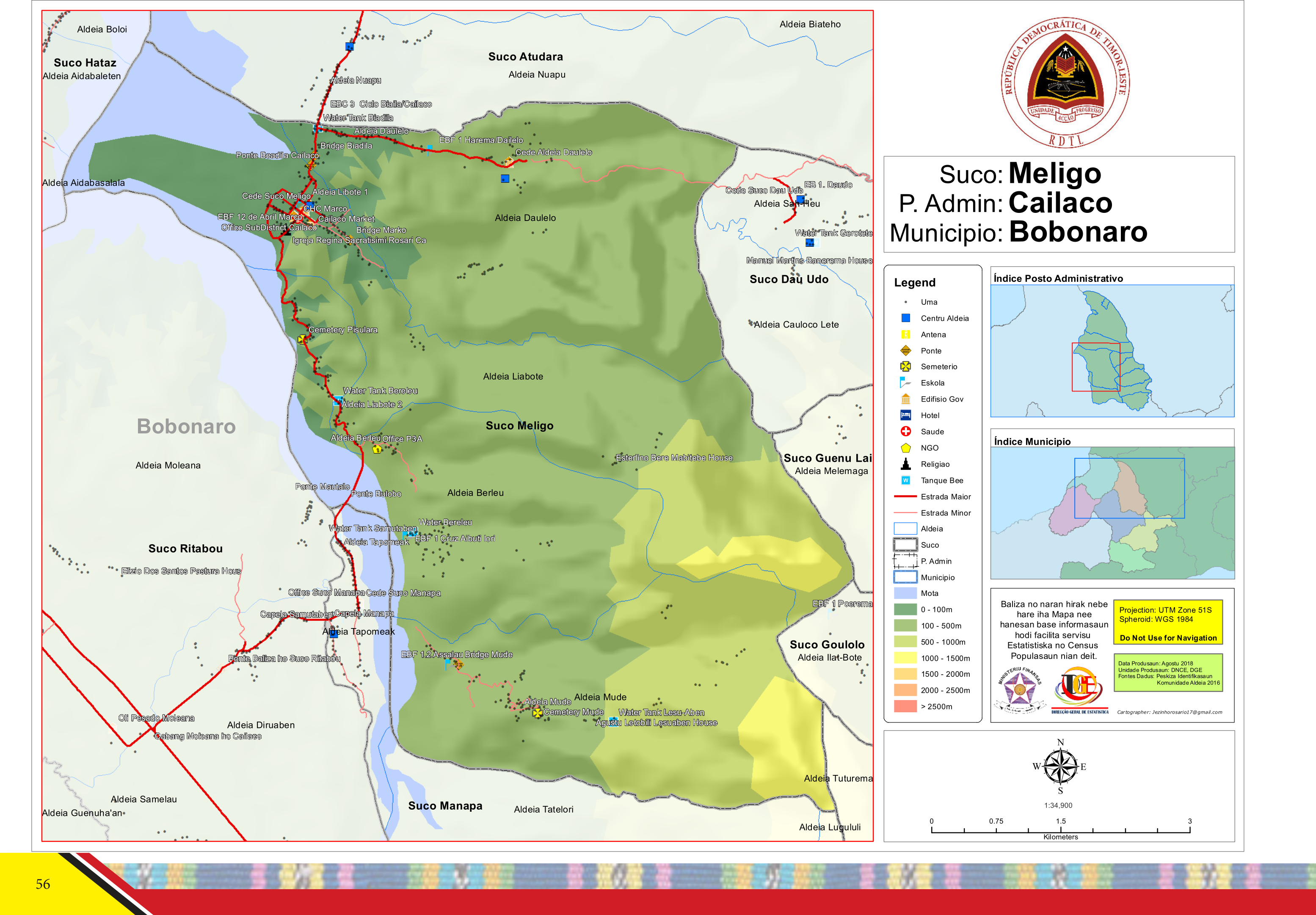
Der Suco Meligo

- Abuti Iori
- Assalau
- Baleo
- Barolura
- Berleu
- Biadila
- Daulelo
- Harema
- Lesuaben
- Liabote 1
- Liabote 2
- Lisuabe
- Mabutease
- Marko
- Mautilu
- Mude
- Pisulara

### SucoPurugua

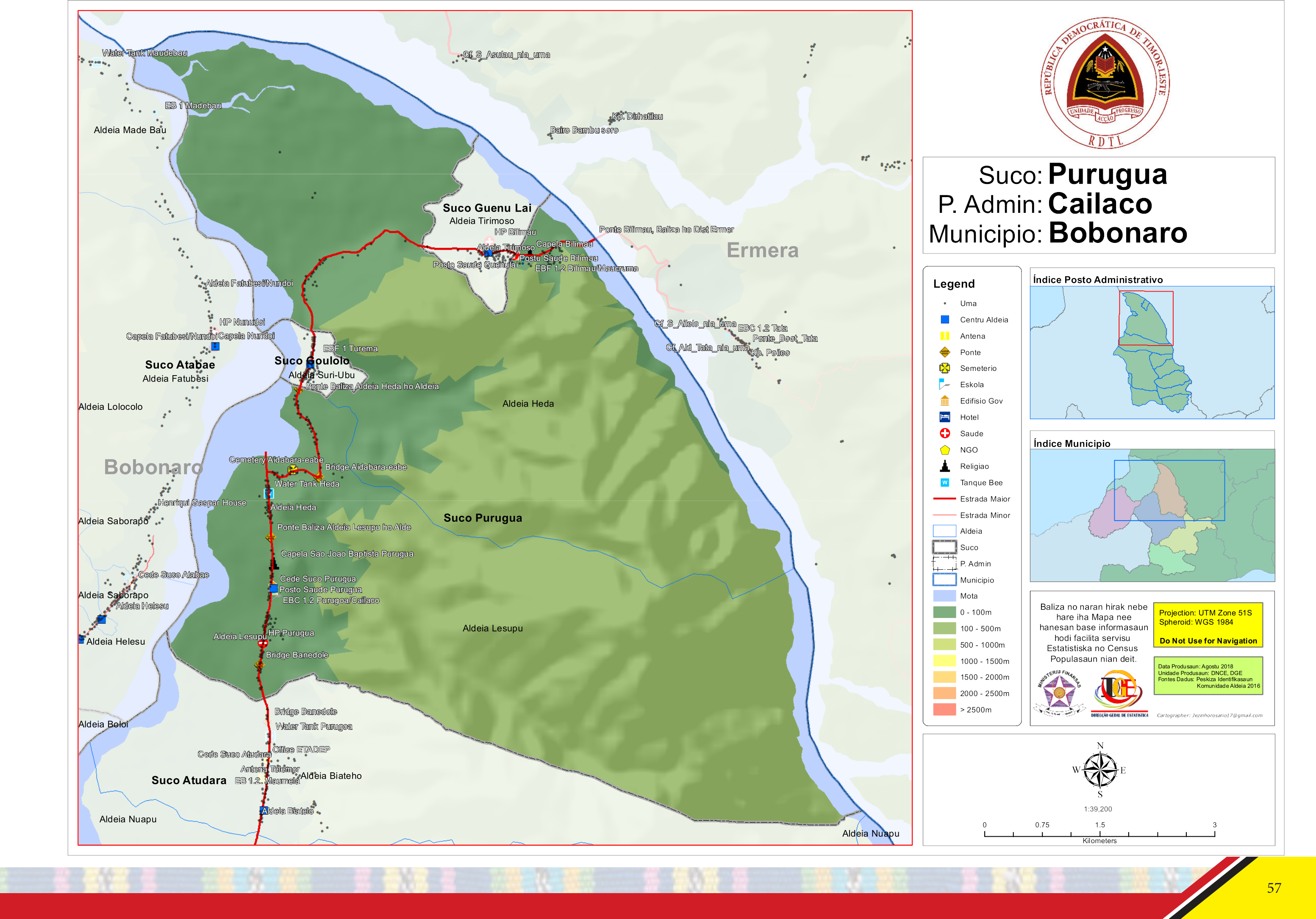
Der Suco Purugua

- Aidabara-ebe
- Bilimau (Ost)
- Heda
- Lesupu
- Purugua
- Ritiogoro

### SucoRaiheu

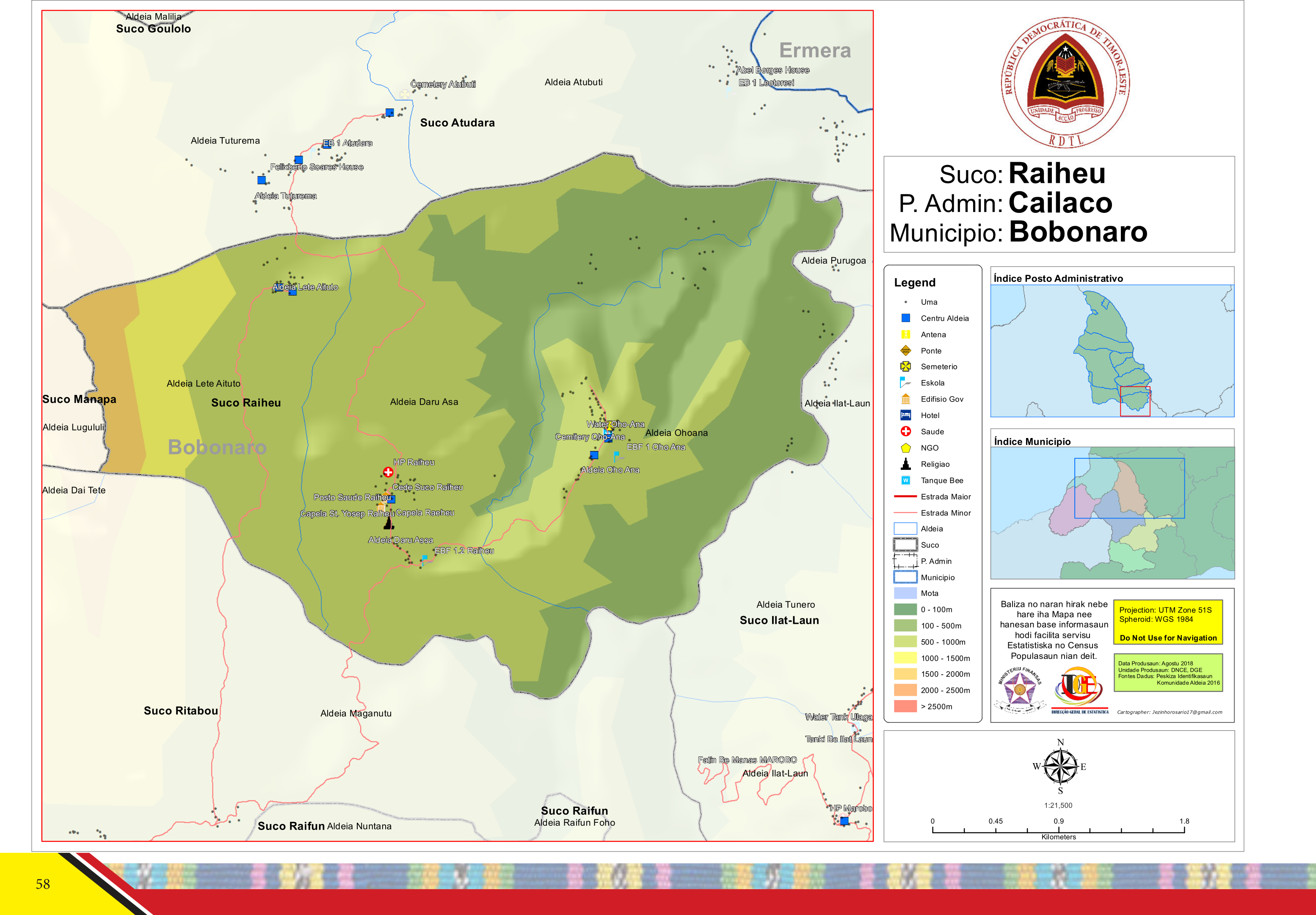
Der Suco Raiheu

- Daru Asa
- Folete
- Lete Aituto
- Ohoana

## VerwaltungsamtLolotoe

### SucoDeudet

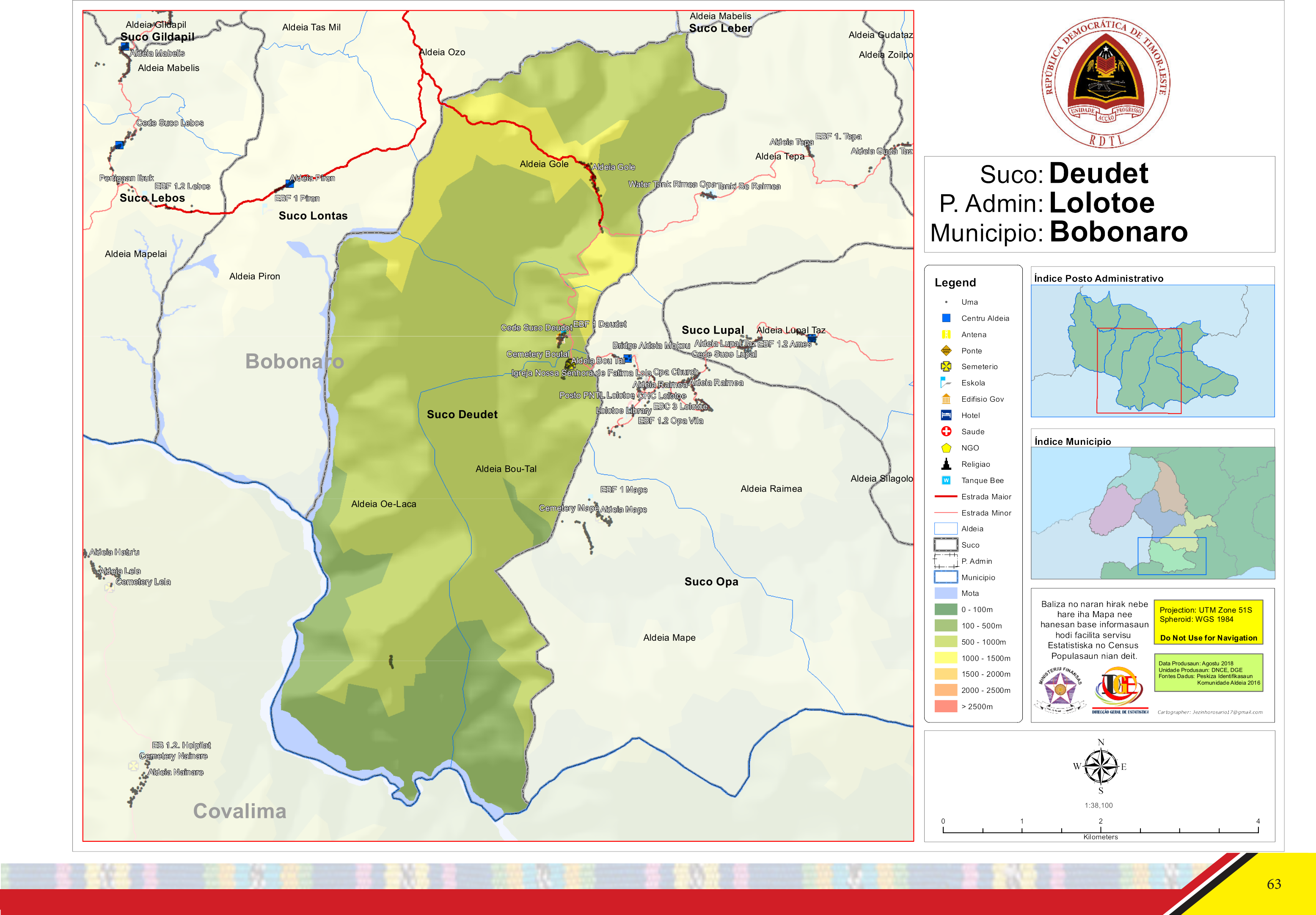
Der Suco Deudet

- Bou-Tal (Boutal)
- Deudet (Deudat)
- Itililig (Gole)
- Oburo (Aburo)

### SucoGildapil

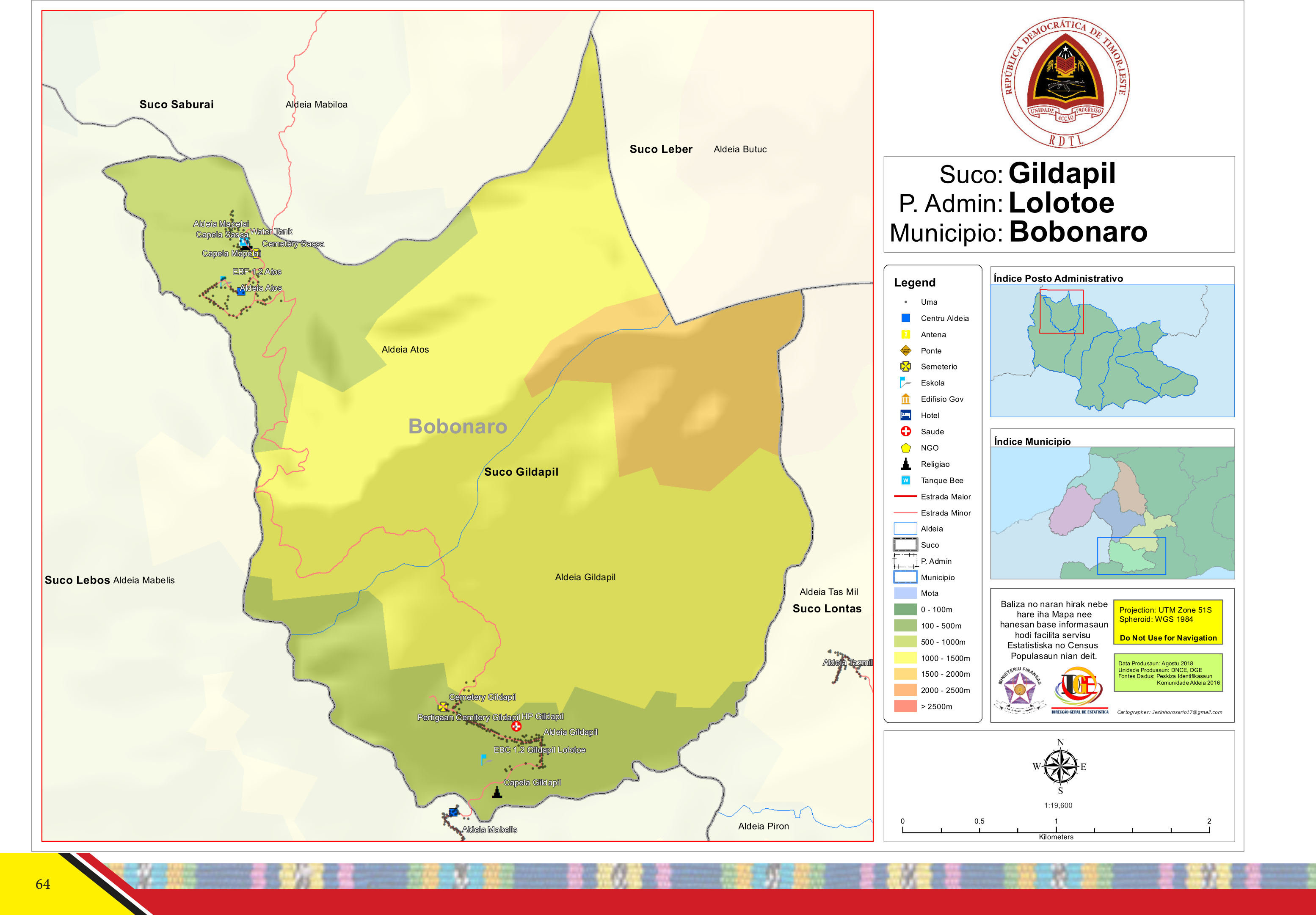
Der Suco Gildapil

- Atos (Atus)
- Gildapil
- Sassa (Sasa, Sasá)

### SucoGuda

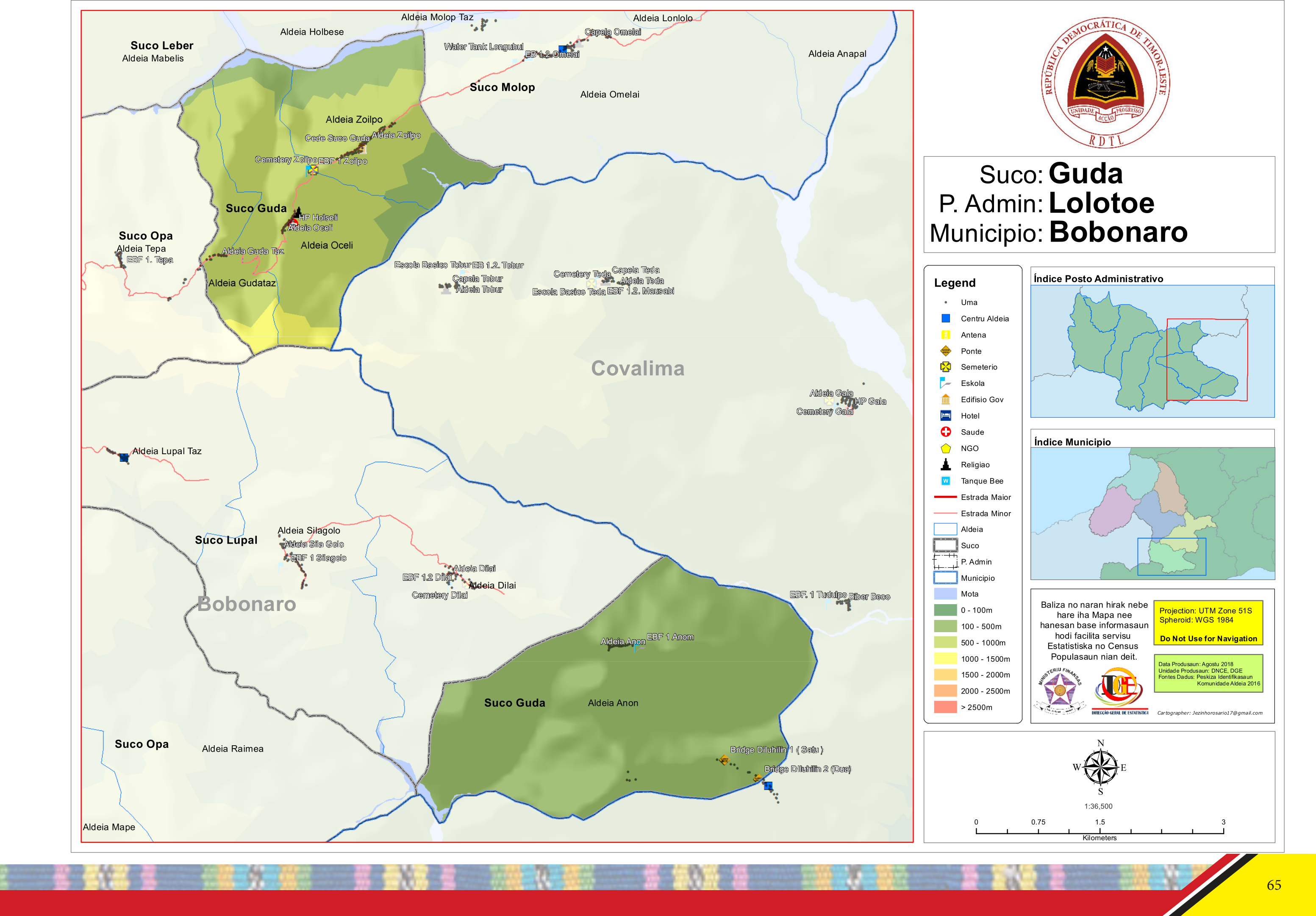
Der Suco Guda

- Anon
- Diluhilin (Nordteil)
- Gudataz (Guda Taz)
- Oceli (Osely, Holseli)
- Zoilpo

### SucoLebos

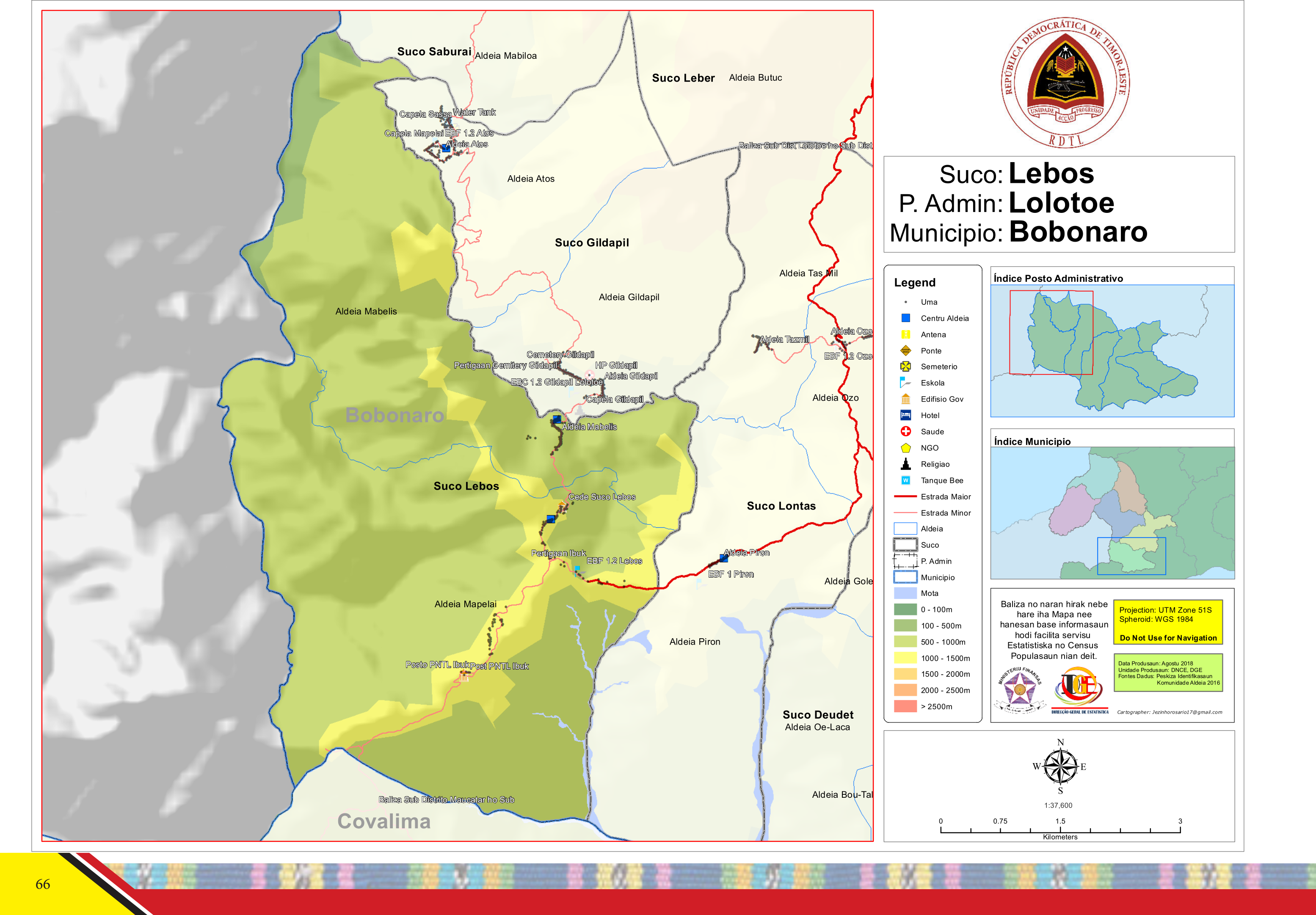
Der Suco Lebos

- Ibuk
- Mabelis
- Mapelai (Lebos)

### SucoLontas

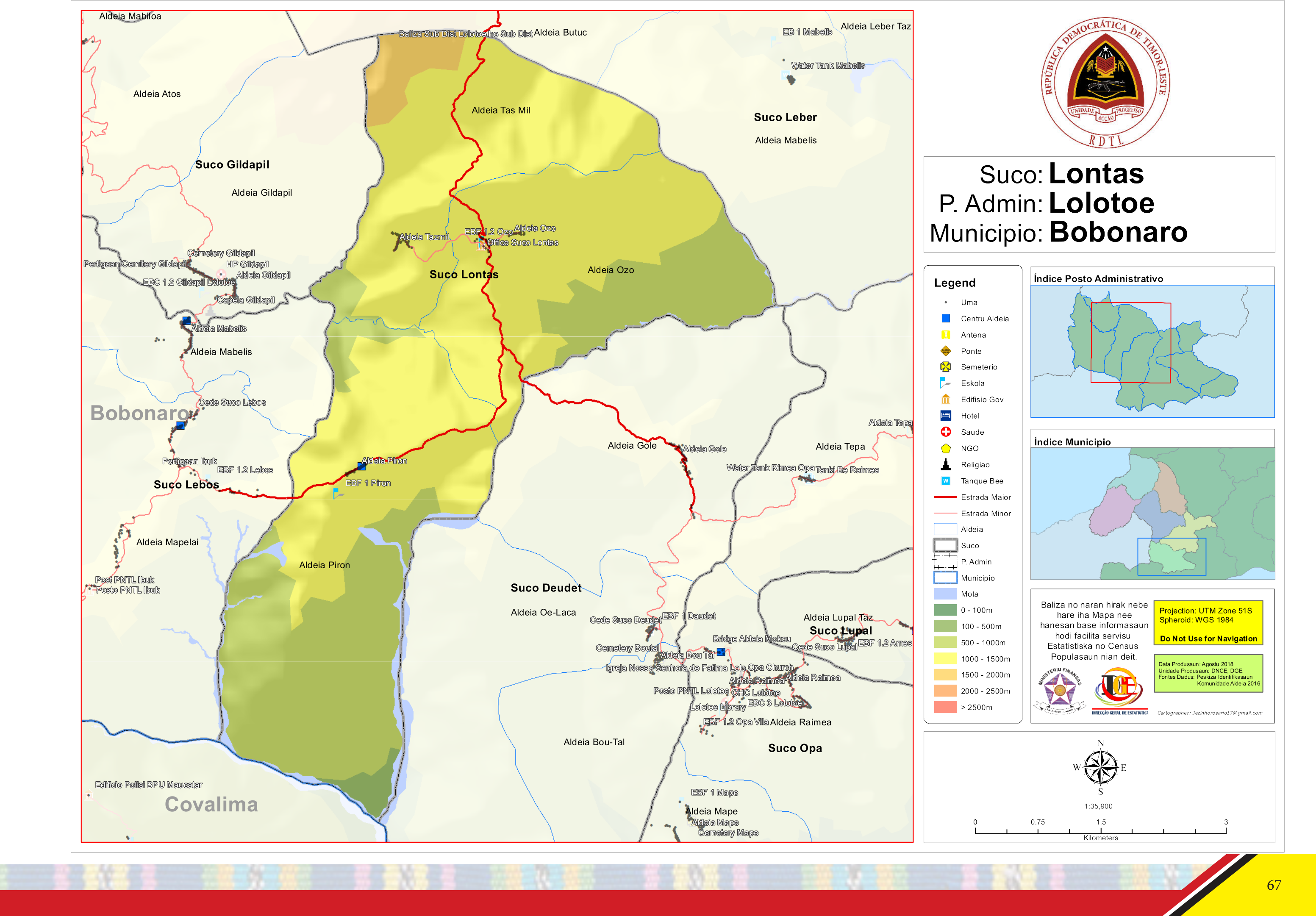
Der Suco Lontas

- Halimutin
- Ozo
- Piron
- Tasmil (Tas Mil)

### SucoLupal

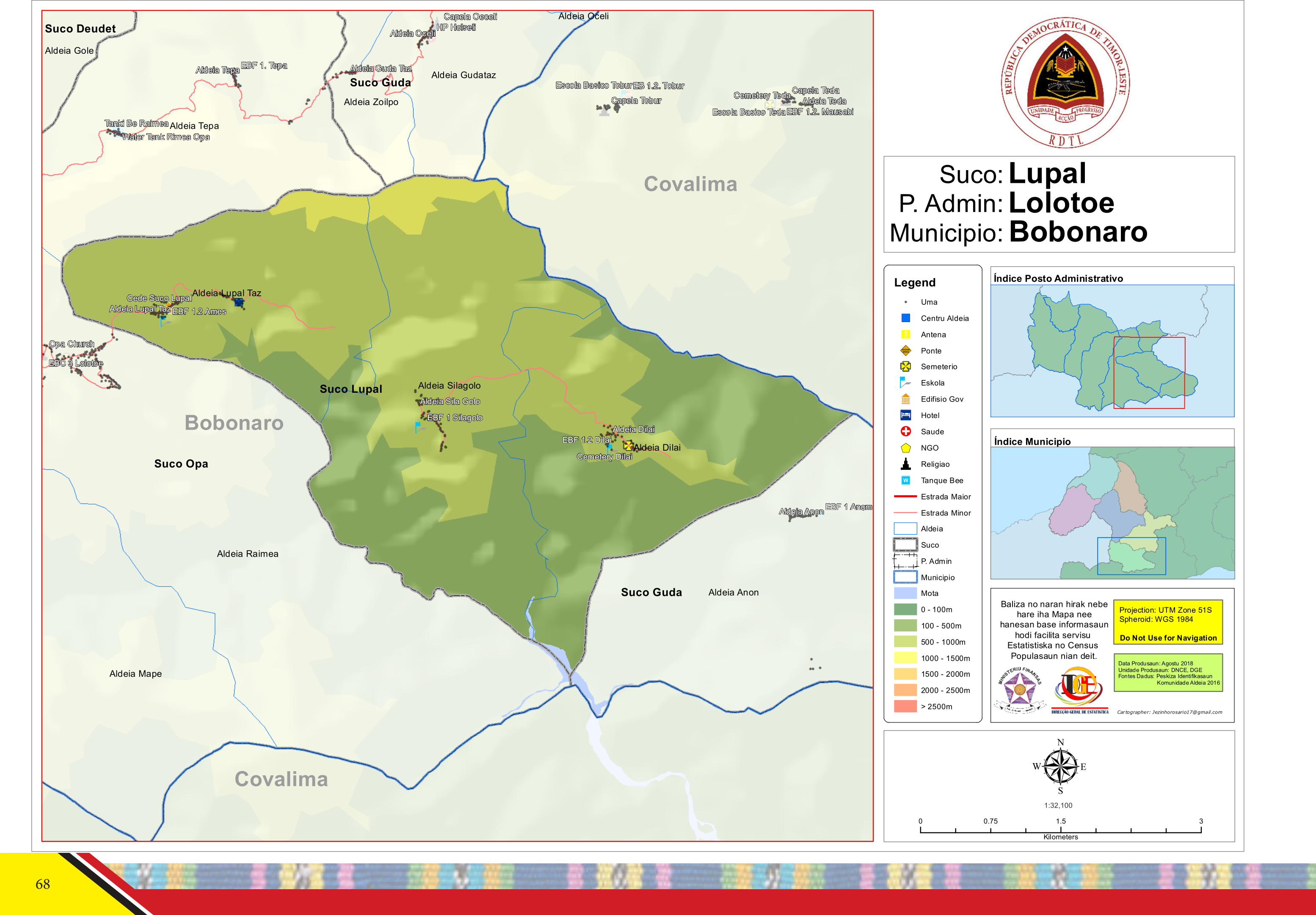
Der Suco Lupal

- Ames (Amis)
- Dilai
- Silagolo (Sila Golo)
- Tapo

### SucoOpa

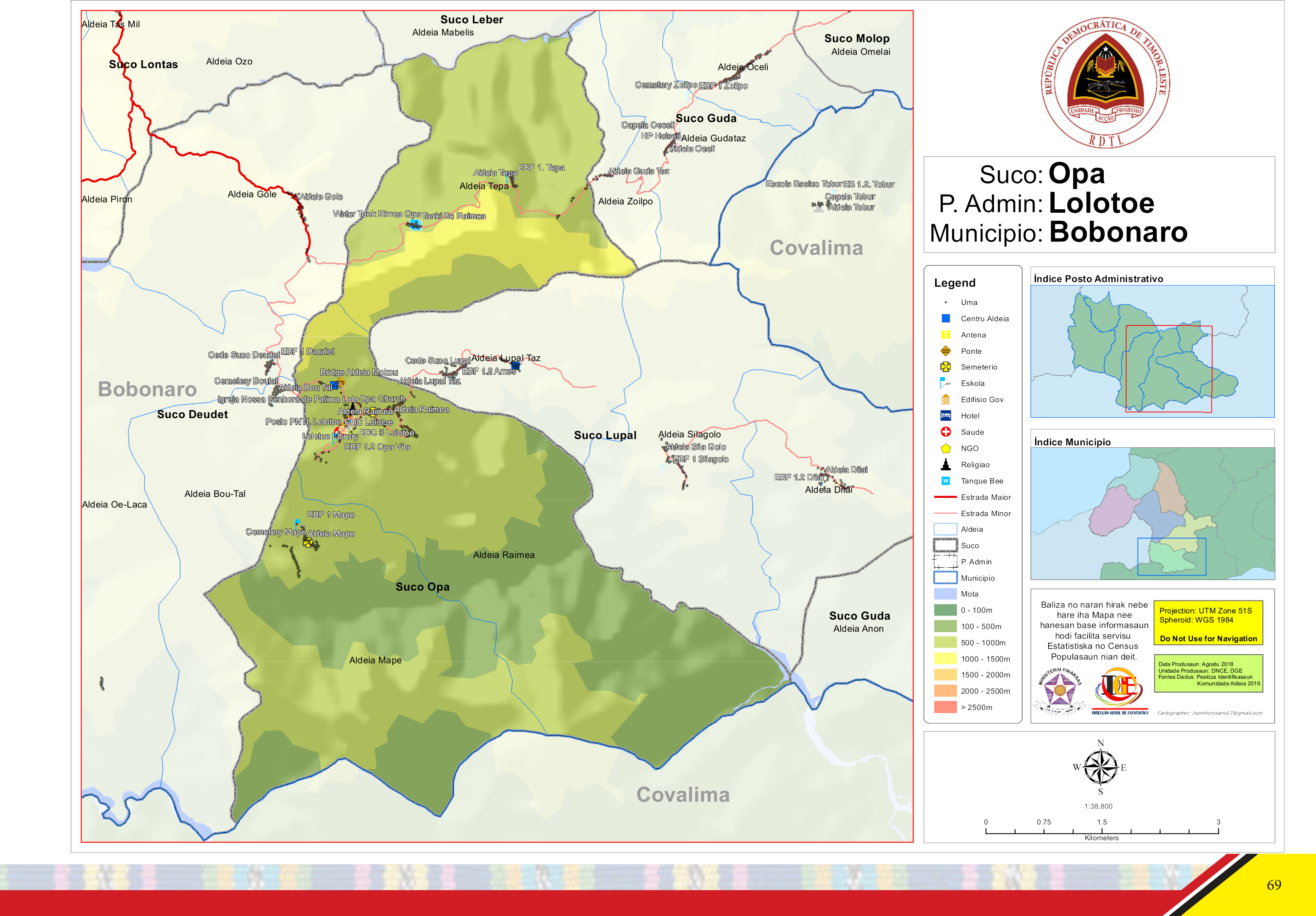
Der Suco Opa

- Gulumugun
- Holak (Hollac, Raimea)
- Lolotoe
- Mape
- Mokou
- Raimea
- Tepa
- Tepa (Tepu)
- Tesigele

## VerwaltungsamtMaliana

### SucoHolsa

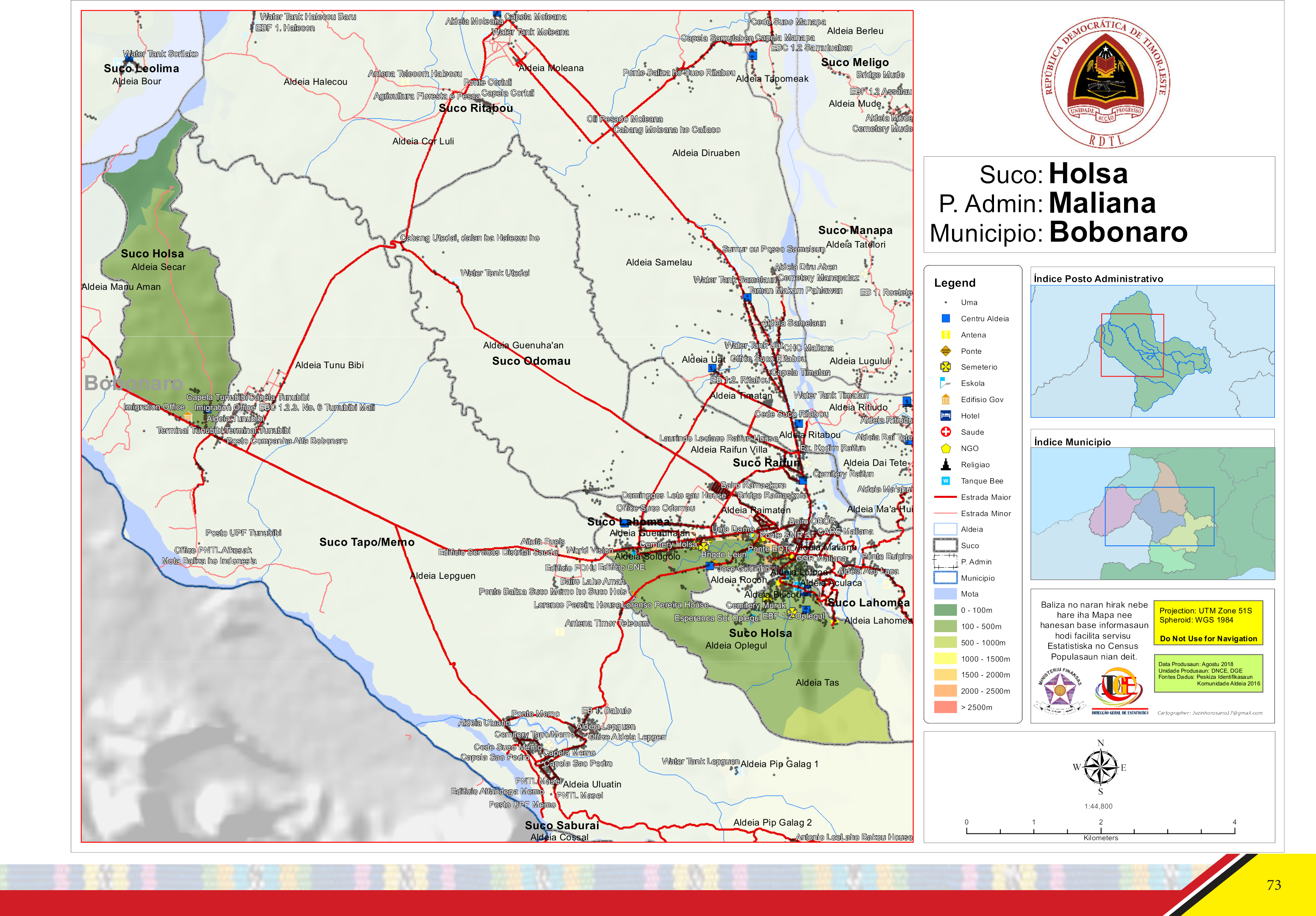
Der Suco Holsa

- Maliana (Süd)
- Secar (Sikar)
- Tunu Bibi

### SucoLahomea

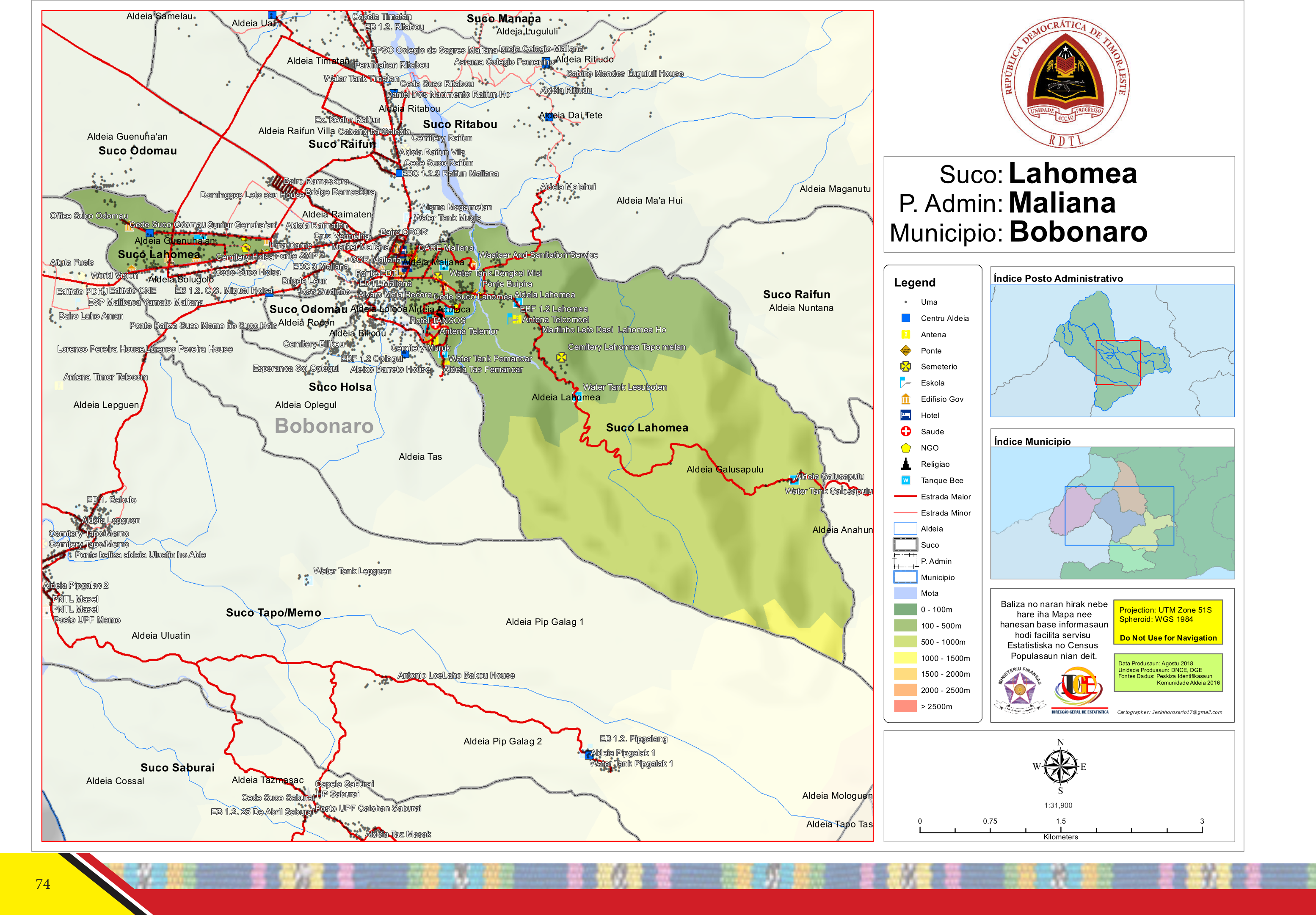
Der Suco Lahomea

- Guenuha’an (Genuhaan)
- Galusapulu
- Haubai (Haubein)
- Lahomea
- Lesubotang
- Lesuboten
- Maliana (Zentrum)
- Raedolen

### SucoOdomau

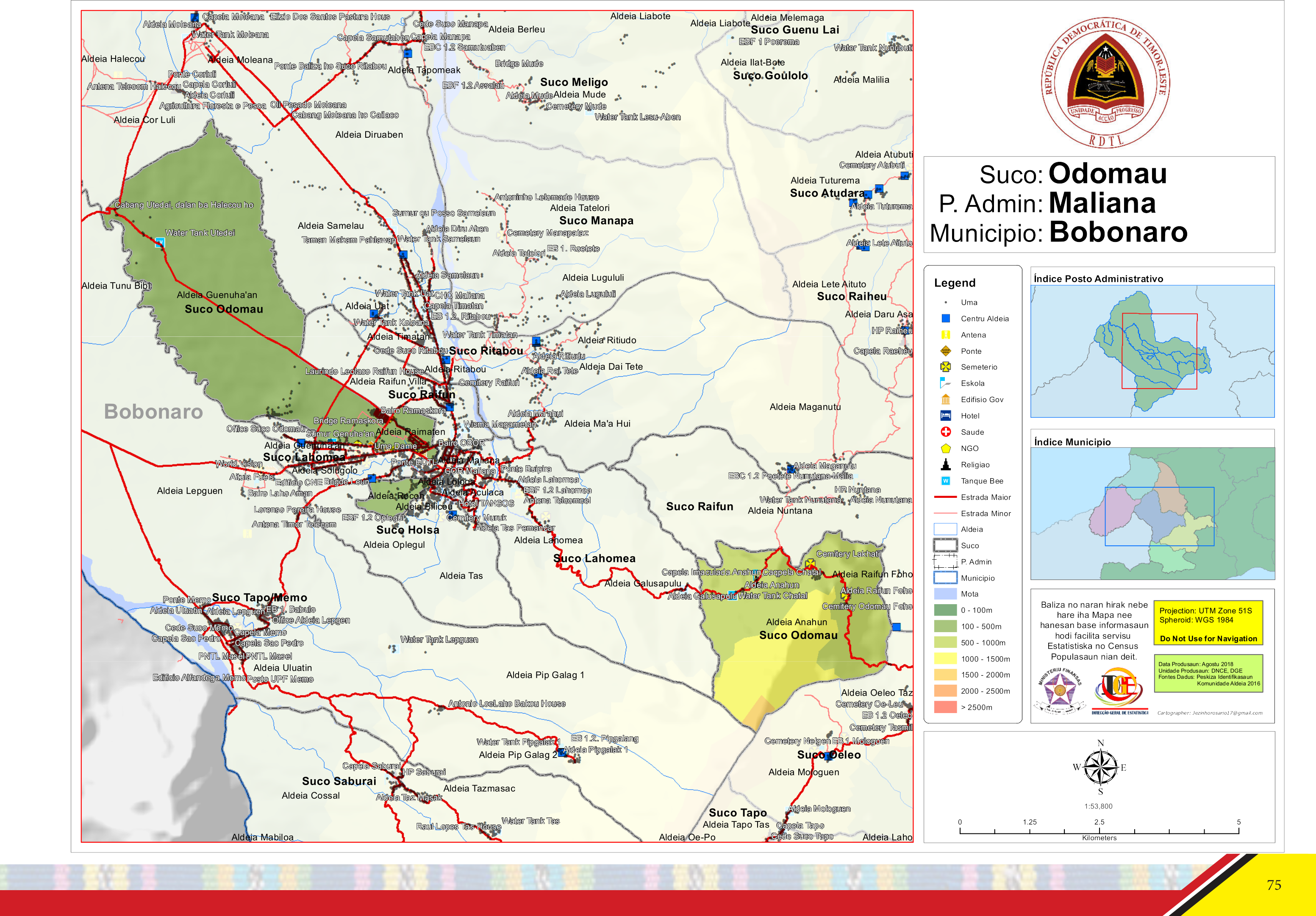
Der Suco Odomau

- Anahun
- Chatal
- Guenuha’an (Norden)
- Hali-Mesak
- Lakhatil (Lakatil)
- Odomau Foho
- Rai Maten
- Ramaskora
- Rocon
- Utedai

### SucoRaifun

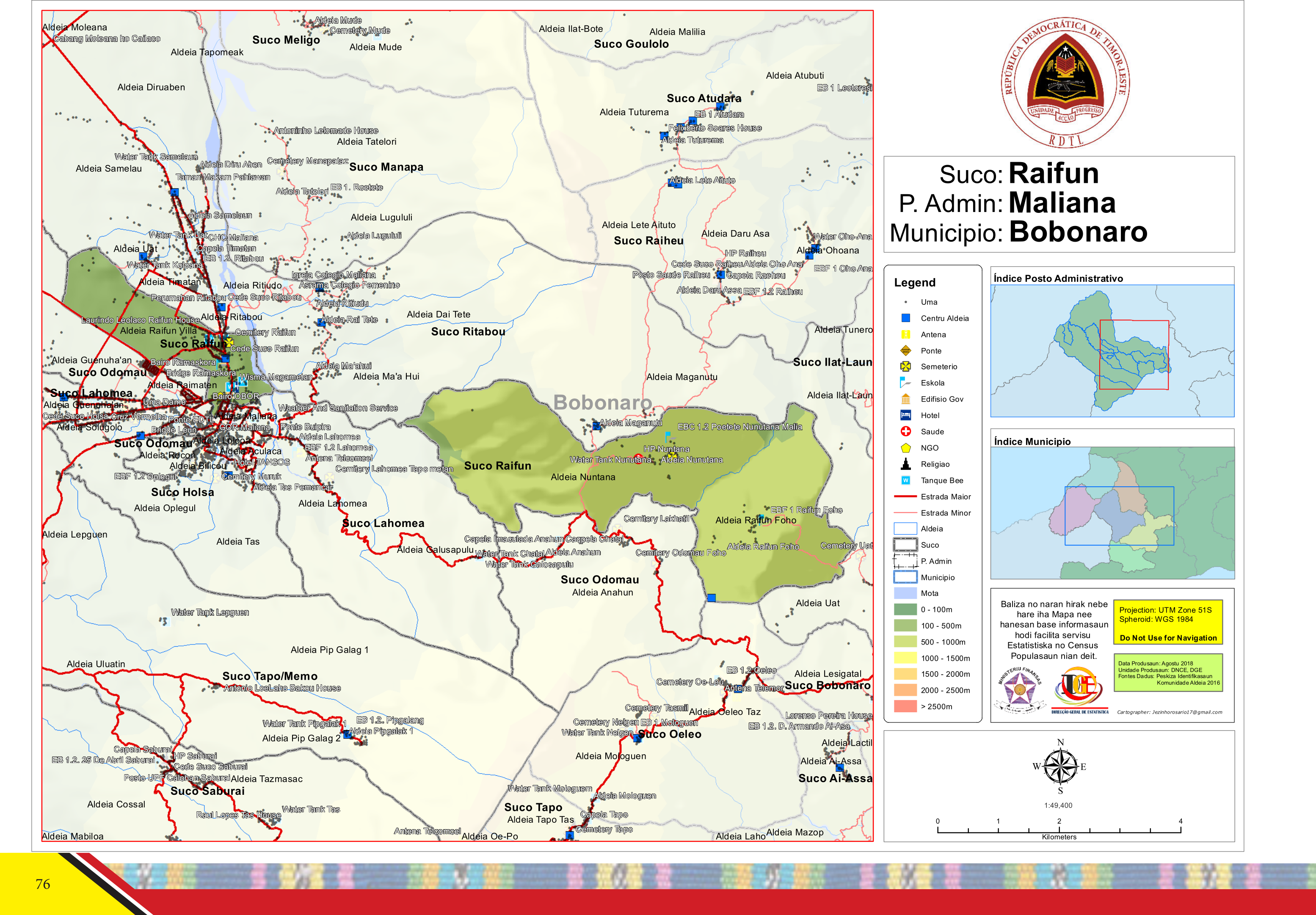
Der Suco Raifun

- Leotaek
- Maliana (Nord)
- Nunutana (Nuntana)
- Raifun Foho
- Raifun Vila (Rai Foun Bila)

### SucoRitabou
- Beasale
- Caboque
- Cor Luli (Corluli, Korlule)
- Beabubu
- Diruaben (Diruabe)
- Halecou Baru (Alecou Baru)

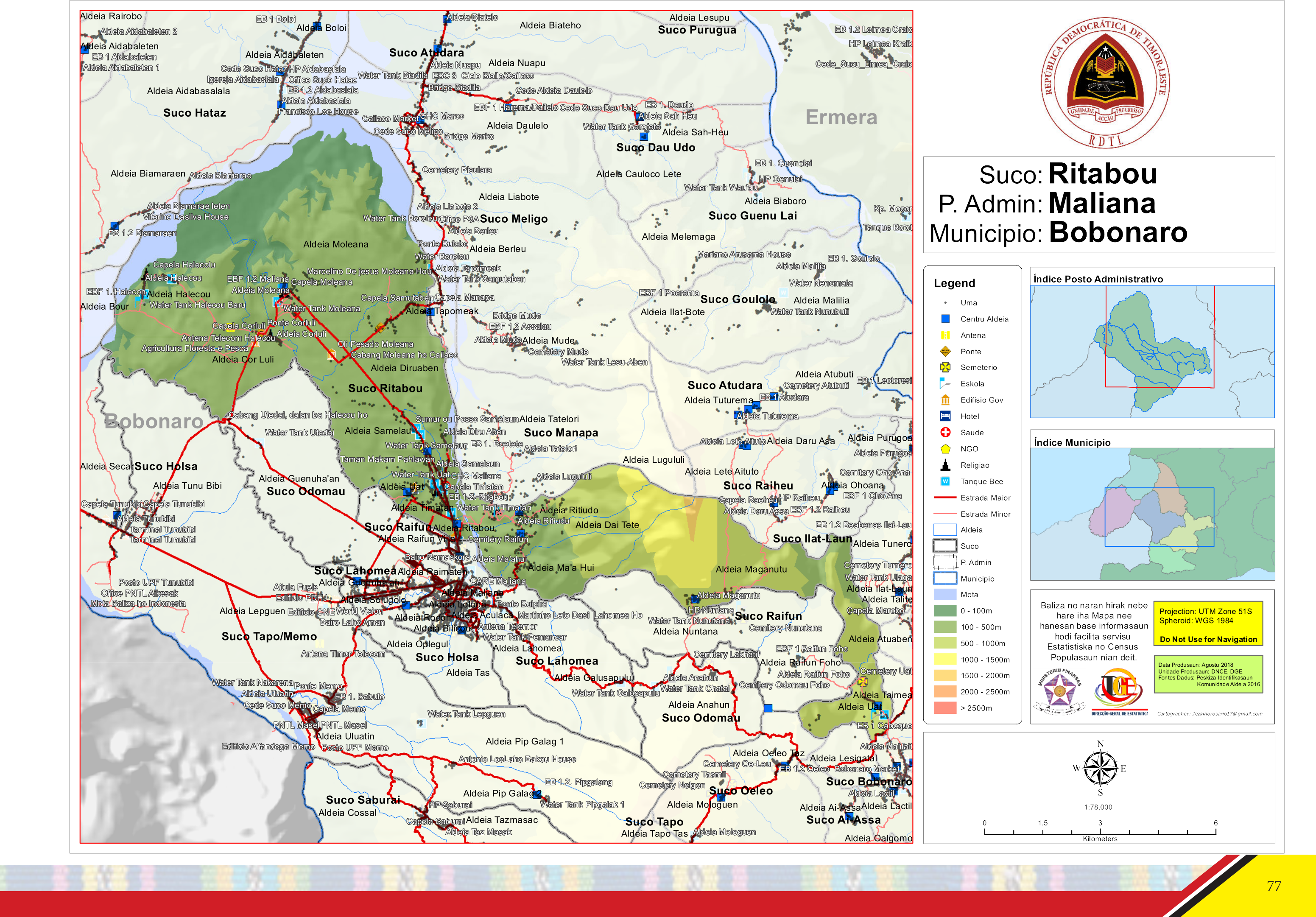
Der Suco Ritabou

- Halecou Lana (Alecou Lana, Alecou Lama)
- Lonbia
- Lugulali
- Ma’a Hui (Maahui, Maahai)
- Magalelor
- Maganutu
- Moleana
- Ritabou
- Ritiudu
- Samelaun (Samelau)
- Timatan

### SucoSaburai

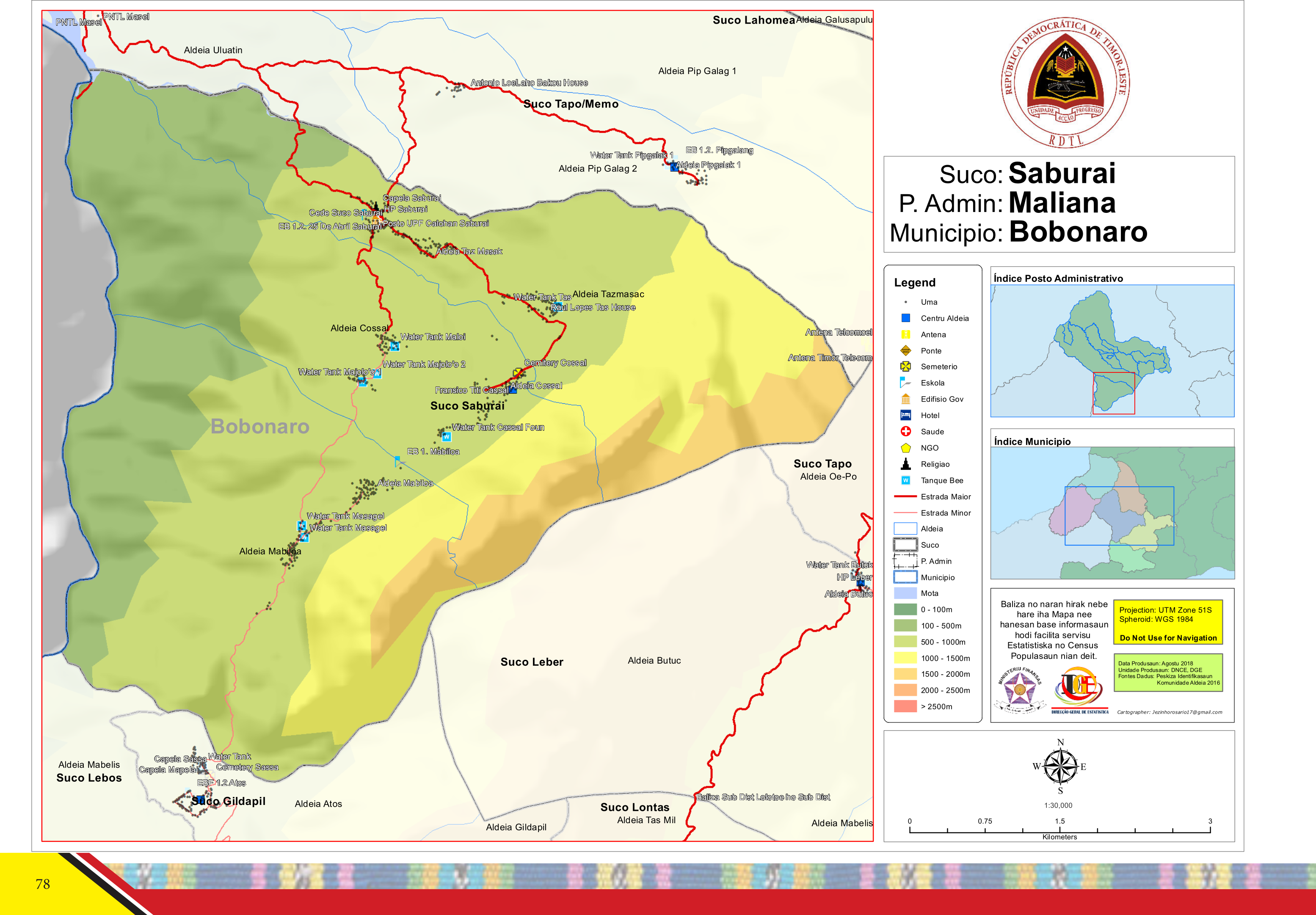
Der Suco Saburai

- Cossal
- Mabiloa
- Majolo’o
- Maloi
- Saburai
- Taz (Tas)

### SucoTapo/Memo

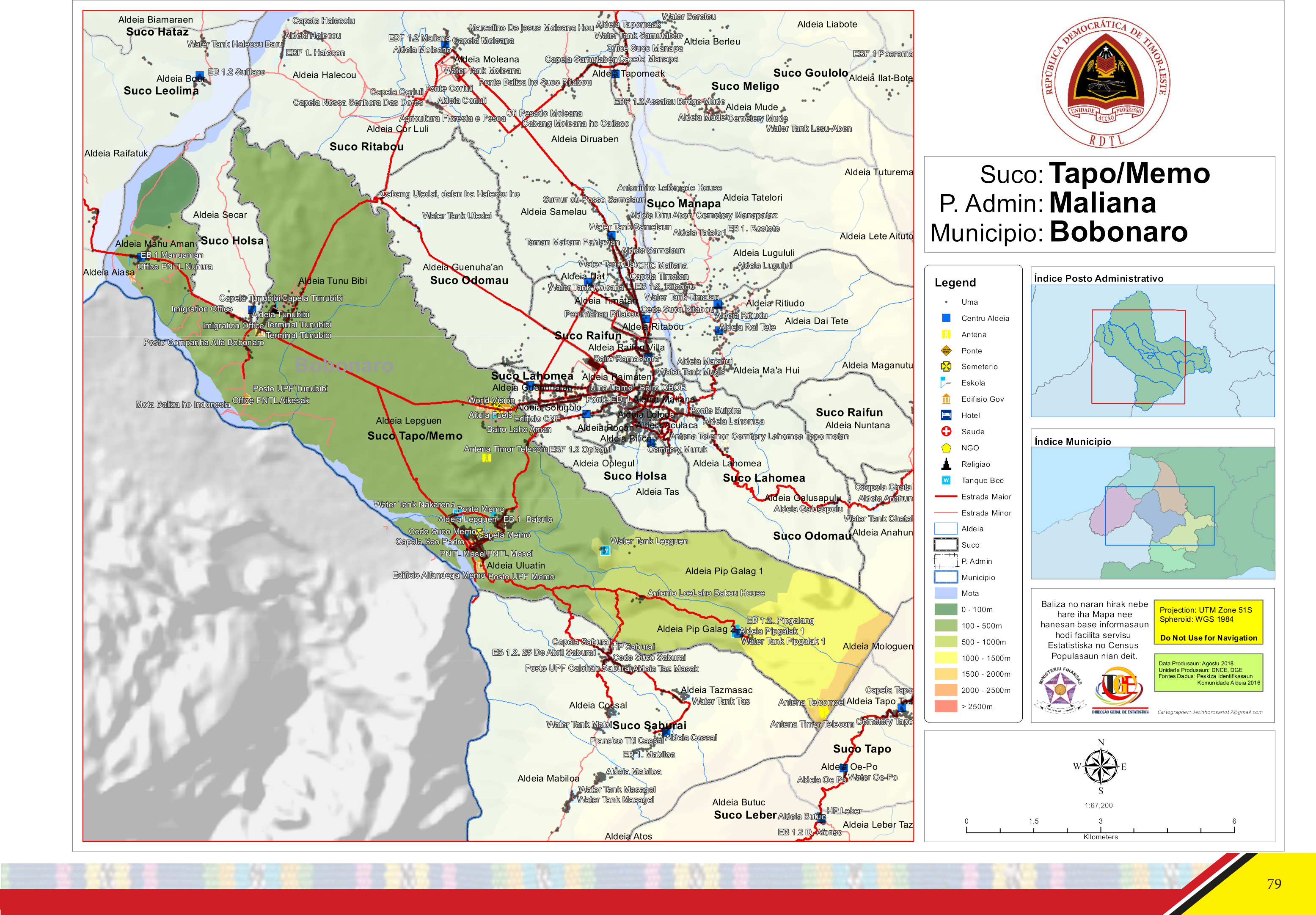
Der Suco Tapo/Memo

- Babulo
- Laho Aman
- Maliana (Vorort)
- Manu Aman
- Memo
- Pip Galag
- Tunu Bibi

## Belege
Die Schreibweise der Ortsnamen folgt, sofern vorhanden, den Angaben zu den administrativen Einteilungen in:
- Jornal da República: Diploma Ministerial n.° 199/09 (portugiesisch; PDF; 323 kB)

Die Liste der Ortschaften basiert auf dem Direcção-Geral de Estatística: Atlas der Gemeinde Bobonaro (2019) der Direcção-Geral de Estatística, mit Zuhilfenahme der Karten des Timor-Leste GIS-Portal (2007) und der UNMIT (2008). Bei unterschiedlicher Schreibweise der Ortsnamen wird den Angaben des Jornal da Républica gefolgt. Die anderen Schreibweisen für einzelne Orte finden sich in den Artikeln zu den einzelnen Ortschaften.
- Karte mit allen Koordinaten:
- OSM |
- WikiMap